# Quakenbrück
Quakenbrück (niederdeutsch Quokenbrügge) ist eine Stadt im Landkreis Osnabrück in Niedersachsen, liegt an der Hase und ist Verwaltungssitz der Samtgemeinde Artland, die sie zusammen mit den Gemeinden Badbergen, Menslage und Nortrup bildet. Quakenbrück ist geschichtlicher, wirtschaftlicher und kultureller Mittelpunkt des Artlands, einer Region zwischen Osnabrücker Nordland und Oldenburger Münsterland.
Quakenbrück wurde 1235 erstmals urkundlich erwähnt. Die Stadt war bis etwa 1500 Burgmanns- und ab 1544 Hansestadt. Die auf den Burgmannshöfen lebenden Burgmannen verteidigten die ehemalige bischöfliche Landesburg in der Stadt, die in früheren Zeiten dem Hochstift Osnabrück als Sicherung gegen Norden diente.
Die Wahrzeichen der Stadt sind die evangelische Sylvesterkirche, die katholische Marienkirche und die Hohe Pforte, das einzige erhaltene von einstmals fünf Stadttoren. Die historische Altstadt ist von rund 100 Fachwerkhäusern aus verschiedenen Jahrhunderten geprägt. Einige davon sind älter als 500 Jahre. Als ältestes als Wohnhaus erhaltenes Haus nicht nur Quakenbrücks, sondern auch des gesamten westlichen Niedersachsens, gilt das 1498 errichtete Hermann-Bonnus-Geburtshaus in der Goldstraße. Das im Jahr 1510 errichtete Haus Lange Straße 40 wurde im Jahr 2020 mit dem Deutschen Fachwerkpreis „[f]ür die äußerst sensible Sanierung des stadthistorisch und fachwerkgeschichtlich für Quakenbrück wichtigen Fachwerkgebäudes“ ausgezeichnet.

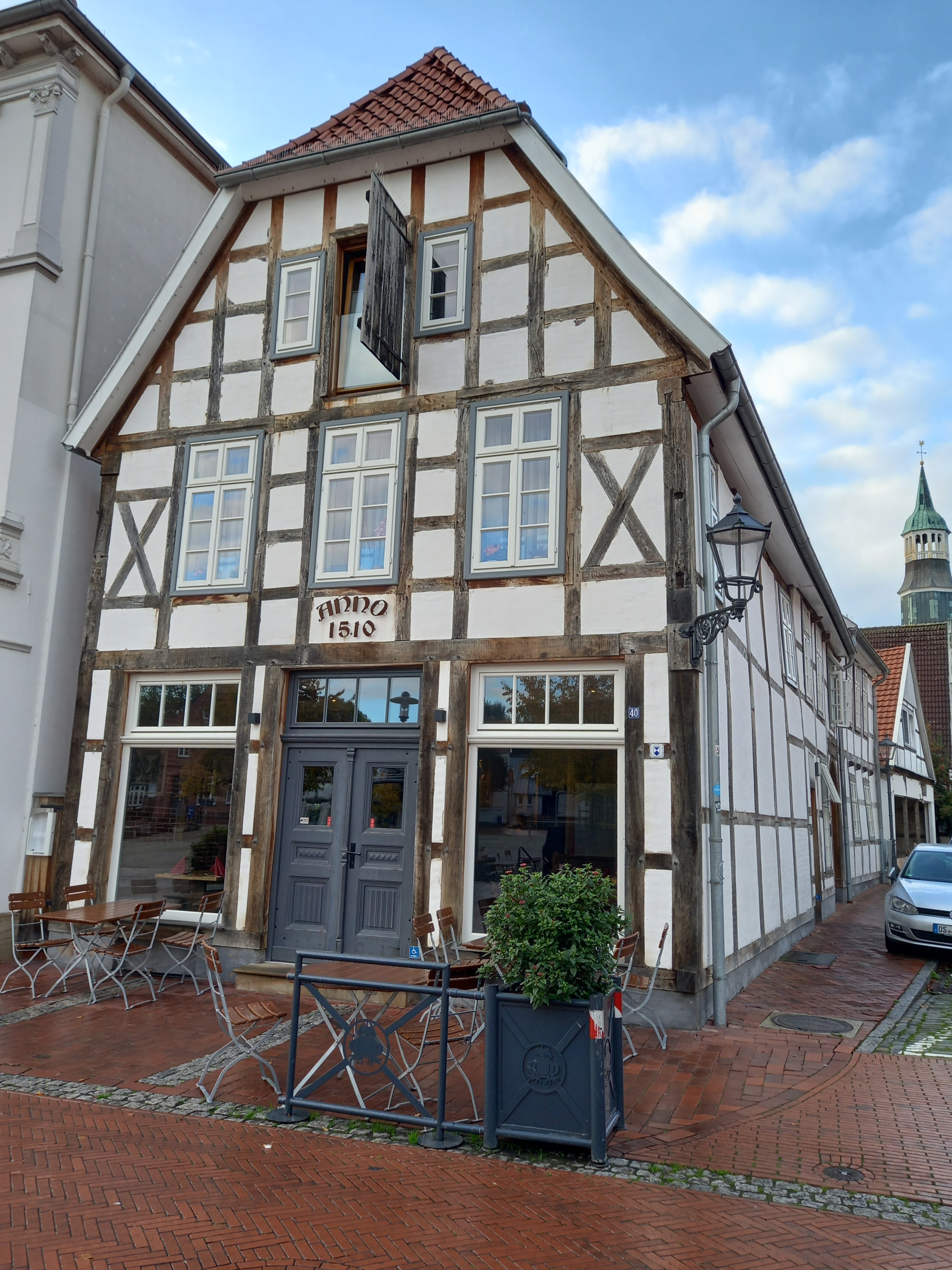
Mit dem „Deutschen Fachwerkpreis“ ausgezeichnetes Haus Lange Straße 40
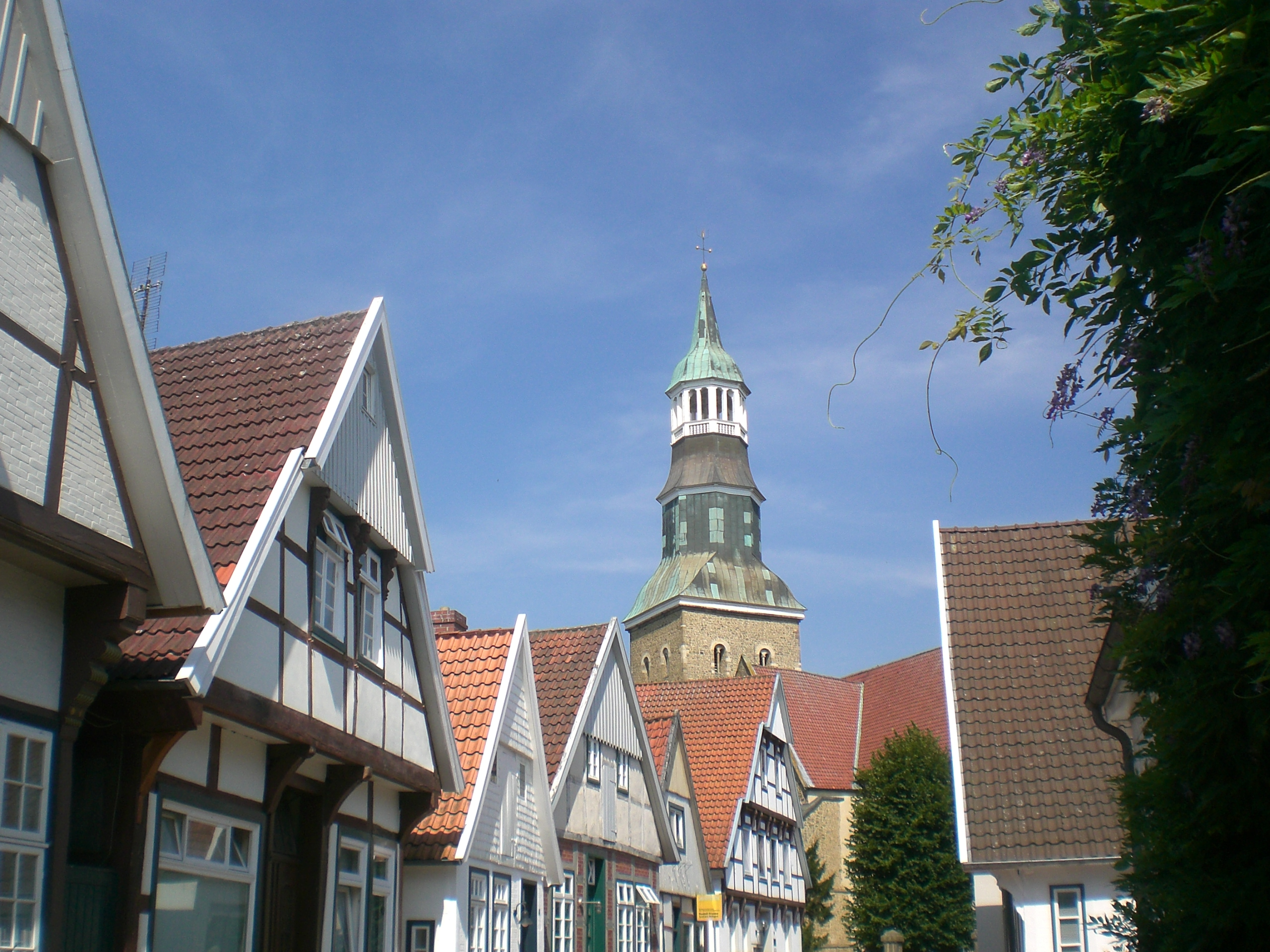
Häuser an der Alençoner Straße und Kirche St. Sylvester
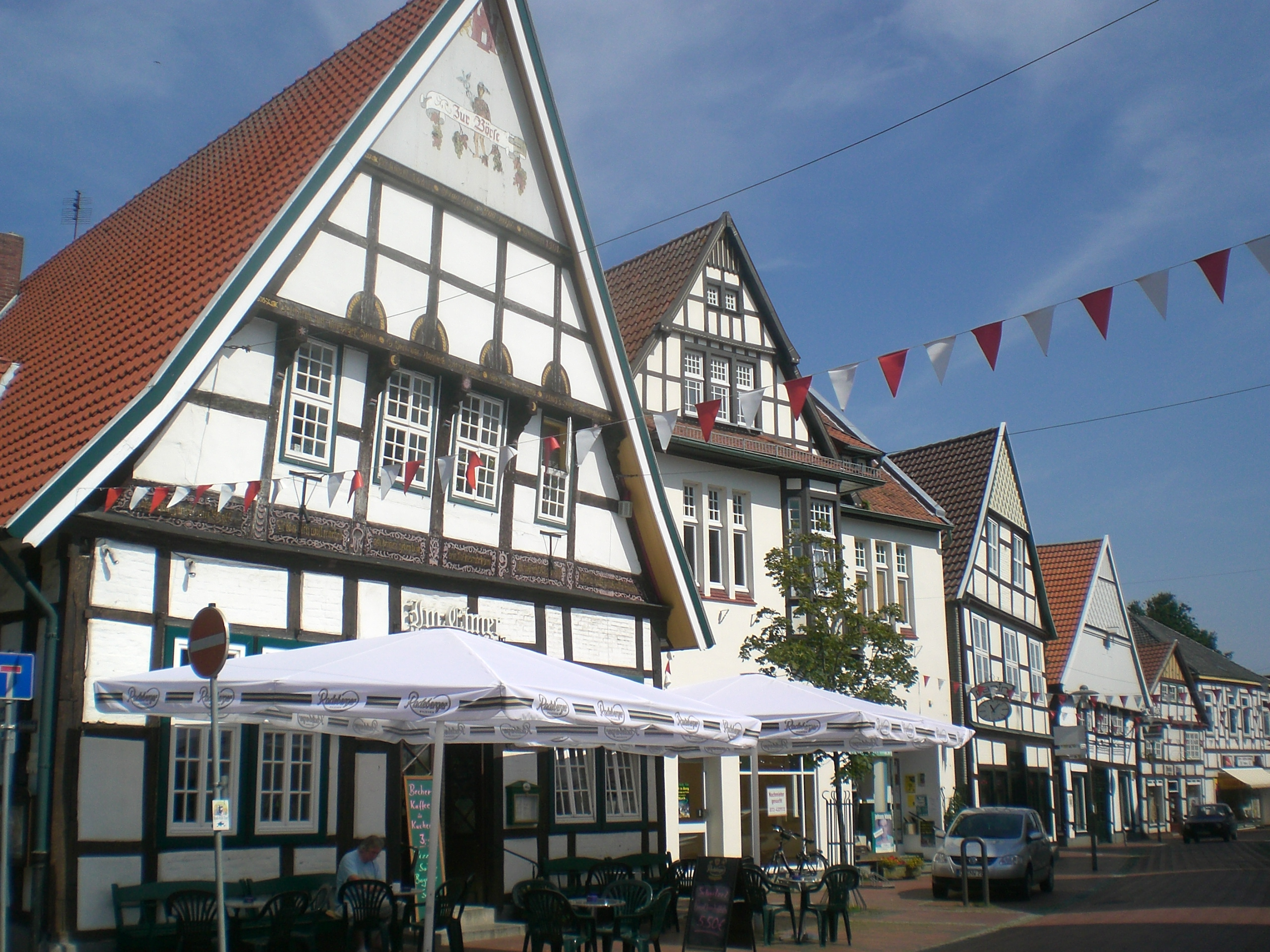
Fachwerkhäuserzeile an der Langen Straße

2010 feierte die Stadt ihr 775-jähriges Bestehen.

## Geografie

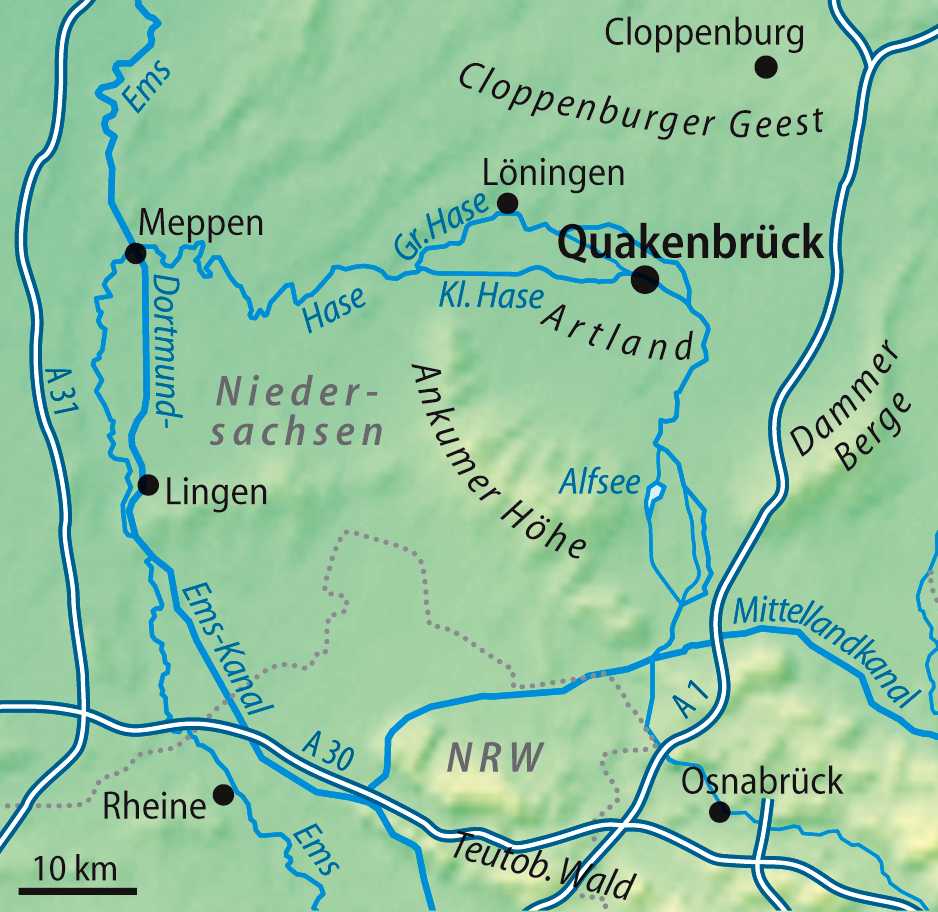
Geographische Lage

Hase-Binnendelta bei Quakenbrück um 1903

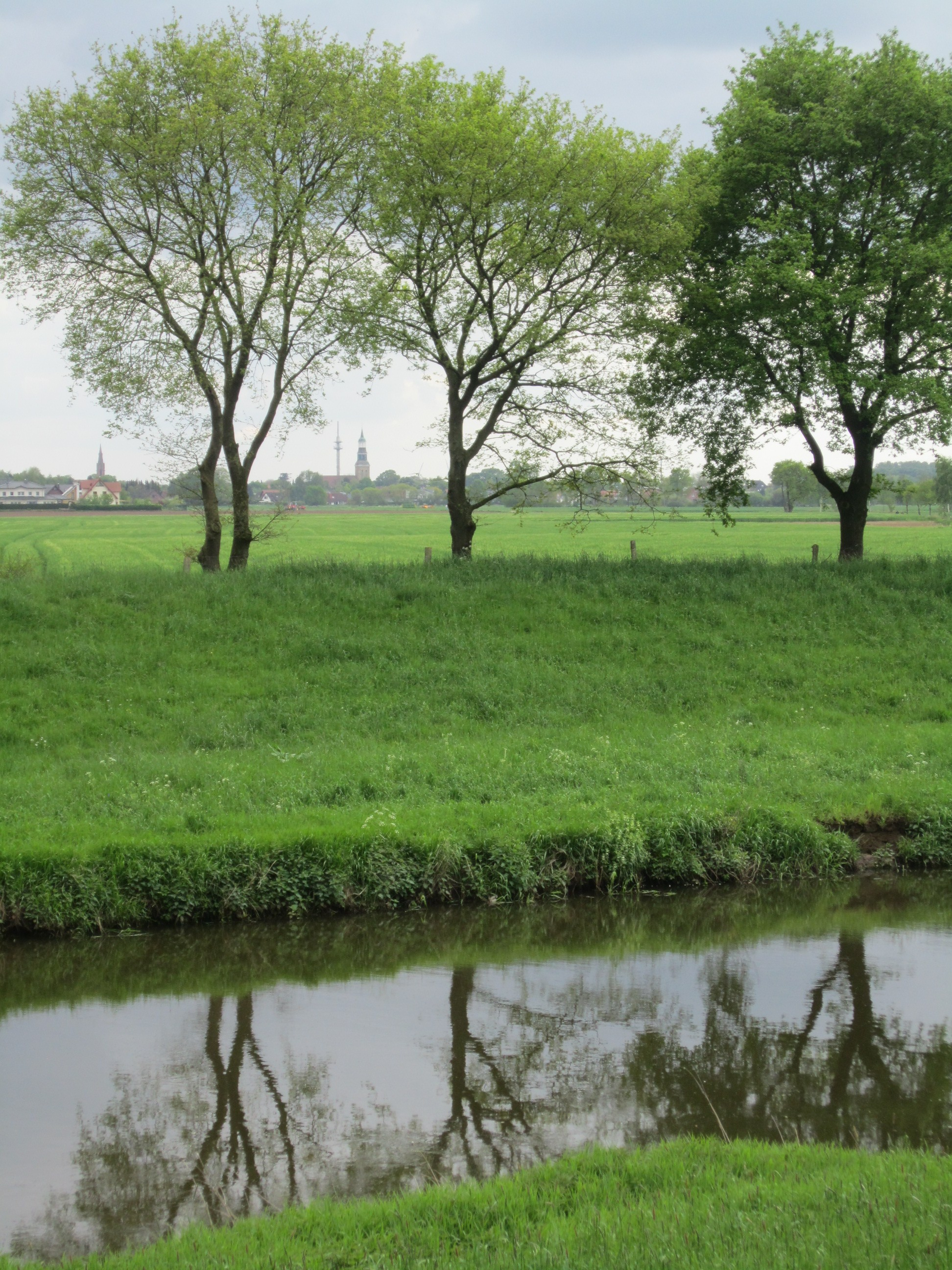
Quakenbrück am Nordrand des Landkreises Osnabrück, vom Südoldenburger Ufer der Großen Hase aus betrachtet

### Geografische Lage
Quakenbrück liegt in der Norddeutschen Tiefebene im Mittelpunkt der ausgedehnten Schwemmlandebene des Artlandes, die von Talsandplatten und feuchten Niederungen nur schwach untergliedert ist. Der Fluss Hase kommt von Süden aus dem Teutoburger Wald, fließt auf die Cloppenburger Geest zu und wird durch den Geländeanstieg nach Westen abgedrängt. An der Stelle, an der sich die Hase verzweigt und ihre Arme sich nach Westen wenden, um dem Riegel der Ems-Hunte-Geest im Norden auszuweichen, liegt Quakenbrück.
Der Stadtschreiber Habich beschreibt um 1700 die Lage der Stadt so:

„Und daß dieser Ort sehr wohl gelegen, ist darob zu vermerken, daß oben nechst an der Stadt der Hasefluß sich in sechs Ströme oder Revieren vertheilet, durch die Stadt fleußt, alle Unsauberkeit verhemmet und viele Brücken causiertet.“

### Geologie

Das Hase-Binnendelta des Artlands

In der Niederungslandschaft nördlich eines tertiären Höhenzuges im Urstromtal der Hase hat der Fluss wegen seines geringen Gefälles ein Binnendelta gebildet. Die Fläche dieses Binnendeltas liegt zu einem großen Teil im Artland und besteht hauptsächlich aus glaziofluviatilen, also während der Eiszeit durch das Wirken des Gletscherschmelzwasser führenden Flusses entstandenen Sedimenten. Das Delta veränderte seine Gestalt und Größe durch menschliche Eingriffe seit dem 17. Jahrhundert erheblich: Kanäle wurden gebaut, Wasserläufe begradigt sowie Wehre und Schleusen in die Gewässer eingebaut. Insbesondere durch den Bau des Haseüberfalls beim Schützenhof und die Umleitung der Großen Hase wurde seit 1683 die Altstadt Quakenbrücks vor Überflutungen geschützt.
Bohrungen haben gezeigt, dass der Boden in erster Linie aus lehmigen und sandigen Ablagerungen des Pleistozäns besteht. Die oberste Bodenschicht weist eine Stärke von fünf bis sieben Metern auf und ist von einer bis zu zehn Meter starken lehmigen und marligen Sedimentschicht unterlagert. Sandige Schichten in einer Tiefe von 25 bis 30 Metern bilden einen ertragreichen Aquifer für die Grundwasserförderung. Der oberste Grundwasserleiter befindet sich in einer Tiefe von zwei bis sechs Metern.

### Ausdehnung des Stadtgebiets

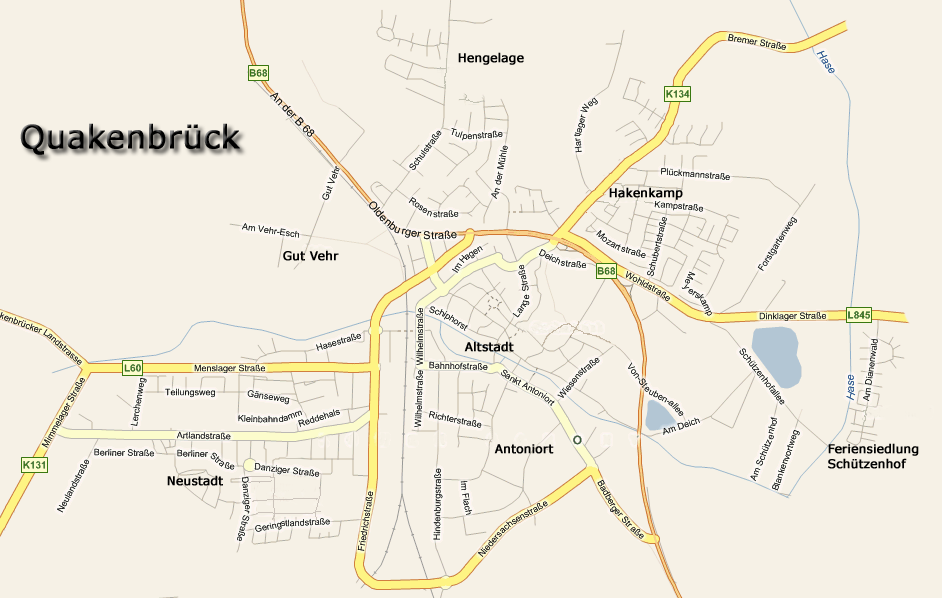
Quakenbrück mit seinen Stadtteilen Altstadt, Neustadt, Antoniort, Hakenkamp, Hengelage und der Feriensiedlung Schützenhof

Die Stadt entwickelte sich über Jahrhunderte halbkreisförmig, da eine Ausdehnung in nördlicher Richtung wegen der kaum 500 Meter nördlich des Marktplatzes verlaufenden Grenze zum Oldenburger Land nicht möglich war. Erst anlässlich der Gebietsreform von 1972 änderte sich diese Situation mit der Eingliederung der bis dahin zu Essen (Oldenburg) gehörenden Hengelage. Im Süden bildete die in westlicher Richtung durch die Stadt fließende Kleine Hase eine natürliche Begrenzung, die aber bereits im frühen Mittelalter durch Brücken überwunden wurde. Dort entwickelte sich der Vorort Antoniort.
Die Halbkreisform der Stadtanlage ist noch deutlich sichtbar und wird durch die Bundesstraße 68 betont, die westlich, nördlich und östlich um die Stadt führt. Im Nordosten liegt jenseits der Bundesstraße die Siedlung Hakenkamp; südwestlich des Altstadtgebiets, durch die Bahnlinie getrennt, entstand im frühen 20. Jahrhundert die Neustadt.
Die größte Ausdehnung des Stadtgebiets beträgt in nordsüdlicher Richtung rund fünf Kilometer und in ostwestlicher Richtung knapp sieben Kilometer.

### Stadtgliederung

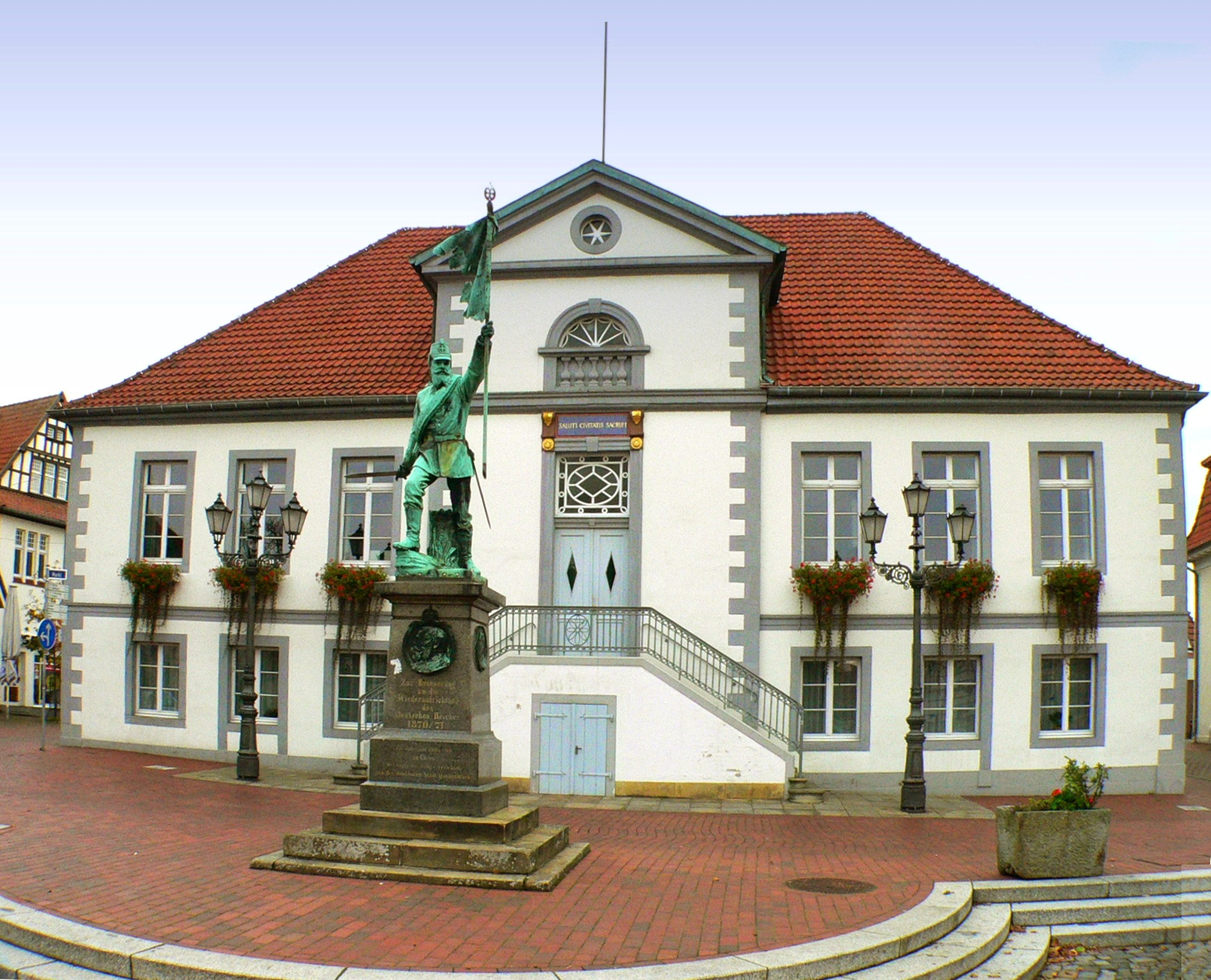
Rathaus mit Kriegerdenkmal

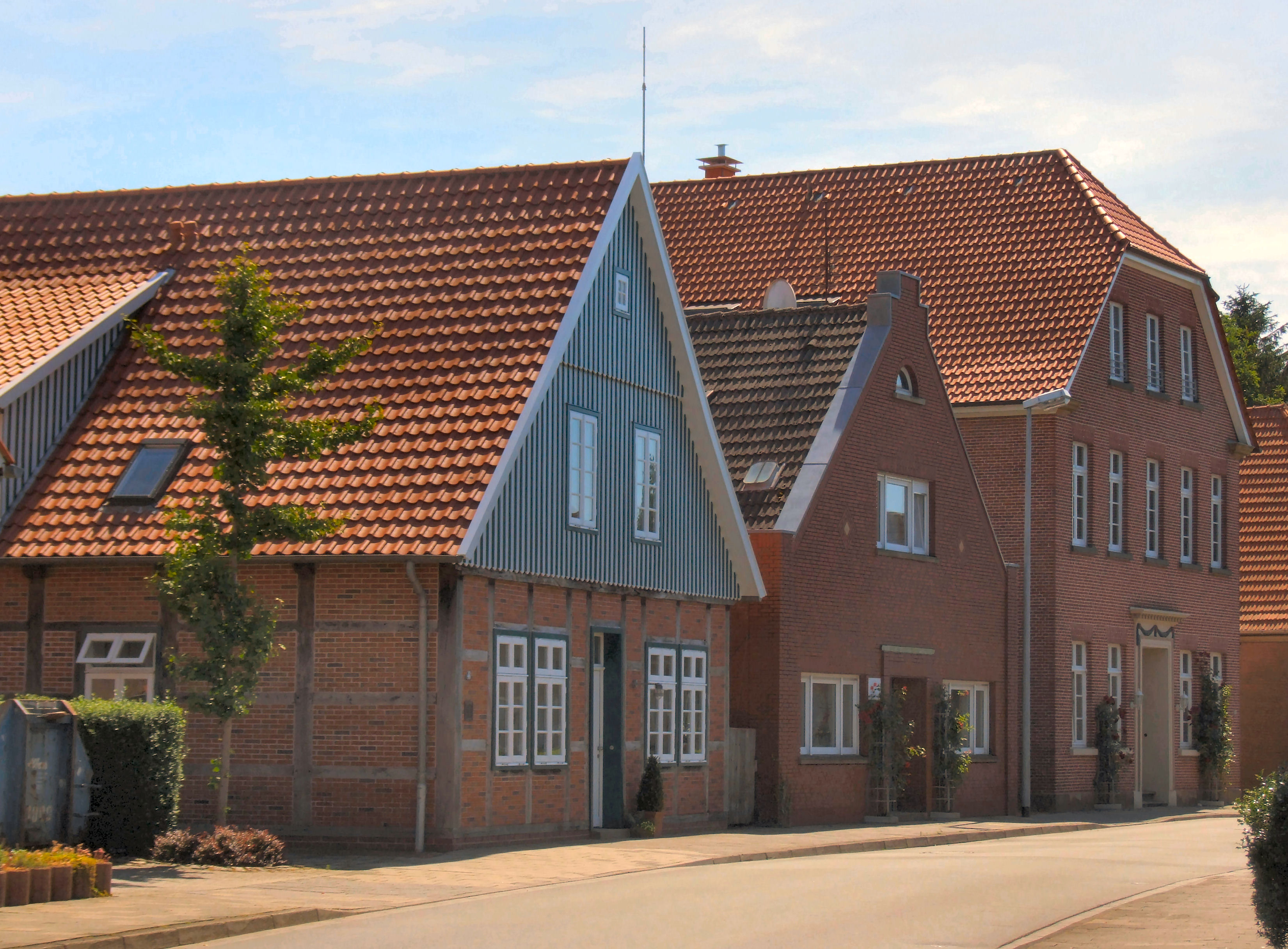
Häuserzeile in St. Antoniort

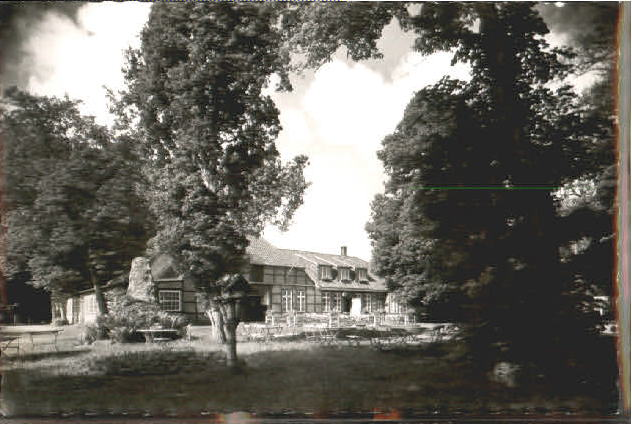
Der alte Schützenhof, Ansicht aus den 1920er Jahren

Das Stadtgebiet besteht aus: Altstadt (circa 4500 Einwohner), Neustadt (circa 5500 Einwohner), Hakenkamp (circa 2800 Einwohner), Hengelage (circa 2200 Einwohner), Antoniort, Gut Vehr und dem Erholungsgebiet Schützenhof.
Die Altstadt Quakenbrücks gruppiert sich um den fünfeckigen Marktplatz und wird von der Langen Straße als Hauptgeschäftsstraße dominiert. Die gesamte Altstadt darf mit dem PKW im Schritttempo befahren werden. Die Lange Straße ist Einbahnstraße, die sich der Autoverkehr mit Fußgängern und Radfahrern teilt. Die Bürgersteige sind farblich angedeutet; auf die Anlage einer Fußgängerzone wurde verzichtet.
Als 1348 Lepra und Pest die Stadt bedrohten, wurde außerhalb der Stadt, an der Steinstraße hinter dem Steintor jenseits der Kleinen Hase das Siechenhaus St. Antoni eingerichtet. Bald wurde die sich dort entwickelnde Vorstadt St. Antoni Halbe Statt genannt. Die Bezeichnung „halbe Statt“ (halbe Stadt) war ein Hinweis darauf, dass die dort lebenden Bürger bei den Bürgerversammlungen nur ein halbes Stimmrecht ausüben durften – eine Vorsichtsmaßnahme der Burgmannen der Innenstadt, damit die Vorstädter sie nicht überstimmen konnten. 1398 bürgerte sich die Bezeichnung St. Antoniort für die Steinstraße ein und Antoni-Pforte für das Steintor, das südliche der fünf Stadttore.
Die Hengelage, die in früherer Zeit Wiehlage hieß und bis 1972 zum Oldenburger Land gehört hatte, entstand auf dem Gebiet von Gut Vehr und schiebt sich wie ein Stachel in das Quakenbrücker Stadtgebiet, was eine Ausdehnung der Stadt in nordwestlicher Richtung so lange verhinderte, wie die Siedlung nicht zur Stadt gehörte.
Die Entwicklung der Neustadt wurde in den 1920er Jahren eingeleitet, als südwestlich der Bahnlinie auf rund 250 Hektar mehr oder minder unbesiedeltem, feuchtem Weideland – Merschland genannt – ein Flugplatz entstand, der 1935 zum Fliegerhorst ausgebaut wurde. Auf ihm wurde während des Zweiten Weltkriegs eine Flugzeugwerft betrieben. Im Jahr 1945 wurde das Gelände von britischen Truppen erobert, die es im selben Jahr polnischen Streitkräften überließen. Ende 1947 gaben die Besatzer das Gelände frei, so dass 1948 die Entmilitarisierung der Anlage beginnen konnte. In dem ausgedehnten militärischen Gebäudekomplex, von dem viele Gebäude erhalten blieben, siedelte sich eine Reihe von Betrieben an. Das ehemalige Militär-Krankenrevier entwickelte sich zum zivilen Krankenhaus, auch das 1909 im ostpreußischen Lötzen gegründete Diakonissen-Mutterhaus Bethanien fand in den Gebäuden eine neue Bleibe. Von 1948 bis 1973 war in einem Kasernengebäude die Postschule der Oberpostdirektion Bremen untergebracht. Die Unterkunftsgebäude wurden überwiegend als Wohnraum für die Zivilbevölkerung verwendet; unterstützt durch den Siedlungsbau in der direkten Umgebung entstand ein neuer Stadtteil.
Das Erholungsgebiet Schützenhof entstand, als der Quakenbrücker Schützenverein von 1589 im Jahr 1847 östlich der Stadt unweit der Überfallhase einen Schützenhof mit Gaststätte errichtete, der sich bald zu einem Ausflugsort und „Schauplatz vaterländischer Veranstaltungen“ entwickelte. Das romantisch gelegene Gebäude inmitten eines großen Parks, zugänglich über eine rund zwei Kilometer lange Eichenallee, wurde 1970 abgerissen und durch ein modernes Gebäude mit Café-Restaurant und Tennis- und Minigolfanlage ersetzt, das nicht an die Beliebtheit der früheren Anlage anknüpfen konnte. Gleichwohl entwickelte sich ein ausgedehntes, viel besuchtes Erholungsgebiet mit einer Ferienhausanlage nahe dem Feriensee und Sportmöglichkeiten am Schützenhof, wo das jährliche Schützenfest stattfindet.

### Nachbargemeinden
Die Nachbargemeinden von Quakenbrück sind im Norden Essen (Oldenburg) (rund sechs Kilometer entfernt), im Osten Dinklage (13 Kilometer), im Süden Badbergen (fünf Kilometer) und im Westen Menslage (zwölf Kilometer).
Badbergen und Menslage bilden mit Quakenbrück und Nortrup die Samtgemeinde Artland im Landkreis Osnabrück, während Dinklage zum Landkreis Vechta zählt und Essen (Oldenburg) zum Landkreis Cloppenburg.

### Klima
Quakenbrück liegt in der gemäßigten Klimazone Niedersachsens im Übergangsbereich zwischen dem maritimen Klima der Nordseeküste und dem kontinentalen Klima im Süden und Osten und ist durch gemäßigtes Seeklima, beeinflusst durch feuchte Nordwestwinde von der Nordsee, geprägt.

Niederschlagsmittelwerte in Badbergen von 1961 bis 1990

Im langjährigen Mittel erreicht die Lufttemperatur in Quakenbrück 8,5 bis 9,0 °C, und es fallen etwa 616 Millimeter Niederschlag (zum Vergleich: das deutsche Mittel liegt bei etwa 800 Millimetern). Die wärmsten Monate sind Juli und August mit durchschnittlich 17,2 beziehungsweise 16,9 °C und die kältesten Januar und Februar mit 1,6 beziehungsweise 2,2 °C im Mittel. Der meiste Niederschlag fällt in den Monaten Juni und Juli mit durchschnittlich 69 beziehungsweise 75 Millimetern, der geringste im Februar und März mit durchschnittlich 36 beziehungsweise 42 Millimetern. Zwischen Mai und August kann mit durchschnittlich 20–25 Sommertagen gerechnet werden. Die Anzahl der Regentage ist im Dezember mit zehn am höchsten, während der Niederschlag mit 49 Millimetern eher im mittleren Bereich liegt.
Zusätzlich lässt sich anführen, dass die Region Quakenbrück/Bersenbrück im regionalen Vergleich eher unterdurchschnittliche Niederschlagsmengen aufweist. 40 km weiter westsüdwestlich, im emsländischen Lingen beträgt die durchschnittliche Jahresniederschlagsmenge im langjährigen Mittel 789 mm, folglich existiert hier eine Differenz von nahezu 200 mm im Jahresdurchschnitt. Diese Verteilung ist vermutlich zum Teil auch auf die topografischen Gegebenheiten der Region zurückführbar. Südwestlich von Quakenbrück erstreckt sich ein eiszeitlicher Moränenzug, die Ankumer Höhe. Sie erhebt sich inselartig in Nord-Süd-Richtung aus der Norddeutschen Tiefebene und hat ihr nördliches Ende nahe Berge. Im allgemein maritimen Klima Norddeutschlands dominieren generell Winde aus dem Sektor Südwest-Nordwest. Wenn nun Winde aus Südwest beispielsweise Niederschläge in die Region bringen, entsteht an der Ankumer Höhe als einzige Erhebung in diesem Bereich vermutlich ein leichter Luv und Lee. Östlich bzw. nordöstlich der Erhebung bleibt es folglich insgesamt trockener als westlich oder südwestlich davon.
|                        | Jan | Feb | Mär | Apr | Mai  | Jun  | Jul  | Aug  | Sep  | Okt  | Nov | Dez |   |     |
| Mittl. Temperatur (°C) | 1,6 | 2,2 | 4,8 | 8,2 | 12,9 | 15,9 | 17,2 | 16,9 | 14,0 | 10,2 | 5,6 | 2,8 | ⌀ | 9,4 |
|                        |     |     |     |     |      |      |      |      |      |      |     |     |   |     |
| Niederschlag (mm)      | 43  | 36  | 42  | 39  | 50   | 69   | 75   | 68   | 46   | 56   | 43  | 49  | Σ | 616 |
|                        |     |     |     |     |      |      |      |      |      |      |     |     |   |     |
| Sonnenstunden (h/d)    | 2   | 2   | 3   | 5   | 7    | 7    | 7    | 7    | 4    | 3    | 2   | 1   | ⌀ | 4,2 |
|                        |     |     |     |     |      |      |      |      |      |      |     |     |   |     |
| Regentage (d)          | 9   | 7   | 8   | 8   | 8    | 9    | 8    | 8    | 7    | 7    | 9   | 10  | Σ | 98  |

|  |

|  |

|  |

|  |

|  |

|  |

|  |

|  |

|  |

|  |

|  |

|  |

|  |

|  |

|  |

|  |

|  |

|  |

|  |

|  |

|  |

|  |

|  |

|  |

## Bevölkerung

### Einwohnerentwicklung
Erst ab dem Beginn des 16. Jahrhunderts lassen sich Angaben zur Bevölkerung der Stadt über Einzelquellen bestimmen, überwiegend über Steuerregister, die die Zahl der Haushalte aufzeichneten, woraus die ungefähre Einwohnerzahl hochgerechnet werden kann. Im Niedersächsischen Landesarchiv – Staatsarchiv Osnabrück liegen für das 16. Jahrhundert drei Register vor; auf deren Basis sich die Einwohnerzahlen der Jahre 1512, 1532 und 1599 schätzen lassen, wobei die Auswirkungen zweier Pestzüge (1522 und 1576–1578) und des spanisch-niederländischen Krieges nicht ermittelt werden können. Für die zweite Pestepidemie sind in gesonderten Dokumenten 710 Tote überliefert. Mit dem Beginn der Führung von Kirchenbüchern 1667 und der Rauchschutzregister 1672 verbessert sich die Quellenlage; ab 1772 liegen Volkszählungsergebnisse vor.
Es liegen keine Untersuchungen vor, welche Auswirkungen der Erste Weltkrieg auf das Bevölkerungswachstum hatte, da eine Volkszählung im Deutschen Reich erst 1925 stattfand. Für den Zweiten Weltkrieg sind die Auswirkungen unübersehbar: 1946 lag die Einwohnerzahl trotz erheblicher Zuwanderung von Vertriebenen noch unter dem Stand von 1939.
Nach dem Zweiten Weltkrieg hat sich die Einwohnerzahl Quakenbrücks beständig erhöht, im Wesentlichen aufgrund von Zuwanderungen durch Heimatvertriebene und Aussiedler, wiewohl es immer wieder geringfügige Bevölkerungsabnahmen oder Wanderverluste gab. Die Bevölkerungsdichte ist von rund 530 (1939) auf 714 Einwohner/km² (2008) angewachsen.
| Jahr | Einwohner |
| ---- | --------- |
| 1512 | 900       |
| 1532 | 1.200     |
| 1599 | 1.600     |
| 1630 | 2.400     |
| 1670 | 1.700     |
| 1772 | 1.755     |
| 1793 | 1.748     |
| 1803 | 1.855     |
| 1816 | 1.989     |

| Jahr | Einwohner |
| ---- | --------- |
| 1900 | 3.074     |
| 1910 | 3.910     |
| 1925 | 4.368     |
| 1933 | 4.497     |
| 1939 | 7.678     |
| 1946 | 6.917     |
| 1956 | 8.096     |
| 1961 | 8.777     |
| 1968 | 9.542     |

| Jahr | Einwohner |
| ---- | --------- |
| 1970 | 9.970     |
| 1975 | 10.203    |
| 1980 | 9.807     |
| 1985 | 9.639     |
| 1990 | 10.478    |
| 1995 | 12.290    |
| 2000 | 12.534    |
| 2005 | 12.829    |
| 2007 | 12.822    |

| Jahr | Einwohner |
| ---- | --------- |
| 2008 | 12.782    |
| 2011 | 12.452    |
| 2013 | 12.876    |
| 2016 | 13.090    |
| 2017 | 13.366    |
| 2018 | 13.500    |

### Einwanderung
Nach dem Zweiten Weltkrieg siedelten sich im Großraum Quakenbrück zahlreiche Heimatvertriebene aus Schlesien, Ostpreußen, Pommern und dem Sudetenland an. Hinzu kamen ab den 1960er Jahren deutschstämmige Aussiedler aus Siebenbürgen, ab den 1970er Jahren aus Oberschlesien und anderen Regionen Polens sowie ab den 1980er Jahren russlanddeutsche Aussiedler beziehungsweise ab 1993 Spätaussiedler mit ihren oft nicht deutschsprachigen Familienangehörigen, vor allem aus Russland (1540 Personen) und Kasachstan (710 Personen). Der Anteil der Aussiedler an der Quakenbrücker Bevölkerung betrug 2004 17,2 Prozent.
Darüber hinaus wurde – wie in den größeren deutschen Städten – während des Wirtschaftswunders der erhöhte Bedarf an Arbeitskräften durch Anwerbung von Gastarbeitern gedeckt, die sich teilweise dauerhaft in der Stadt ansiedelten. Indes gehören erst die in den letzten Jahrzehnten zugewanderten Russen und Griechen mit fast 900 beziehungsweise rund 700 Personen zu den in Quakenbrück zahlenmäßig am stärksten vertretenen Nationalitäten. Vergleichsweise groß ist ebenso die polnische Gruppe, die 250 Personen umfasst, während die Gemeinde der „klassischen Gastarbeiter“, wie der Türken, mit knapp 100 Personen sehr klein erscheint. Dabei muss jedoch berücksichtigt werden, dass es sich bei den Zuwanderern mit griechischer Staatsbürgerschaft überwiegend um Westthrakientürken handelt. Der Anteil der Ausländer an der Gesamtbevölkerung (Stand: 1. Dezember 2008) liegt bei 1.520 Personen (11,63 Prozent). Davon sind 840 männlich (13,23 Prozent) und 680 weiblich (10,18 Prozent). Insgesamt haben gemäß Zensus 2011 36,6 % der Bewohner Quakenbrücks einen Migrationshintergrund.
Quakenbrücks Bevölkerung vereint mehr als 70 verschiedene Staatsbürgerschaften, was neben den Zuwanderungen auf die Aktivitäten des Basketballvereins Artland Dragons zurückzuführen ist, der eine Reihe von ausländischen Spielern und Mitarbeitern beschäftigt, so dass es einige Länder gibt, die nur durch eine Person oder eine Familie vertreten sind.

### Alterspyramide und Geschlechterverteilung

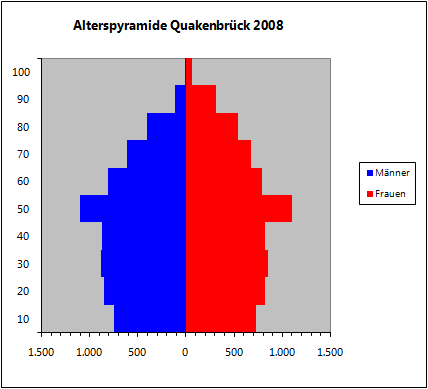
Alterspyramide

In Quakenbrück zeigt sich eine leichte Abwandlung der Altersstruktur, wie sie im Bundesgebiet vorherrscht, was sich besonders bei den Jugend- und Altersquotienten niederschlägt. Diese Zahlen werden in Quakenbrück durch die ausländischen Staatsbürger signifikant abgemildert, da bei ihnen die Zahl der Heranwachsenden deutlich höher liegt als bei der deutschen Bevölkerung, während sie in der Gruppe der Senioren erheblich niedriger und in der der Hochbetagten mit nur zwei Personen vertreten sind.
Der Anteil der Nachwachsenden (unter 20) lag in Quakenbrück mit 22,5 Prozent über dem Bundesschnitt von 21,3 Prozent, jener der Erwerbsfähigen (20 bis unter 60) bei 48,7 Prozent (55,7 Prozent), der Senioren (60 und älter) bei 28,8 Prozent (23 Prozent). Das Verhältnis von Jugend- zu Altenquotient liegt bei 46:29, der entsprechende gesamtdeutsche Quotient beträgt 38:41.

### Religionen
| Religion                  | Männlich | Weiblich | Gesamt |
| ------------------------- | -------- | -------- | ------ |
| AK altkatholisch          | 1        | 0        | 1      |
| LT evangelisch-lutherisch | 2.584    | 3.020    | 5.604  |
| NW unbekannt              | 12       | 20       | 32     |
| RF evangelisch-reformiert | 12       | 17       | 29     |
| RK römisch-katholisch     | 1.915    | 2.135    | 4.050  |
| VD Sonstige               | 1.870    | 1.482    | 3.352  |
| Gesamt                    | 6.394    | 6.674    | 13.068 |

Quakenbrück ist eine traditionell evangelische Stadt, es bestand jedoch stets eine, wenn zeitweise auch sehr kleine katholische Gemeinde. 1628 gab es nur einen katholischen Stiftsangehörigen namens Hugo Meyer. Die weitere Entwicklung lässt sich zahlenmäßig nicht genau verfolgen, da die überlieferten Statistiken eine genaue Bestimmung der Konfession der Quakenbrücker Bürger nicht immer zulassen. In der Zeit um 1600 sind es 100. Für das Jahr 1624 werden 37 Katholiken angegeben, deren Zahl in den folgenden Jahren auf 150 bis 200 angestiegen sei. In Bindels „Geistlicher Polizei-Ordnung“ heißt es 1662:

„… hieselbst befinden nicht über 80 oder nun höchstens 90 eine eigene Kirche gebauet …“

Erst das Melderegister liefert zuverlässiges Zahlenmaterial: Bei der Volkszählung von 1803 wurde das Bekenntnis erfasst und ergab 1603 Protestanten und 182 Katholiken. Der Anteil der katholischen Bevölkerung nahm in der Folgezeit zu, die Volkszählung von 1833 erbrachte einen Anteil von über 20 Prozent: Von 2279 Einwohnern waren 1799 Lutheraner, 473 Katholiken und sieben Reformierte. 1900 gab es in Quakenbrück 2082 evangelische und 992 katholische Christen.
Ab der zweiten Hälfte des 20. Jahrhunderts konnte sich, unter anderem durch den Zuzug von Heimatvertriebenen, die katholische Gemeinde weiter vergrößern.
1844 ließ sich die erste jüdische Familie in Quakenbrück nieder. In den folgenden Jahrzehnten wuchs die jüdische Bevölkerung auf 17 Personen im Jahr 1867 und 37 im Jahr 1895 an, 1926 war die Höchstzahl von fast 100 Juden erreicht. 1897 wurde in Quakenbrück eine Synagoge errichtet, nachdem das alte Bethaus in Badbergen von der Gemeinde zum Abbruch verkauft worden war. Nach dem Gemeindestatut von 1913 wurde Quakenbrück offiziell Sitz der Synagogengemeinde. Parallel zur Synagoge wurde in Quakenbrück eine jüdische Elementarschule eingerichtet. Der erste Lehrer trat sein Amt 1898 an. Die niedrige Schülerzahl von weniger als zehn stellte den Fortbestand der Schule von Anbeginn in Frage, die Behörden erwogen wiederholt ihre Schließung. Die jüdische Gemeinde wehrte sich lange dagegen und wurde dabei von der Stadt Quakenbrück unterstützt. 1924 wurde die Schule endgültig geschlossen und die beiden letzten Schüler der evangelischen Schule zugeteilt. Der ehemalige jüdische Friedhof liegt am Steimelager Weg. Er wurde 1930/31 eingerichtet, weil der ältere Friedhof der Gemeinde, gelegen in Grothe bei Badbergen, geschändet worden war.

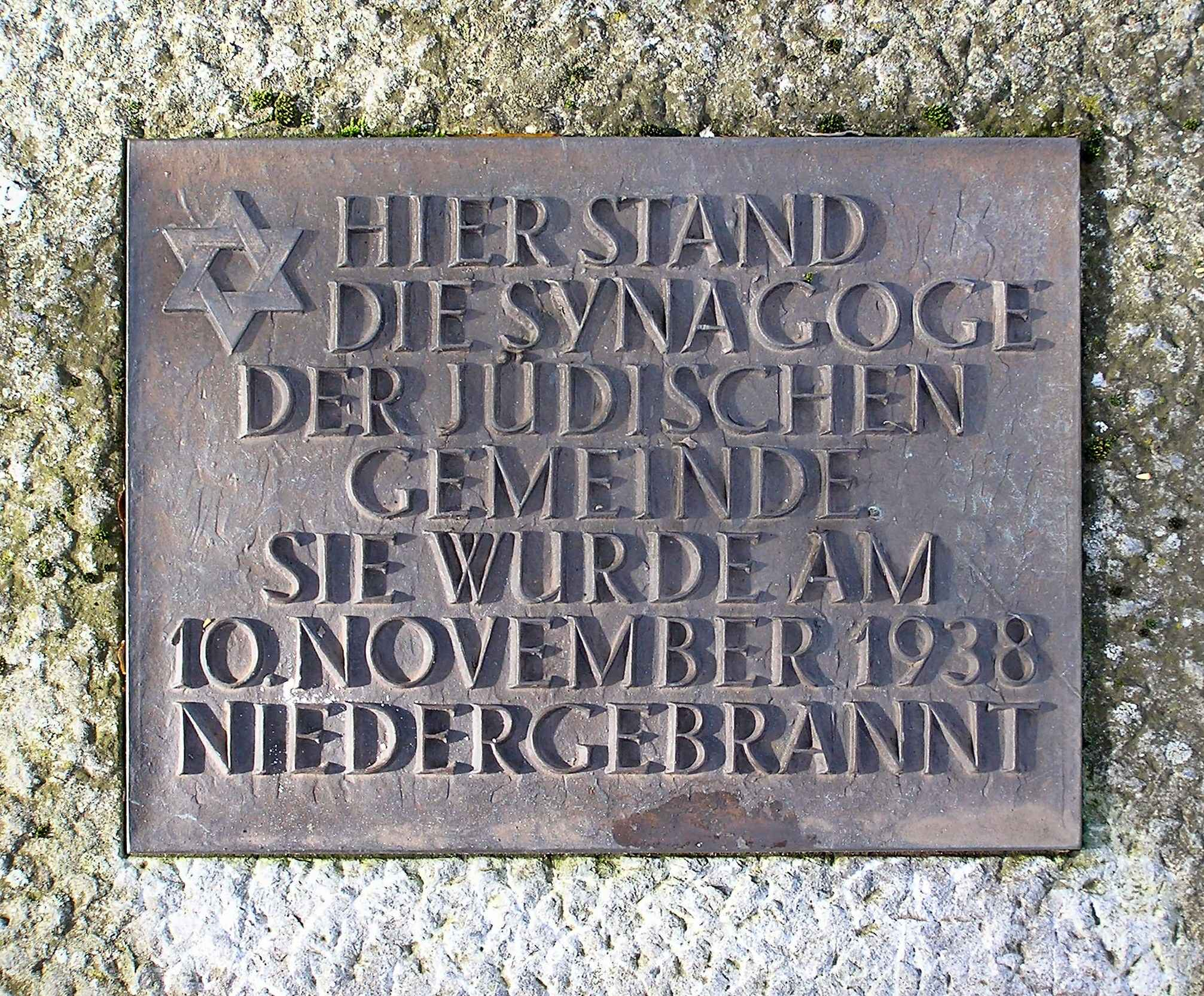
Gedenktafel für die ehemalige Synagoge

Nach einer Statistik des Einwohnermeldeamts Quakenbrück vom 1. Dezember 2008 waren 5604 Quakenbrücker evangelisch-lutherischen und 4050, also rund 25 Prozent weniger römisch-katholischen Glaubens. Gemäß Zensus 2011 waren 46,5 % der Quakenbrücker evangelisch, 30 % römisch-katholisch, 3,2 % orthodox und 19,2 % gehörten einer anderen oder keiner öffentlich-rechtlichen Religionsgemeinschaft an.
Die Statistiken des Einwohnermeldeamts Quakenbrück ebenso wie die Zensusdaten beziehen die Zahlen aus den Angaben zur Kirchensteuerpflicht. Es werden nur die Mitgliedszahlen der öffentlich-rechtlichen Religionsgemeinschaften erhoben, die sich zum Islam oder einer anderen nicht öffentlich-rechtlichen und damit nicht kirchensteuerpflichtigen Religionsgemeinschaft bekennen, werden daher ebenso wenig erhoben wie die von Personen, die keiner Religionsgemeinschaft angehören; sie alle werden unter Sonstige ausgewiesen.

## Geschichte

### Etymologie
Eine abschließende Deutung des eigenartigen Namens der Stadt, die schriftlich erstmals 1235 als quakenbrugge in Erscheinung trat, ist kaum abzusehen. Während die letzte Silbe als Bezeichnung eines Flussüberganges offensichtlich ist, führt der erste Teil umso mehr zu Spekulationen. Eine alte Bezeichnung für Wacholder ist quakeln, manche Forscher deuten daher den Namen als Brücke bei den Wacholdern. Es ist aber zu bezweifeln, dass es im vorzeitlichen Sumpfgebiet der Hase jemals Wacholder gegeben hat. Gelegentlich wird das altniederländische kwak für Steg in die Deutungen einbezogen. Die meisten Forscher stimmen allerdings dem Historiker Hermann Rothert zu, der schrieb:

„Der Name Quakenbrück, wie der der Chauken, ist zurückzuführen auf ein Wort, das dem angelsächsischen cvacian (zittern) entspricht (vgl. Quäker, der Zitterer). Im Englischen gibt es davon ein quagmire, im Jütischen ein kvag, die beide Bebemoor bedeuten. Die Chauken wohnten im Bebelande an der Küste, und Quakenbrück bedeutet die Brücke über dem schwankenden Stege oder wohl richtiger die Brücke über das bebende Sumpfgelände.“

Mit Kaulquappen oder dem Frosch, der in neuerer Zeit zum Wahrzeichen der Stadt erklärt wurde, hat der Name nichts zu tun.

### Anfänge und Stadtgründung

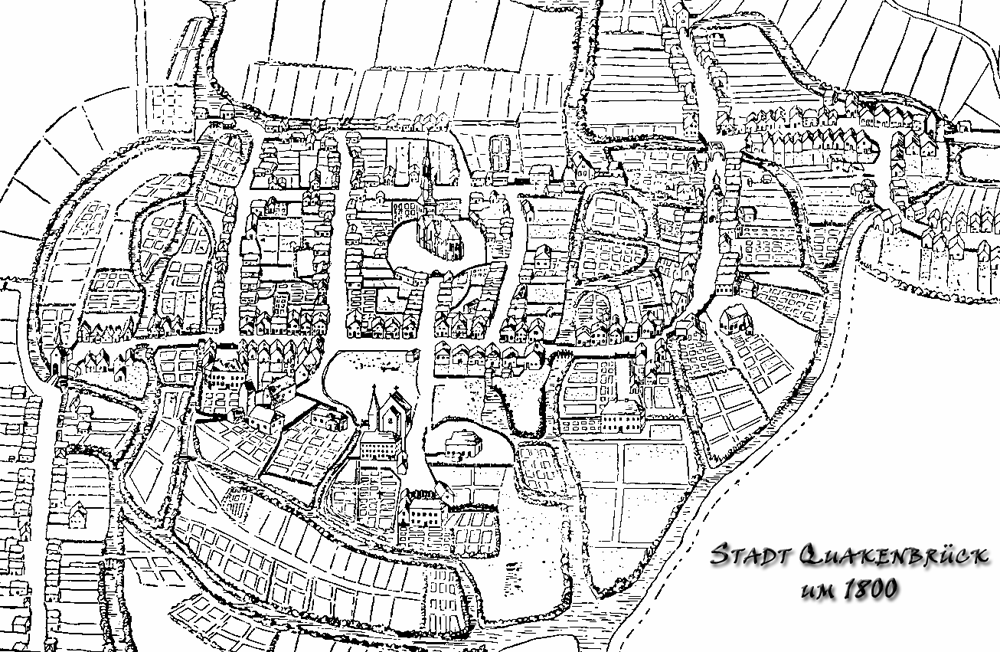
Quakenbrück um 1800

Quakenbrück besitzt keine Gründungsurkunde; ein Stadtbrand von 1383 hat alle alten Unterlagen vernichtet. Deshalb greifen die Forscher bei der Altersbestimmung auf eine Urkunde aus dem Jahr 1235 im Bistumsarchiv Osnabrück zurück. Die Anfänge der Siedlung werden gleichwohl deutlich älter geschätzt, da in der genannten Urkunde bereits von Mühlen die Rede ist. Möglicherweise handelte es sich um einen wehrhaften bischöflichen Meierhof, der einen wichtigen Übergang an einer geographisch markanten Stelle der Hase absicherte. Bei der Gründung des Stiftskapitels war es wohl die Absicht des Bischofs, Quakenbrück als nördlichstes Bollwerk seines Bistums gegen die Grafen von Tecklenburg, Ravensberg und Oldenburg zu bilden.

### Burg, Burgmannen und Burgmannshöfe
Die erste urkundliche Erwähnung einer Burg in Quakenbrück stammt von 1279, es kann aber angenommen werden, dass sie gleichzeitig mit der Stiftsgründung, eventuell sogar vorher errichtet wurde. Die Schleifung der Burg muss Ende des 15. oder Anfang des 16. Jahrhunderts stattgefunden haben. Heute ist von der Anlage nichts mehr zu sehen, selbst ein später an die Stelle der Burg getretener Burgmannshof musste 1970 einem Neubau weichen. Die Erhebung direkt hinter der Marienkirche ist noch deutlich zu erkennen. Erhalten sind indes drei ehemalige Burgmannshöfe (siehe Quakenbrücker Burgmannshöfe), die strategisch so lagen, dass sie an den gefährdetsten Stellen der Befestigung eine Sicherung übernehmen konnten.
Mit dem Wegfall der Verteidigungserfordernis ging die Bedeutung der Burgmannen beständig zurück, die nur dem Namen nach bis zum Beginn des 19. Jahrhunderts bestehen blieben. Mit dem Aufblühen der Bürgerschaft entwickelte sich Quakenbrück zu einer Bürgerstadt mit großem Marktplatz, der den Turnierplatz der Burgmannen verdrängte und zu einem Mittelpunkt des Handels wurde. Es entstanden Handwerkervereinigungen und es wurden Handelsbeziehungen zur weiteren Umgebung geknüpft; Quakenbrück wurde Mittelpunkt des Speditionshandels zwischen Binnenland und Küste. Hatten zunächst allein die Burgmannen die Rechtsprechung ausgeübt, war seit 1469 auch die Bürgerschaft im Rat vertreten. Burgmannen und Stadt führten ab dieser Zeit dasselbe Siegel. Ab 1492 bildeten vier Burgmannen und vier Bürger den Rat, der ab dem späten 16. Jahrhundert nur noch aus sechs Bürgern bestand.

### Reformation

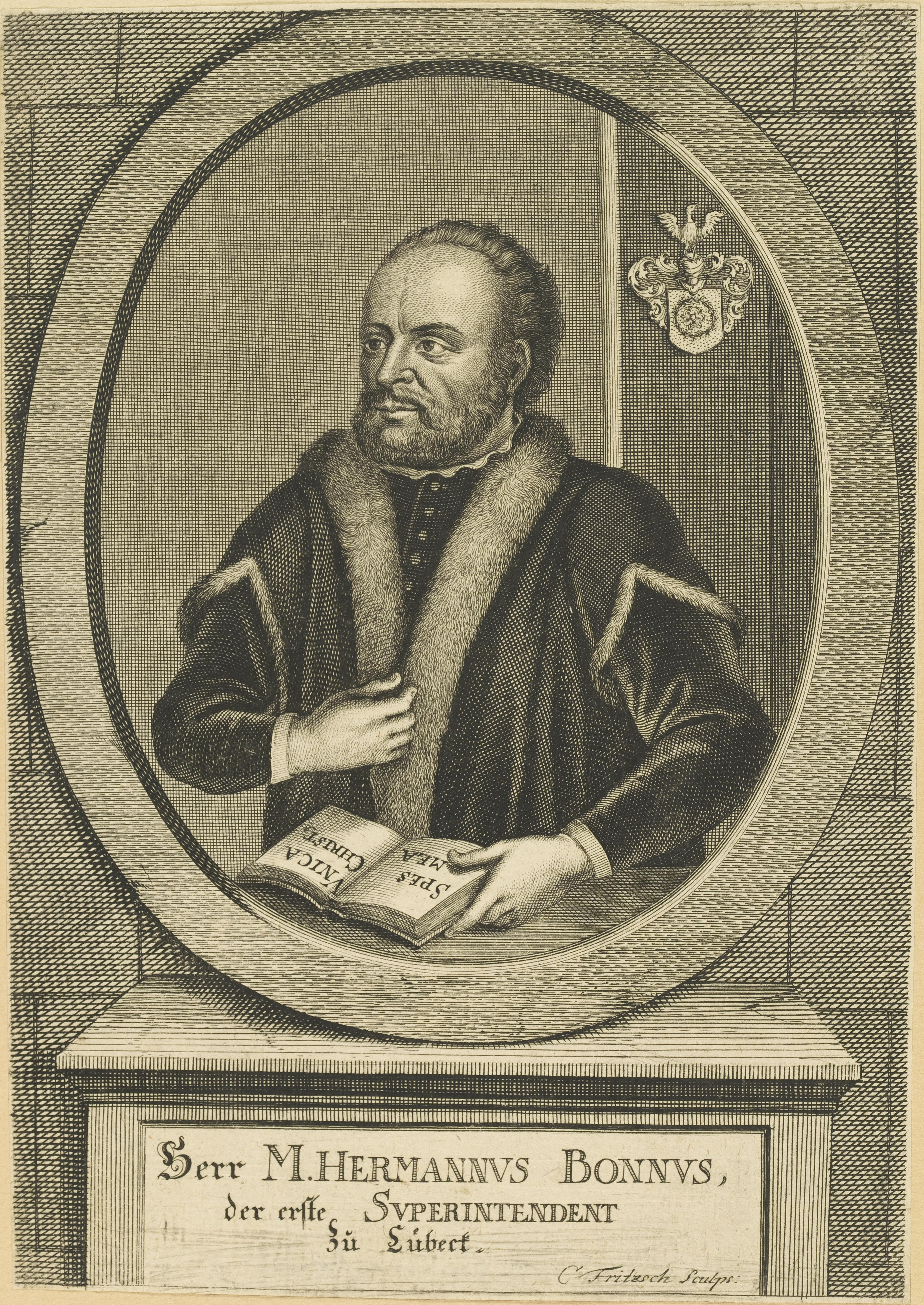
Hermann Bonnus

Die Reformation, die von dem Quakenbrücker Hermann Bonnus eingeführt wurde, prägte und veränderte die Stadt. Bonnus bestimmte die kirchliche Entwicklung über das Bistum Osnabrück hinaus in ganz Norddeutschland mit. In Quakenbrück stieß er auf keinen Widerstand, ein Teil der Bevölkerung hatte sich schon der evangelischen Seite zugewandt oder stand ihr neutral gegenüber, die Stiftskirche konnte somit in eine evangelische Kirche umgewandelt werden.

„Bis auf ein paar Ausnahmen traten die Kanoniker in der Folgezeit ebenfalls zur evangelischen Religion über. Bonnus selbst stand mit seiner Heimatstadt in ständiger Verbindung und freute sich darüber, daß sich die evangelische Konfession hier schon sehr ausgebreitet hatte. Dies war sicher ein Grund dafür, daß er bereits im Jahre 1536 sein Handexemplar der niederdeutschen Bibel der Kirche seiner Geburtsstadt schenkte. Diese ist unter der Bezeichnung ‚Bonnus-Bibel‘ bekannt.“

In Quakenbrück, das 1544 Mitglied der Hanse und zu einer wohlhabenden kleinen Bürgerstadt geworden war, begann ein Wechsel der Konfessionen über 100 Jahre. Es entwickelte sich eine evangelische Diaspora, die von Gebieten mit überwiegend katholischer Bevölkerung umgeben war. Begleitet war die Zeit von verschiedenen Katastrophen: 1565 brannten 32 Häuser an der Großen Mühlenstraße ab, 1576/78 flammte die Pest erneut auf, die bereits 1522 in der Stadt gewütet und einen Großteil der Bevölkerung dahingerafft hatte. Dieses Mal starben in 110 Häusern 710 Menschen, allein 70 an der Großen Mühlenstraße.

### Dreißigjähriger Krieg
Im Jahre 1623 begann mit dem Einzug der Katholischen Liga „mit grotem Schrecken und Ungestümlichkeit“ in Quakenbrück der Dreißigjährige Krieg und läutete eine Phase ein, in der die Stadt unter wechselnder Besatzung verschiedener kriegsführender Parteien zu leiden hatte. 1627 stellte Tilly, der Oberfeldherr der Katholischen Liga, Quakenbrück einen Schutzbrief aus, der aber kaum Wirkung zeigte. Ein Jahr später wurde eine 225 Mann starke „Schutztruppe“ einquartiert, später auch schwedische Soldaten. 1635 wurde die schwedische Kompanie von den kaiserlichen Soldaten überfallen und die Stadt von Soldaten beider Parteien geplündert. Als letzte Schutzmaßnahme vor weiteren Zugriffen beider Parteien blieb der Stadt nur, die Brücken über die Hase zu zerstören und eine Bittschrift nach Osnabrück zu senden, mit der sie ersuchte,

„… diese arme ganz ausgemergelte Gemeinde mit den Augen der Barmherzigkeit anzusehen, damit doch ein geringer Teil dieses Städtleins das trockne Brod behalten möge.“

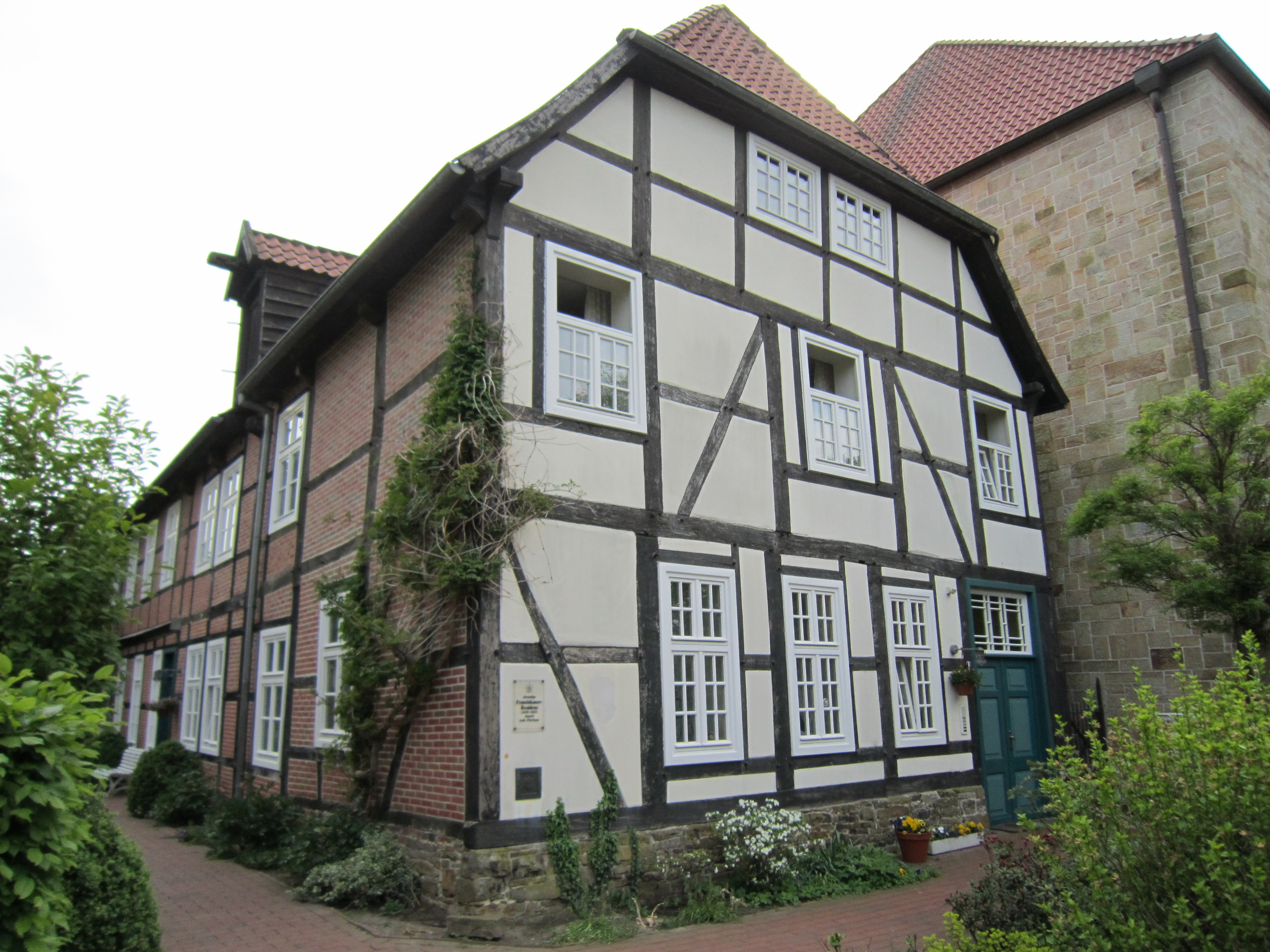
Ehemalige Franziskanerresidenz hinter der Marienkirche

1647 wurde der Dechant des Dekanats Vörden, Vitus Büscher, wegen der gegenreformatorischen Bestrebungen mit Zustimmung der Schweden beauftragt, den evangelischen Glauben in der Region zu festigen. Der katholische Bischof Franz Wilhelm von Wartenberg, wiedereingesetzter Landesherr des Hochstifts Osnabrück, beauftragte seinerseits 1650 den Franziskanerorden, sich in Quakenbrück niederzulassen und die Seelsorge (cura animarum) der wenigen verbliebenen Katholiken zu übernehmen.
Nach Ende des Dreißigjährigen Kriegs wurden nach den Bestimmungen der Capitulatio perpetua Osnabrugensis (Immerwährende Kapitulation) die Güter des Stiftskapitels unter beiden Konfessionen aufgeteilt. Der katholischen Seite fielen unter anderem das ehemalige Dekanats- und das Vikariatshaus samt Grundstück zu. Dieses Anwesen wurde von der evangelischen Seite für 762 Reichstaler zurückgekauft, so dass die katholische Pfarrgemeinde den Verkaufserlös für den Ankauf eines zwischen Marktplatz und ehemaliger Burg gelegenen Grundstücks samt darauf befindlicher Ruine eines ehemaligen Burgmannshofes mit dazugehörigem Wehrturm verwenden konnte, wo 1652 Bischof Franz Wilhelm von Wartenberg den Grundstein zur Marienkirche legte. Ihre Fertigstellung zog sich bis 1696 hin.
Ende des 17. Jahrhunderts blühte die Stadt wieder auf; 1667 hatten sich 44 Wullner (Tuchmacher) um die beiden städtischen Mühlen mit ihren Walkmühlen und ihrer Leinenlegge niedergelassen. 1750 gründete sich das Handelshaus Schröder am Markt, das sich zum Stammhaus des sich in aller Welt verbreitenden Kaufmannsgeschlechts entwickelte. 1769 galt Quakenbrück mit seinen 10 Zinngießereien als Zentrum der Zinnverarbeitung im westlichen Niedersachsen; der Begriff „Quakenbrücker Krug“ hat sich in der Fachwelt durchgesetzt.

### Napoleonische Zeit
1795 wurde Quakenbrück von englischen Truppen besetzt, die fünf Jahre blieben. Am 3. Juni 1802 begann für Quakenbrück die Franzosenzeit und das Fürstentum Osnabrück wurde dem Kurfürstentum Braunschweig-Lüneburg erblich zugesprochen. 1806 kam es vorübergehend zum Königreich Preußen und wurde Garnisonsstadt. Nach dem Sieg Napoleon Bonapartes in der Schlacht bei Jena und Auerstedt wurde die Stadt 1807 dem Königreich Westphalen zugeschlagen. Mit der Kontinentalsperre zur Unterbindung des Handels der britischen Inseln mit dem Festland entwickelte sich die Stadt, die als Grenzgebiet zum Herzogtum Oldenburg ohnehin stets ein Warenumtauschplatz war, zu einem Zentrum der Schmuggelei. Am 1. Januar 1811 wurden die Hanseatischen Departemente durch Napoléon gegründet und direkt mit dem Kaiserreich Frankreich verbunden. Bis 1814 war Quakenbrück dann Verwaltungssitz einer Unterpräfektur (Arrondissement), das die Kantone Ankum, Cloppenburg, Friesoythe, Löningen, Vechta, Vörden und Wildeshausen mit 56 Bürgermeistereien (Mairie) umfasste, ein Gebiet mit rund 100.000 Einwohnern. Selbst ein höherer Gerichtshof (Tribunal d’Arrondissement) wurde in Quakenbrück errichtet. 1813 zeichnete sich die Niederlage Napoleons ab, nach der Völkerschlacht bei Leipzig wurde Quakenbrück 1815 auf dem Wiener Kongress dem neu entstandenen Königreich Hannover zugeschlagen, erhielt eine neue Stadtverfassung und einen ersten Bürgermeister, den Kaufmann Anton Schröder.

### Industrialisierung
Im 19. Jahrhundert gab es in Quakenbrück Gewerbe der Färberei und Gerberei sowie Bürsten-, Kattun- und Silberwarenfabrikation.
Am 10. September 1862 besuchte der hannoversche König Georg V. die Stadt Quakenbrück. Hierzu wurde aus dem nahen Osnabrück eine Kapelle des 7. Infanterie-Regiments organisiert, welche den König in der geschmückten Stadt in Empfang nahm. Bitten der Bürger an den König, die Stadt an die Eisenbahn anzubinden oder die Hase wieder schiffbar zu machen, wurden ihm angetragen. Anschließend wurde im Rathaus ein Festmahl eingenommen.

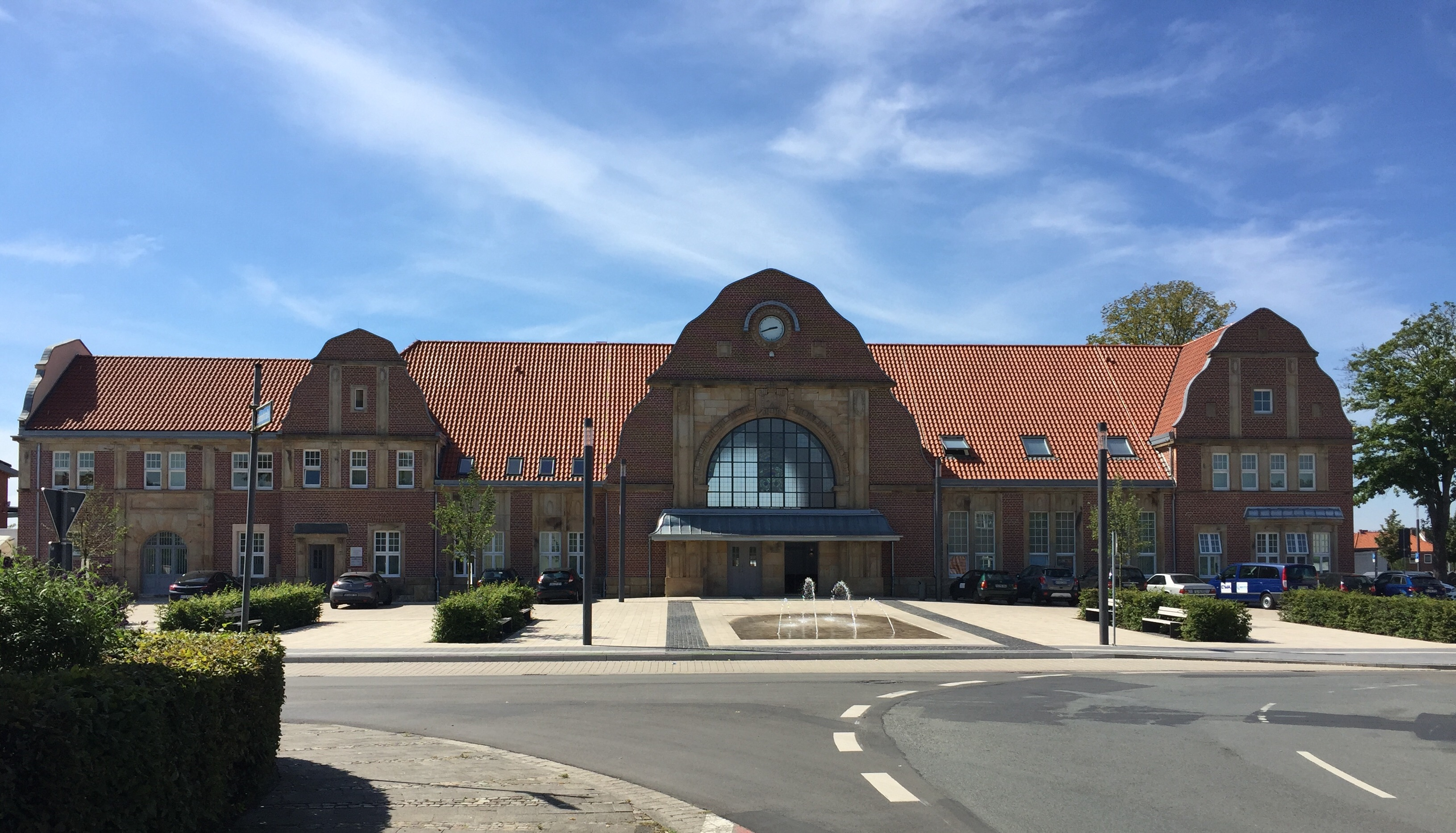
Bahnhof Quakenbrück

Am 15. Oktober 1875 wurde die Bahnstrecke Oldenburg–Osnabrück eröffnet; erste Pläne dazu hatte es bereits 1849 gegeben, doch die damalige Kleinstaaterei erschwerte die Abstimmung der jeweiligen Interessen.

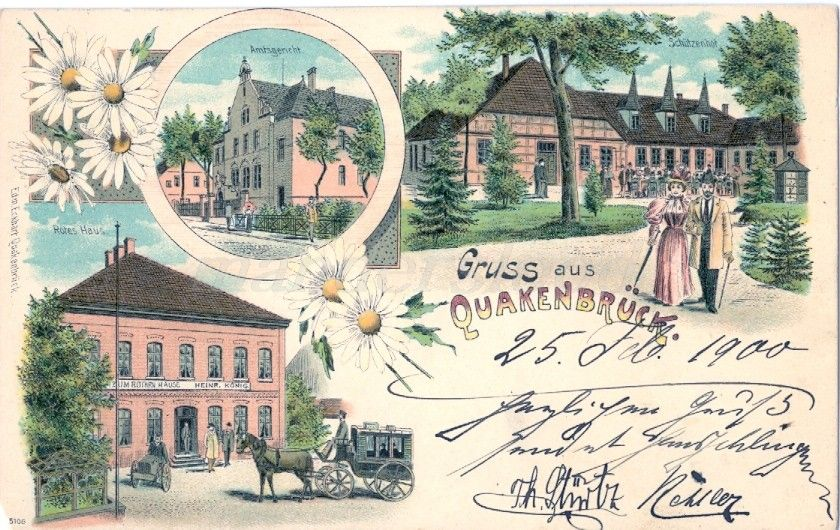
Die Ansichtskarte um 1900 zeigt zeitgenössische Sehenswürdigkeiten: Den alten Schützenhof, das königl.-preuß. Amtsgericht, das „erste Haus am Platze“, Hotel Zum Rothen Hause

Ein Bahnhofsgebäude gab es in Quakenbrück zunächst nicht. Anfänglich wurden die Fahrkarten in der Gastwirtschaft Imbusch (dem späteren Gasthof Gösling) ausgegeben, bis Ende 1875 ein langgestreckter behelfsmäßiger Schuppen erstellt war, der erst 1910 durch das endgültige Bahnhofsgebäude abgelöst wurde. Zur Unterscheidung vom Bahnhof der früheren Kleinbahn Lingen–Berge–Quakenbrück wurde er Hauptbahnhof genannt.

### Weltkriege und Nationalsozialismus
Im Ersten Weltkrieg fielen 168 Soldaten, die aus Quakenbrück stammten. Ihrer wird seit 1930 im Ehrenhain an der Schützenhofallee gedacht. Ein weiteres Erinnerungsstück ist der Eiserne Burgmann, den Clemens Freiherr von Schorlemer-Lieser der Stadt Quakenbrück am 29. Mai 1916 schenkte und dessen Nagelung Geldspenden für die Kriegslasten aufbringen sollte. Die im Foyer des Sitzungssaales des Quakenbrücker Rathauses stehende Statue ist aus französischer Pappel gefertigt und stellt einen Burgmann aus dem 13./14. Jahrhundert in Kettenrüstung mit Schild und Schwert dar. Sie wurde von zwei Soldaten aus von Schorlemers Bataillon geschaffen.
In den „Goldenen Zwanzigern“ konnte sich die Stadt vorübergehend wirtschaftlich erholen. 1932, auf dem Höhepunkt der Weltwirtschaftskrise, waren diese Erholungstendenzen Vergangenheit. In diesem Jahr gab es 220 Erwerbslose, die Gewerbesteuereinnahmen hatten sich innerhalb von zwei Jahren von 60.000 auf 16.000 RM vermindert. Bei der Reichstagswahl November 1932 erreichte die NSDAP 650 Stimmen, die sich bei den Wahlen vom 5. März 1933 auf 1.019 erhöhten, was 36,4 Prozent der Wählerstimmen entsprach. Dies war zwar deutlich weniger als ihr reichsweites Ergebnis von 43,9 Prozent, doch waren die Nationalsozialisten damit in Quakenbrück die mit Abstand stärkste Partei. Die Durchsetzung des Nationalsozialismus in Quakenbrück beruhte vor allem darauf, dass unter den sogenannten „Märzgefallenen“ Funktionäre aus dem konservativen und katholischen Milieu leitende Positionen in der NSDAP-Ortsgruppe erlangten oder öffentliche Loyalitätsbekundungen in Form von Gedichten zugunsten des neuen Reichskanzlers bestritten. Hitlers Versuche, durch staatliche Investitionen „die Wirtschaft anzukurbeln“, bedeuteten für Quakenbrück, dass der 1928 vom Artländer Verein für Luftfahrt angelegte Flugplatz auf dem Merschland in der späteren Neustadt (die noch in Publikationen von 1993 als Ortsteil Merschland bezeichnet wird) im Rahmen der Aufrüstung der Wehrmacht bereits ab 1933 ausgebaut wurde. Noch im selben Jahr folgte die Stationierung einer Kreisfliegerstaffel in Quakenbrück. 1935 begannen die Bauarbeiten zum Ausbau des Flugfelds und zur Errichtung eines Fliegerhorstes, der den Tarnnamen Quadrat trug. Ab 1940 waren Kampfgeschwader stationiert, ausgerüstet mit Bombern der Typen Heinkel He 111 und Junkers Ju 88, im späteren Kriegsverlauf folgten Jagd- und Nachtjagdverbände zur Abwehr der alliierten Bomberflotten.
Besondere Bedeutung erhielt Quakenbrück durch seine große Flugzeugwerft, in der beschädigte Einsatzmaschinen repariert wurden. Anfang 1943 wurde allerdings ein Großteil des Werftbetriebes nach Südfrankreich verlegt. Den Alliierten war der Fliegerhorst bekannt, der wiederholt Ziel von Luftangriffen war. Beim schwersten Angriff am Karsamstag 1944 war auch die Innenstadt betroffen, wo zahlreiche Gebäude beschädigt oder zerstört wurden. Kurz vor Kriegsende räumte die Luftwaffe den Fliegerhorst. Am 11. April 1945 besetzten britische Truppen den Flugplatz und beendeten den Zweiten Weltkrieg für Quakenbrück. Die Briten überließen das Gelände polnischen Streitkräften, die bis 1947 stationiert blieben.
Im Juni 1933 waren in Quakenbrück 46 jüdische Einwohner registriert; hinzu kamen in den folgenden Jahren einige Neugeborene oder Zuzüger, so dass in der Zeit des Nationalsozialismus von etwa 60 in Quakenbrück lebenden Juden auszugehen ist. Ab 1935 kam es zu einer Zunahme antisemitischer Vorkommnisse: Am städtischen Schwimmbad wurde im August 1935 ein Schild mit der Aufschrift „Juden unerwünscht“ aufgestellt. Auf Anordnung des Regierungspräsidenten von Osnabrück wurde Beamten das Wohnen in Häusern von Juden verboten. Anfang 1936 verpflichteten sich die Beamten und Angestellten der Quakenbrücker Behörden, nicht mehr bei Juden zu kaufen. In der Reichspogromnacht am 10. November 1938 wurde die Synagoge auf Befehl des SA-Standartenführers von Cloppenburg niedergebrannt. Fünf Quakenbrücker Juden wurden von der SA festgenommen, der Viehhändler Lazarus Cohn als Niederländer jedoch wieder freigelassen. Der Weisung des Landratsamtes, alle Männer über 55 Jahre freizulassen, wurde nicht gefolgt, vielmehr wurden sie in „Schutzhaft“ genommen und mit den anderen drei Männern am 12. November 1938 in das KZ Buchenwald transportiert. Der Religionslehrer Ernst Beer starb dort – nach offizieller Version – einen Tag nach seiner Einlieferung an einem „Herzkollaps“. Die drei anderen Männer wurden im Dezember beziehungsweise Januar mit der Auflage entlassen, „sich um eine baldige Auswanderung zu bemühen“.
Am 23. Mai 1939 gab es in Quakenbrück keine jüdischen Hausbesitzer mehr, bei der Volkszählung vom 17. Mai 1939 wurden in der Stadt noch zehn jüdische Einwohner registriert, die im Verlauf des Jahres alle in das Haus Hasestraße 6 ziehen mussten. Am 12. März 1941 meldete die Stadtverwaltung, dass Quakenbrück „judenfrei“ sei.
Nach dem Zweiten Weltkrieg wurden sechs der am Novemberpogrom in Quakenbrück teilnehmenden Personen vor Gericht gestellt. Einer der Angeklagten wurde freigesprochen, fünf wurden zu Freiheitsstrafen zwischen sechs Monaten und zwei Jahren verurteilt.
Nach dem Krieg kehrten drei Quakenbrücker Juden in ihre Heimatstadt zurück. An der Stelle, wo die Synagoge stand, wurde 1983 eine Gedenktafel errichtet. Zwischen 2011 und 2015 wurden für die Quakenbrücker Opfer des Nationalsozialismus 40 Stolpersteine verlegt.

### Neuere Geschichte

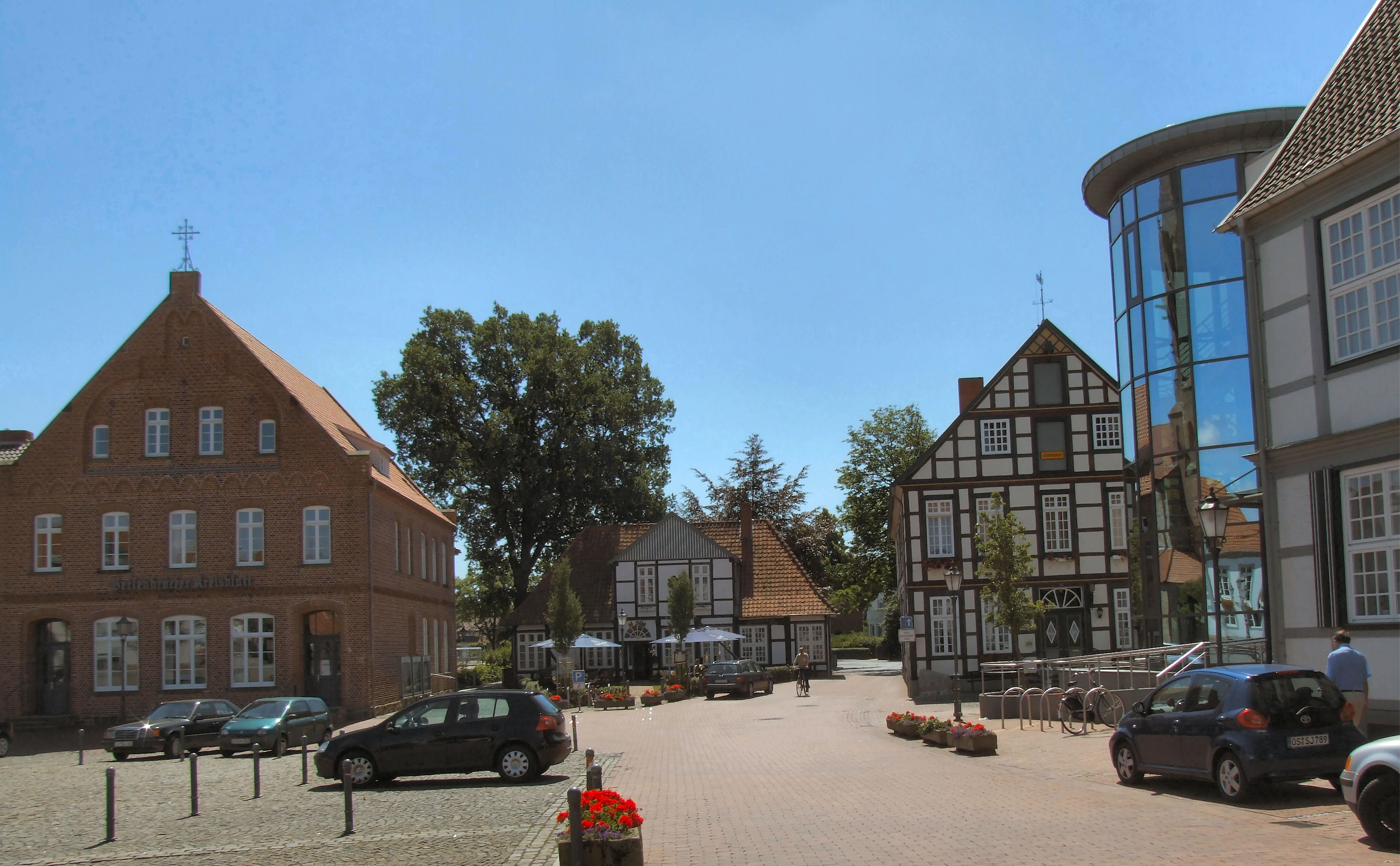
Am Markt

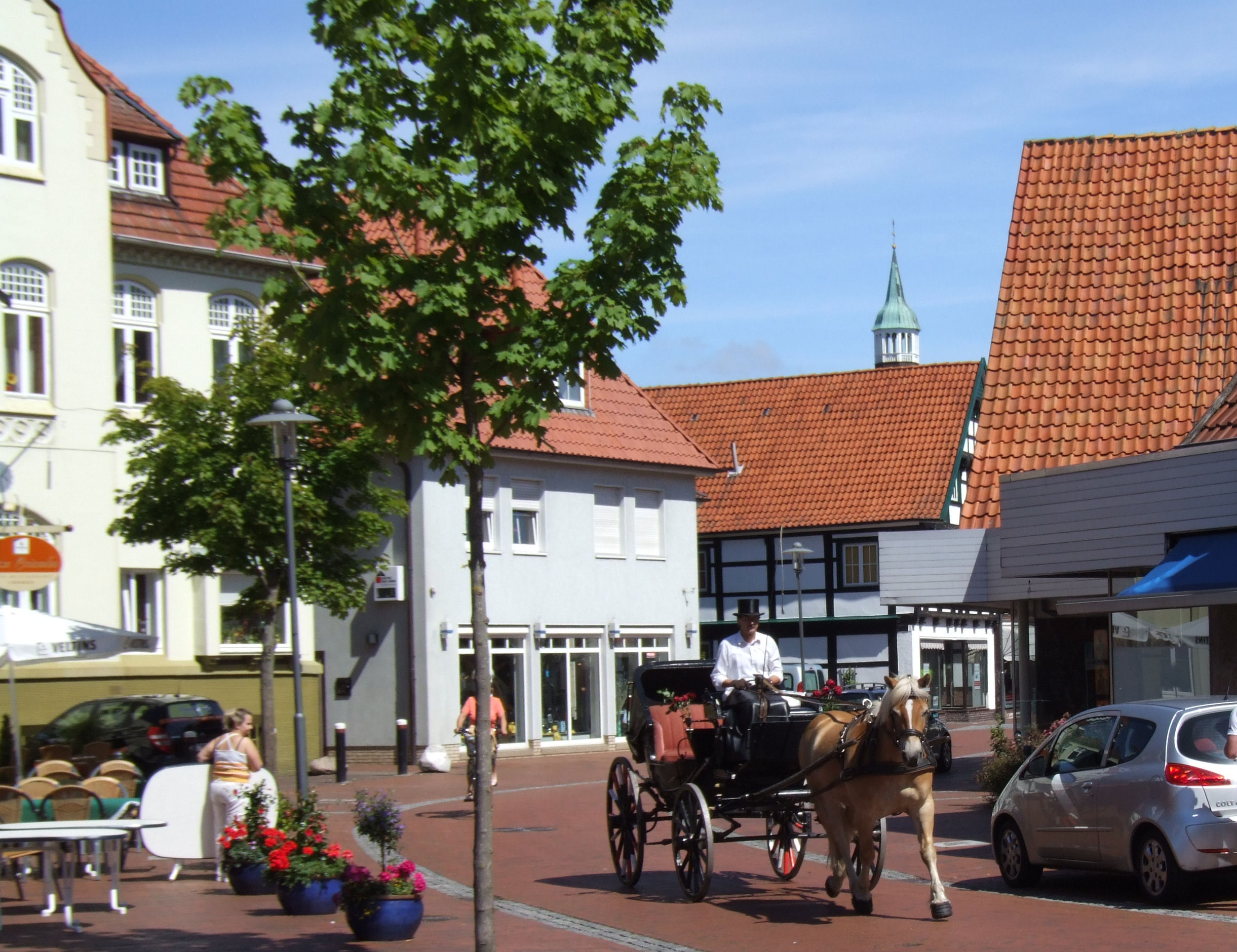
Lange Straße

1969 wurde Quakenbrück wieder Garnisonsstadt, als sich eine Sanitätskompanie der Bundeswehr in der Neustadt niederließ. Es folgte das Sanitätshauptdepot Quakenbrück des Territorialkommandos Nord.
Bis in die Gegenwart hat sich ausgewirkt, dass Quakenbrück als Grenzfeste gegründet wurde. Die Trennungslinie zum Oldenburger Land, die bis 1972 gerade einmal 500 Meter vom Marktplatz entfernt verlief, ist durch die Gebietsreform zwar ein Stück weiter nach Norden verschoben worden, aber Jahrhunderte hindurch war sie der Entwicklung der Stadt hinderlich. Hier trafen in altsächsischer Zeit der Vorngau und der Hasegau zusammen, später das Hochstift Osnabrück und das Niederstift Münster und schließlich das Königreich Preußen beziehungsweise die preußische Provinz Hannover und das Großherzogtum Oldenburg.
Seit der Gebietsreform 1972 bildet Quakenbrück mit den Gemeinden Badbergen, Menslage und Nortrup die Samtgemeinde Artland. Weiterhin wurden die Hengelage und das Gebiet von Gut Vehr eingemeindet. Mit derselben Reform wurde der ehemalige Landkreis Bersenbrück, zu dem Quakenbrück bis 1972 gehörte, Teil des Landkreises Osnabrück, sodass Quakenbrück heute im Landkreis Osnabrück liegt.
Im Nachkriegsdeutschland konnte Quakenbrück viele zentrale Einrichtungen und eine Reihe von Industrieunternehmen in der Neustadt anziehen. Zum mit Abstand größten Produktionsunternehmen wurde Kynast. Es entwickelte sich Anfang der 1960er Jahre mit mehr als 1.000 Mitarbeitern zum größten Arbeitgeber Quakenbrücks und der Region. 1984 hatte es 15 Millionen Fahrräder verkauft, verfügte über eine Produktionsfläche von 130.000 Quadratmetern, beschäftigte 1.600 Mitarbeiter und war zum führenden Fahrradproduzenten Europas aufgestiegen. Doch brachen die Verkaufszahlen im In- und Ausland ab Anfang der 1990er Jahre wegen der Konkurrenz, unter anderem aus Asien, dramatisch ein, so dass die Kynast AG 1999 Insolvenz anmelden musste. Verschiedene Sanierungsmaßnahmen und Neugründungen folgten, doch mit wenig Erfolg für die Produktion von Fahrrädern, Freizeitmöbeln und Rasenmähern, die schrittweise bis 2005 eingestellt wurden. Die Stahlrohrproduktion läuft seit 2006 unter der neu gegründeten Kynast-Steel GmbH weiter.
Neben Kynast, das über Jahrzehnte Quakenbrücks Neustadt dominierte, siedelte sich eine Reihe weiterer Produktionsunternehmen an. Dazu gehörten unter anderem der Matratzenhersteller Schlaraffia, aus dem letztlich eine Niederlassung der Lear Corporation entstand oder die Deutsche-Frühstücksei-Gesellschaft, in der Anfang der 1980er Jahre täglich 1,8 Millionen Eier sortiert und verpackt wurden und die einen Jahresumsatz von rund 100 Millionen DM erwirtschaftete. 1985 wurde das private Industrie-Forschungsinstitut DIL in Quakenbrück gegründet.
Nur wenige Industrieunternehmen überstanden die Strukturkrise der 1980er Jahre. Dazu zählen der Karosserie- und Fahrzeugbaubetrieb Böcker, das Lebensmittelwerk Ruf und die JCK Holding GmbH Textil KG. Das Lebensmittelwerk Ruf ist mit seinem Produktionsbetrieb und seinen 365 Beschäftigten als einziger in der Innenstadt untergebracht. Der Textilunternehmer Günter Kollmann betreibt mit seiner JCK Holding GmbH Textil KG eine Dachorganisation für eine Vielzahl von Unternehmen aus der Textilbranche, die sich teilweise ebenfalls in Quakenbrück angesiedelt haben. Als ehemaliges Mitglied der deutschen Basketballnationalmannschaft gilt Kollmann im Übrigen als treibende Kraft und Hauptsponsor der Artland Dragons.

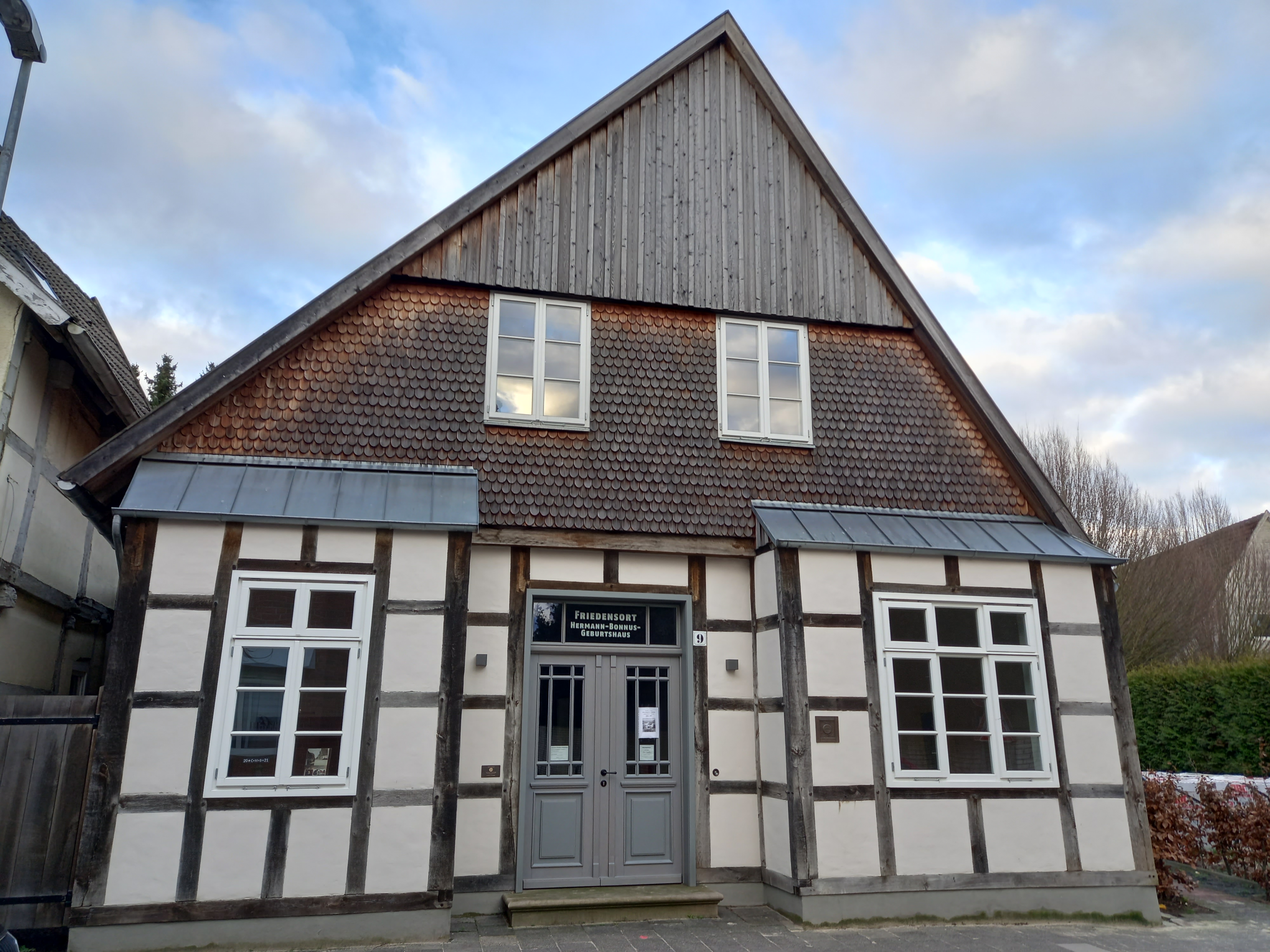
Friedensort Hermann-Bonnus-Geburtshaus in Quakenbrück

Im Juli 2015 wurde der Trägerverein Hermann-Bonnus-Geburtshaus e. V. auf Einladung der Stadt Quakenbrück gegründet. Der Zweck des Vereines ist neben dem Erwerb und der Renovierung des Gebäudes – inzwischen erfolgreich abgeschlossen – die museale Nachnutzung des Gebäudes „Hermann-Bonnus-Geburtshaus“ und des Grundstückes Goldstraße 9 in Quakenbrück. Am 13. März 2023 beschloss der Trägerverein, den Namen des Hauses um die Bezeichnung „Friedensort“ zu ergänzen. Damit solle zum Ausdruck kommen, „dass das Haus neben seiner musealen Funktion auch als Begegnungs- und Lernort für ‚gute Nachbarschaft‘ in unserer Stadt dienen möchte. Sei es das Gespräch zwischen den Konfessionen, der interreligiöse Austausch im christlich-muslimischen Dialog oder das Einüben der kulturellen Vielfalt im weitesten Sinne – alle diese grundlegenden Bausteine einer friedlichen Stadtgesellschaft gehören zu den Aufgaben, denen sich der Friedensort Hermann-Bonnus-Geburtshaus stellt. Als Beispiele seien genannt: der ökumenische Gesprächskreis zu Theologie und Literatur, die ‚Artländer Teestube für geflüchtete junge Männer‘, Plattdeutsch-Abende sowie aktuelle Vorträge und Ausstellungen.“

### Eingemeindungen
Am 1. Juli 1972 wurde die Hengelage, ein bisheriger Ortsteil der Nachbargemeinde Essen (Oldenburg) (Landkreis Cloppenburg) mit damals deutlich mehr als 1000 Einwohnern eingemeindet.

## Politik

### Stadtrat
Der Stadtrat hat gegenwärtig 31 Mitglieder. Dies ist die festgelegte Anzahl für eine Mitgliedsgemeinde einer Samtgemeinde mit einer Einwohnerzahl zwischen 12.001 und 15.000 Einwohnern. Die Ratsmitglieder werden durch eine Kommunalwahl für jeweils fünf Jahre gewählt. Die aktuelle Amtszeit begann am 1. November 2021 und endet am 31. Oktober 2026.
Die folgende Tabelle zeigt die Kommunalwahlergebnisse seit 1996.
| Rat der Stadt Quakenbrück: Wahlergebnisse und Stadträte | Rat der Stadt Quakenbrück: Wahlergebnisse und Stadträte | Rat der Stadt Quakenbrück: Wahlergebnisse und Stadträte | Rat der Stadt Quakenbrück: Wahlergebnisse und Stadträte | Rat der Stadt Quakenbrück: Wahlergebnisse und Stadträte | Rat der Stadt Quakenbrück: Wahlergebnisse und Stadträte | Rat der Stadt Quakenbrück: Wahlergebnisse und Stadträte | Rat der Stadt Quakenbrück: Wahlergebnisse und Stadträte | Rat der Stadt Quakenbrück: Wahlergebnisse und Stadträte | Rat der Stadt Quakenbrück: Wahlergebnisse und Stadträte | Rat der Stadt Quakenbrück: Wahlergebnisse und Stadträte | Rat der Stadt Quakenbrück: Wahlergebnisse und Stadträte | Rat der Stadt Quakenbrück: Wahlergebnisse und Stadträte | Rat der Stadt Quakenbrück: Wahlergebnisse und Stadträte | Rat der Stadt Quakenbrück: Wahlergebnisse und Stadträte | Rat der Stadt Quakenbrück: Wahlergebnisse und Stadträte | Rat der Stadt Quakenbrück: Wahlergebnisse und Stadträte | Rat der Stadt Quakenbrück: Wahlergebnisse und Stadträte | Rat der Stadt Quakenbrück: Wahlergebnisse und Stadträte | Rat der Stadt Quakenbrück: Wahlergebnisse und Stadträte |
| | SPD                                                     | SPD                                                     | CDU                                                     | CDU                                                     | GRÜNE                                                   | GRÜNE                                                   | FDP                                                     | FDP                                                     | LINKE                                                   | LINKE                                                   | BfA1                                                    | BfA1                                                    | Gesamt                                                  | Gesamt                                                  | Wahl- beteiligung                                       |                                                         |                                                         |                                                         |                                                         |
| Wahlperiode | %                                                       | Mandate                                                 | %                                                       | Mandate                                                 | %                                                       | Mandate                                                 | %                                                       | Mandate                                                 | %                                                       | Mandate                                                 | %                                                       | Mandate                                                 | %                                                       | Gesamtanzahl der Sitze im Rat                           | %                                                       |                                                         |                                                         |                                                         |                                                         |
| --- | ------------------------------------------------------- | ------------------------------------------------------- | ------------------------------------------------------- | ------------------------------------------------------- | ------------------------------------------------------- | ------------------------------------------------------- | ------------------------------------------------------- | ------------------------------------------------------- | ------------------------------------------------------- | ------------------------------------------------------- | ------------------------------------------------------- | ------------------------------------------------------- | ------------------------------------------------------- | ------------------------------------------------------- | ------------------------------------------------------- | ------------------------------------------------------- | ------------------------------------------------------- | ------------------------------------------------------- | ------------------------------------------------------- |
| 2021–2026 | 39,1                                                    | 12                                                      | 34,3                                                    | 11                                                      | 13,2                                                    | 4                                                       | 8,4                                                     | 3                                                       | 5,1                                                     | 1                                                       | —                                                       | —                                                       | 100                                                     | 31                                                      | 42,53                                                   |                                                         |                                                         |                                                         |                                                         |
| 2016–2021 | 32,2                                                    | 10                                                      | 36,4                                                    | 11                                                      | 9,5                                                     | 3                                                       | 5,4                                                     | 2                                                       | 16,7                                                    | 5                                                       | —                                                       | —                                                       | 100                                                     | 31                                                      | 47,0                                                    |                                                         |                                                         |                                                         |                                                         |
| 2011–2016 | 40,6                                                    | 13                                                      | 34,7                                                    | 11                                                      | 8,2                                                     | 2                                                       | 5,1                                                     | 2                                                       | 11,5                                                    | 3                                                       | —                                                       | —                                                       | 100                                                     | 31                                                      | 46,4                                                    |                                                         |                                                         |                                                         |                                                         |
| 2006–2011 | 35,4                                                    | 11                                                      | 44,0                                                    | 14                                                      | 3,4                                                     | 1                                                       | 9,3                                                     | 3                                                       | —                                                       | —                                                       | 7,8                                                     | 2                                                       | 100                                                     | 31                                                      | 52,8                                                    |                                                         |                                                         |                                                         |                                                         |
| 2001–2006 | 37,6                                                    | 12                                                      | 43,9                                                    | 14                                                      | 4,6                                                     | 1                                                       | 13,8                                                    | 4                                                       | —                                                       | —                                                       | —                                                       | —                                                       | 100                                                     | 31                                                      | 54,9                                                    |                                                         |                                                         |                                                         |                                                         |
| 1996–2001 | 37,2                                                    | 12                                                      | 45,2                                                    | 14                                                      | 7,6                                                     | 2                                                       | 10,1                                                    | 3                                                       | —                                                       | —                                                       | —                                                       | —                                                       | 100                                                     | 31                                                      | 56,0                                                    |                                                         |                                                         |                                                         |                                                         |
| Prozentanteile gerundet. Quellen: Landesbetrieb für Statistik und Kommunikationstechnologie Niedersachsen, Landkreis Osnabrück. Bei unterschiedlichen Angaben in den genannten Quellen wurden die Daten des Landesbetrieb für Statistik und Kommunikationstechnologie verwendet, da diese eine insgesamt höhere Plausibilität aufweisen. ___________________________ 1 Bürger fürs Artland |                                                         |                                                         |                                                         |                                                         |                                                         |                                                         |                                                         |                                                         |                                                         |                                                         |                                                         |                                                         |                                                         |                                                         |                                                         |                                                         |                                                         |                                                         |                                                         |

Nach den Wahlen zum Stadtrat 2016 wurden mehrere Politiker der Partei Die Linke und eine Politikerin der FDP wegen Wahlfälschung erstinstanzlich zu Geld- und Bewährungsstrafen verurteilt. Die Politiker hatten den Urteilen zufolge die Stimmzettel anderer Briefwähler selbst ausgefüllt. Die Briefwahl zum Stadtrat wurde daraufhin am 5. März 2017 wiederholt. Im Ergebnis verlor Die Linke zwei Sitze im Stadtrat, CDU und SPD gewannen jeweils einen Sitz hinzu.

### Bürgermeister
- bis 1968: Aloys Geers (SPD)
- 1968–1972: Karl Möller (CDU)
- 1972–1979: Horst Magnus (FDP)
- 1979–1988: Werner Korfhage (FDP)
- 1988–1991: Jürgen Gadeberg (SPD)
- 1991–2000: Klaus Alves (CDU)
- 2000–2011: Wolfgang Becker (CDU)
- 2011–2014: Claus Peter Poppe (SPD)
- 2014–2016: Paul Gärtner (SPD)
- 2016–2021: Matthias Brüggemann (CDU)
- seit 2021: Tülay Tsolak (SPD)

### Abgeordnete im Landtag
Über die Landesliste der SPD wurde der Quakenbrücker Claus Peter Poppe, früherer Schulleiter des Artland-Gymnasiums, erstmals 2003 in den Landtag gewählt. Er war dort Mitglied bis Oktober 2014 und schied aus um Bürgermeister der Samtgemeinde Artland zu werden.
Seit der Landtagswahl 2013 vertritt somit einzig der Quakenbrücker Christian Calderone, als direkt gewählter CDU-Kandidat, die Stadt im niedersächsischen Landtag.

### Wappen und Siegel
Das Wappen Quakenbrücks bezieht sich auf die vermutlich im 13. Jahrhundert, also zur Gründungszeit des Ortes, auf der Anhöhe hinter dem Marktplatz errichtete Burg. Die dort lebenden Burgmannen benutzten ein Siegel, das seit 1286 bekannt ist. Als Siegelbild ist eine stilisierte Burg dargestellt, in deren Mitte sich ein gotisches Maßwerkfenster befindet. Ab 1401 sind Abdrucke eines Sekretsiegels der Burgmannen bekannt, die eine Burg mit offenem Tor, flankiert von zwei Bäumen zeigen. Dieses Sekretsiegel liegt der Wappenzeichnung von Otto Hupp von circa 1926 zugrunde. Sie zeigt in Silber eine rote Burg mit offenem Tor und zwei seitlichen Zinnentürmen, begleitet von zwei Bäumen. Da die Burgmannen zur herrschenden Schicht der Stadt gehörten, galten ihre Siegel für die Stadt. Das im 19. Jahrhundert geschaffene Stadtwappen beruht auf beiden Siegeldarstellungen, indem es das offene Tor des Sekretsiegels enthält, aber wie beim Hauptsiegel auf die Bäume verzichtet. Im 20. Jahrhundert unterscheidet sich das Wappen von dem des 19. Jahrhunderts lediglich durch eine modernere Fassung der Burg. In der Hauptsatzung der Stadt Quakenbrück von 2001 wird nicht mehr von einer Burg, sondern von einem Toreingang mit drei Türmen gesprochen.
Die aktuelle Blasonierung lautet: „In Silber ein roter Toreingang mit drei Türmen.“ Die Stadtfarben Quakenbrücks sind Weiß und Rot, die Flagge ist in diesen Farben gehalten und zeigt als Symbol das Stadtwappen. Das Dienstsiegel enthält das Wappen und die Umschrift „Stadt Quakenbrück“.

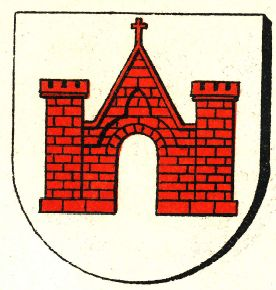
Auf die beiden Burgmannen-Siegel zurückgehendes Stadtwappen von 1891
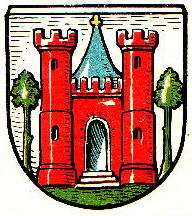
Wappenzeichnung[63] auf der Grundlage des Sekretsiegels von 1401 von Otto Hupp, ca. 1926

### Städtepartnerschaften
Quakenbrück unterhält mit folgenden Städten eine Städtepartnerschaft:
 Frankreich, Alençon, Normandie
 Vereinigte Staaten, Conway, Arkansas
 Polen, Dobre Miasto, Ermland-Masuren
 Deutschland, Wesenberg, Mecklenburg-Vorpommern
Am 27. Juni 1969 wurde die Städtepartnerschaft mit Alençon in der Normandie besiegelt. Zustande gekommen war die Verbindung über den seit den 1950er Jahren bestehenden Schüleraustausch des Artland-Gymnasiums mit dem Lycée Alain in Alençon.
Nach der politischen Wende des Jahres 1989 und der sich anbahnenden Versöhnung zwischen West und Ost intensivierten sich die polnisch-deutschen Beziehungen auf Kreis- und Stadtebene. Nachdem 1998 eine Partnerschaft zwischen dem Landkreis Osnabrück und dem aus dem alten ostpreußischen Landkreis Allenstein entstandenen polnischen Gemeindeverband Woiwodschaft Ermland-Masuren zustande gekommen war, entstand auf Bemühen der Landkreise in der Folge eine Reihe von Städtepartnerschaften, wie im Jahr 2000 die Partnerschaft Quakenbrücks mit Dobre Miasto, dem früheren Guttstadt.
Die Partnerschaft mit Wesenberg (Mecklenburg) wurde am 21. September 1990 begründet.
Die neueste Städtepartnerschaft wurde am 1. April 1992 besiegelt und begann mit einer Anekdote. Conway feiert seit 1982 jährlich im Mai das Toad Suck Daze Festival, bei dem sich alles um Kröten dreht und wo unter anderem die Weltmeisterschaften im Krötenrennen ausgetragen werden. Im Frühjahr 1984 traf in Quakenbrück ein Brief eines Vertreters des US-amerikanischen Staats Arkansas ein, mit der Mitteilung, dass eine Stadt namens Conway eine europäische Partnerstadt mit einer Kröte als Wappentier suchte. Wegen des Namens fragte man an, ob das auf Quakenbrück zutrifft. Auch als sich der Irrtum aufklärte, wurde die Korrespondenz mit der US-amerikanischen Kleinstadt fortgeführt. Voller Begeisterung berichtete die lokale Zeitung Log Cabin Democrat über die sich anbahnende „sistership“, wobei ihr der kleine Fehler unterlief, Quakenbrück nach Bayern zu verlegen – die Karikatur einer brezelschwingenden Kröte in Bayerntracht bebilderte die Zeitungsnachricht. So kam es auch, dass die erste Delegation den Flughafen München ansteuerte und erst nach einer rund neunstündigen Busfahrt Quakenbrück erreichte.
Es dauerte weitere acht Jahre, bis die Partnerschaft offiziell zustande kam. Quakenbrück hat ihr nicht nur einen lebhaften Kultur- und Jugendaustausch zu verdanken, sondern daneben die Marketingidee, Quakenbrück als Froschstadt zu vermarkten.
Quakenbrück ist an den deutsch-niederländischen Kommunalverband EUREGIO angeschlossen, dem rund 130 Städte, Gemeinden und Kreise aus dem westlichen Niedersachsen und den östlichen Niederlanden angehören.

## Kultur und Sehenswürdigkeiten
Quakenbrück wird wegen seiner mittelalterlichen Stadtanlage mit vielen Fachwerkhäusern in touristischen Publikationen Rothenburg des Nordens genannt, eine Bezeichnung, die allerdings bereits eine Reihe von Städten, wie beispielsweise Burgdorf, Neubrandenburg, Halberstadt oder Hildesheim für sich in Anspruch genommen haben. Eine Aufnahme in das UNESCO-Welterbe lehnten die Bürger in den 1980er Jahren ab.

### Poggenpad

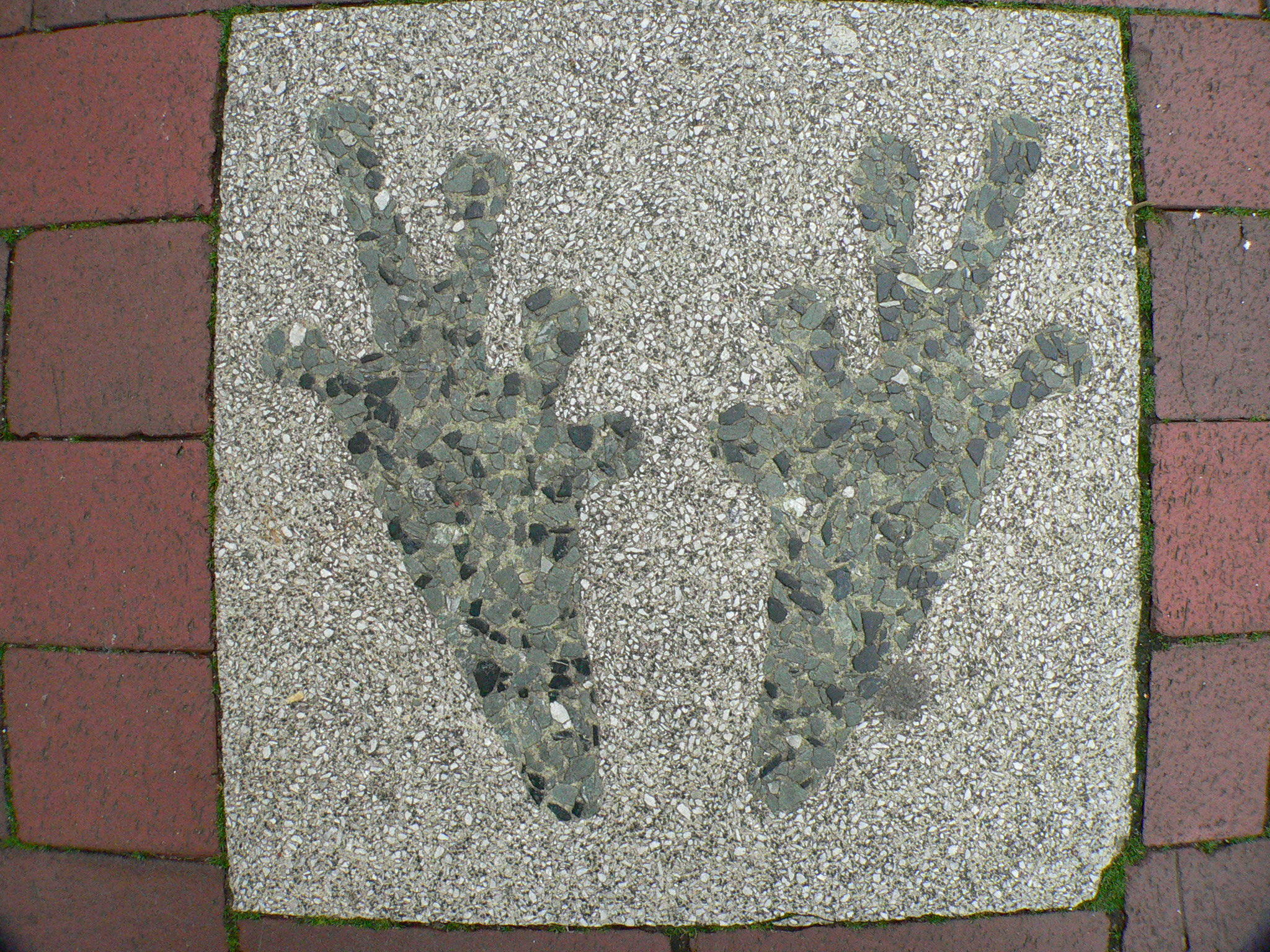
Poggenpad

Der Poggenpad (Froschpfad) ist ein touristischer Besichtigungsweg durch die Innenstadt von 3,1 Kilometern Länge. Er ist durch im Bürgersteig eingelassene Platten mit künstlerisch gestalteten Froschfußabdrücken gekennzeichnet. Er beginnt am Marktplatz vor dem Rathaus Quakenbrück und führt über die Hohe Pforte in 30 Stationen zu den wichtigsten Sehenswürdigkeiten der Stadt (siehe auch Quakenbrücker Burgmannshöfe und Historische Wohnhäuser Quakenbrücks).

### Theater
1988 gründete sich der gemeinnützige Verein Theaterwerkstatt Quakenbrück e. V., der aus einem Theaterkurs der Volkshochschule entstanden war und zunächst Stücke in wechselnden Räumen aufführte. 1990 wurde das Gebäude an der Bahnhofstraße 35 bezogen, in dem seither jährlich zwei bis drei Eigenproduktionen aufgeführt und Gastspiele veranstaltet werden. Seit 1995 ist der Verein Mitglied im Landesverband niedersächsischer Amateurbühnen, erhielt 1999 den Kulturförderpreis des Osnabrücker Landschaftsverbandes und 2000 den Förderpreis der Quakenbrücker StadtStiftung.
Weiterhin organisiert der Kulturring des Verkehrs- und Heimatvereins der Stadt Quakenbrück regelmäßig Tournee-Theateraufführungen, die in der Aula des Artland-Gymnasiums mit ihren rund 700 Sitzplätzen oder in der Artland-Arena mit mehr als 3000 Sitzplätzen stattfinden.

### Kino
Das bereits 1938 auf Ansichtskarten als Sehenswürdigkeit abgebildete Filmtheater Schauburg verfügt seit 2005 über drei Vorführräume. 1999 wurde die Schauburg vom Film & Medienbüro Niedersachsen e. V. für die Gestaltung seiner Filmsonderprogramme und Programmreihen ausgezeichnet.

### Stadtmuseum

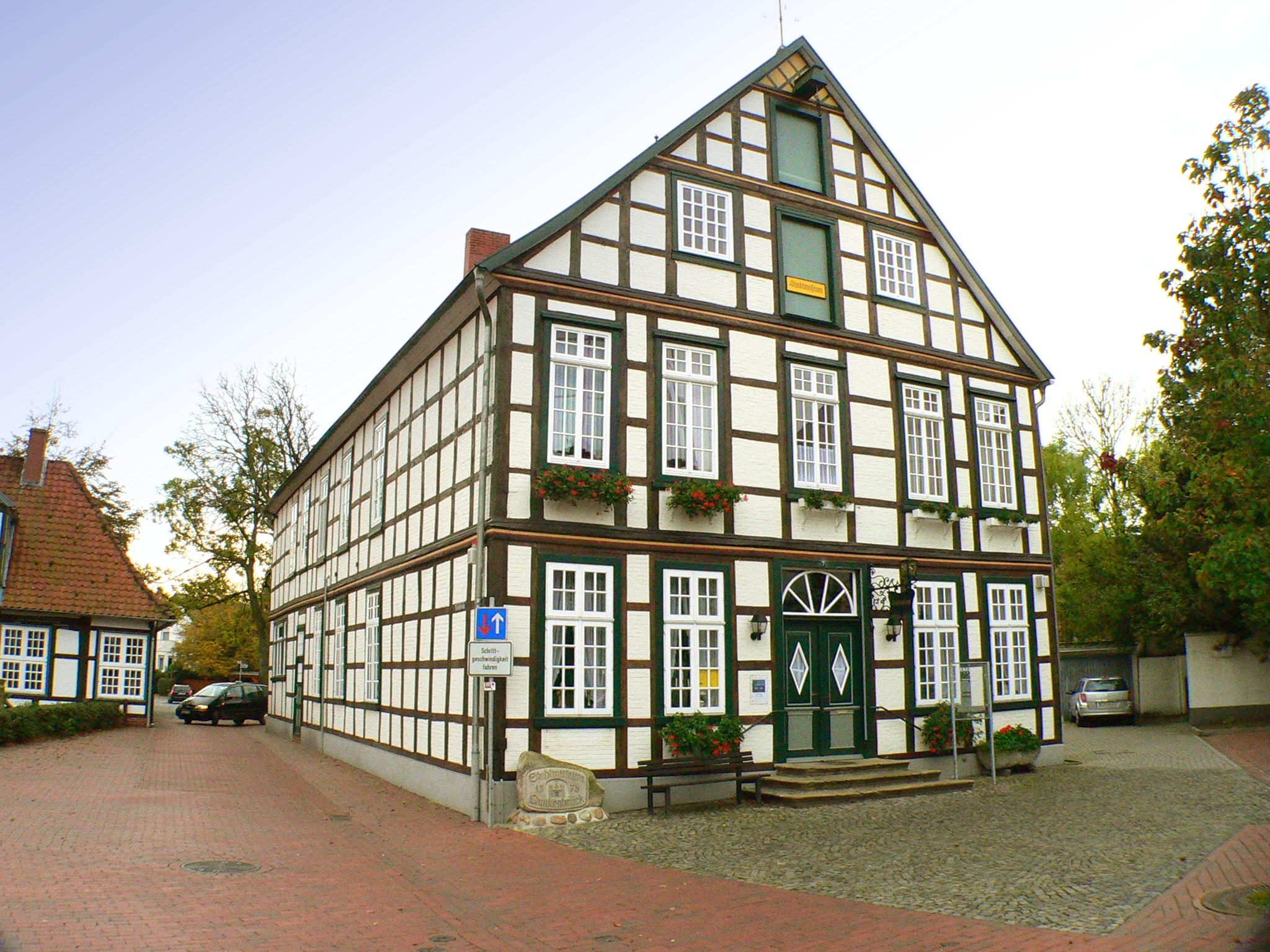
Stadtmuseum

Seit 1983 ist das Stadtmuseum am Marktplatz in dem im klassizistischen Stil errichteten zweigeschossigen Giebelhaus aus der Zeit um 1830 untergebracht und wird von einem ehrenamtlich tätigen Mitarbeiterteam als eingetragener Verein geleitet. Neben wechselnden Sonderausstellungen greift die Dauerausstellung des Stadtmuseums Themen der Stadt-, Schul- und Kirchengeschichte auf und wird durch eine historische Apothekeneinrichtung, einen Kapellenraum, eine Ackerbürger-Küche und eine umfangreiche Zinnsammlung ergänzt. Dem Stadtmuseum angeschlossen sind eine Regional- und Sachbibliothek sowie ein stadtgeschichtliches Archiv mit Nachlässen von Familien und Betrieben, einer großen Anzahl historischer Landkarten und einem umfangreichen Bildarchiv.

### Kunstwerke im Freien
Vor dem Finanzamt ist die Skulptur Der arme Steuerbürger von Hans Gerd Ruwe aufgestellt. In unmittelbarer Nähe des Haseüberfalls beim Schützenhof befindet sich die Plastik Flügel wachsen über dem Delta von Carola Wedell. Sie bildet eine Station der Hasetaler Kunstroute, die über ca. 100 km von Bersenbrück nach Meppen führt.

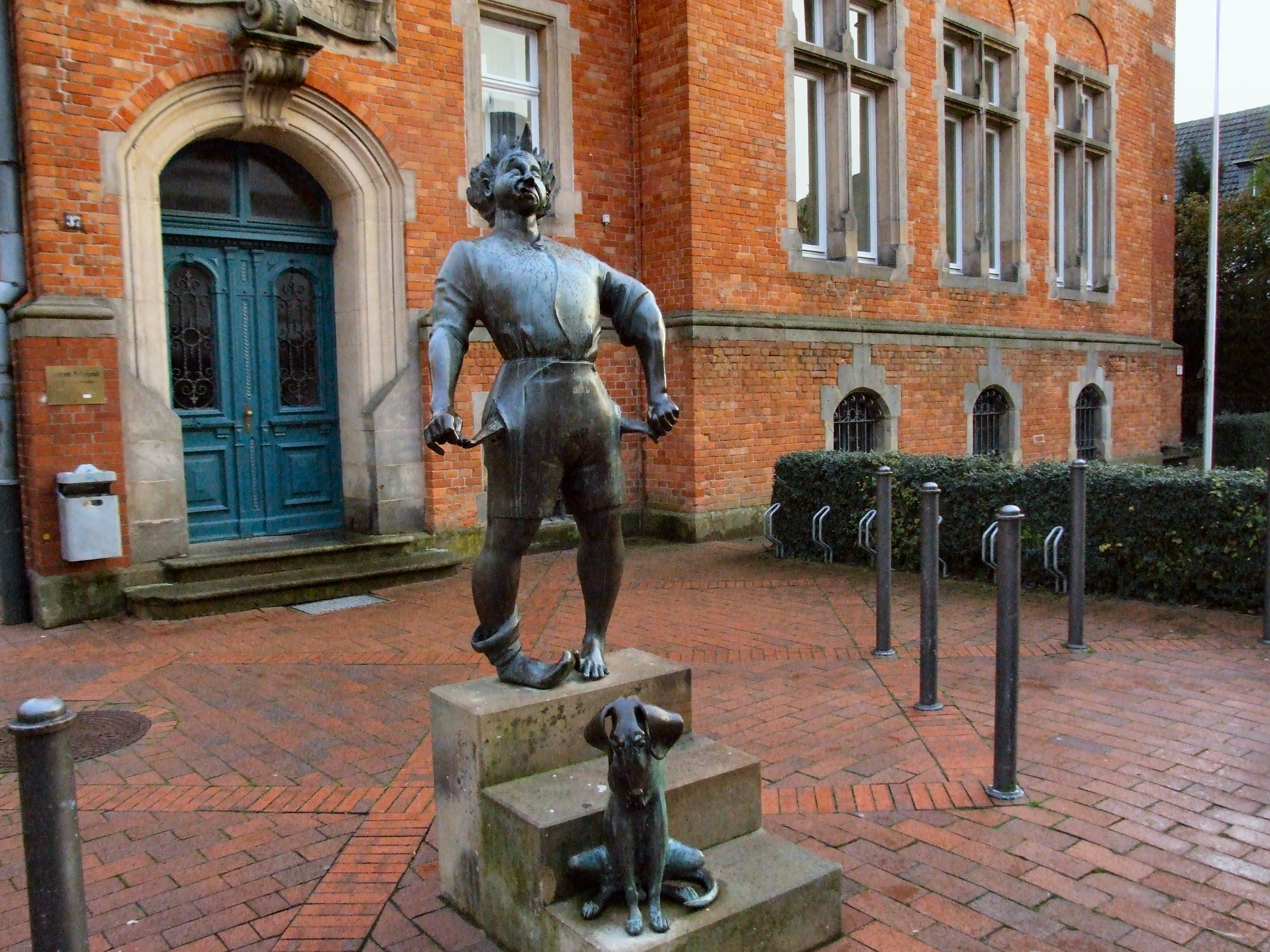
Der arme Steuerbürger vor dem Finanzamt Quakenbrück
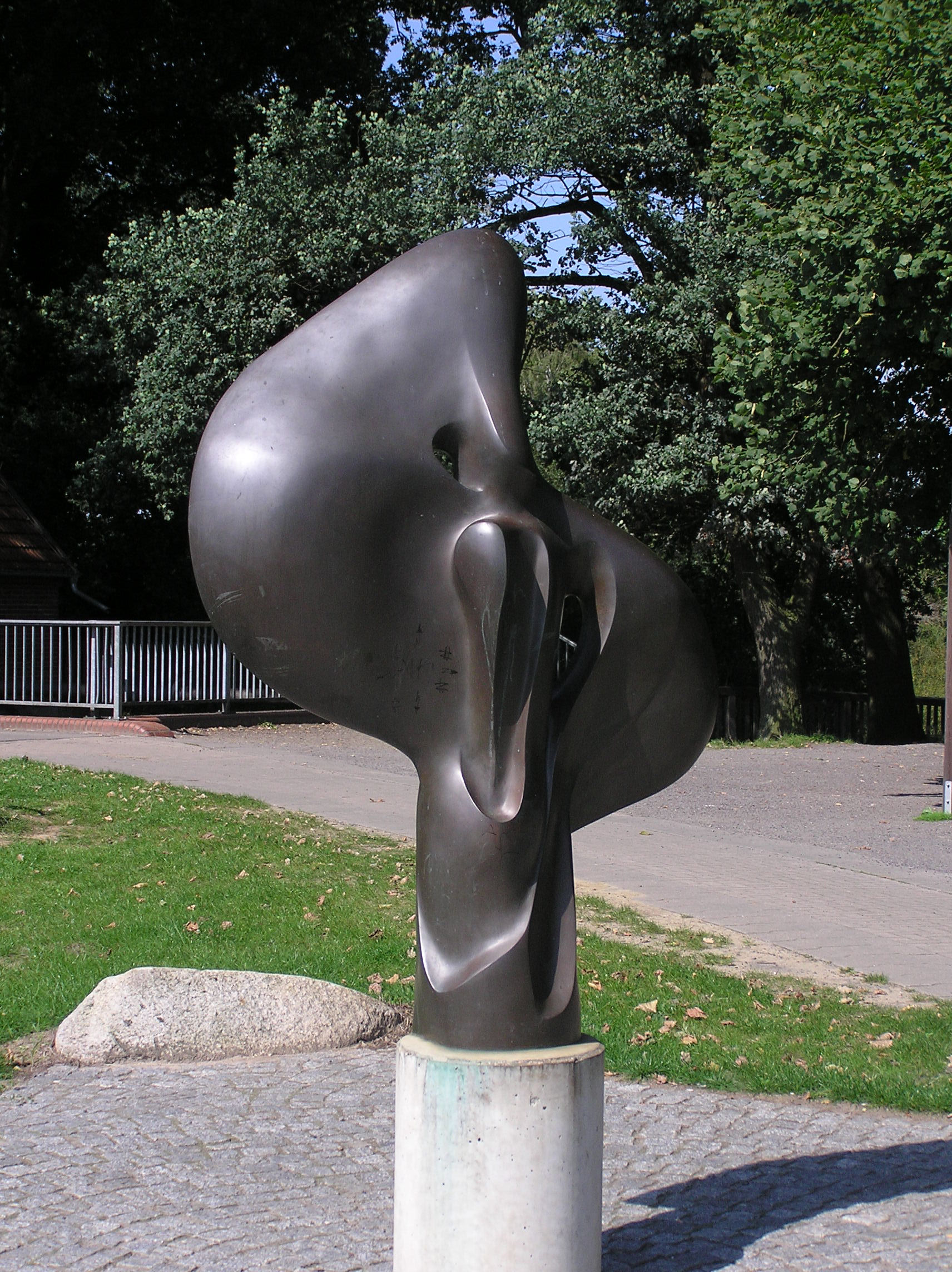
Flügel wachsen über dem Delta am Haseüberfall

### Bauwerke

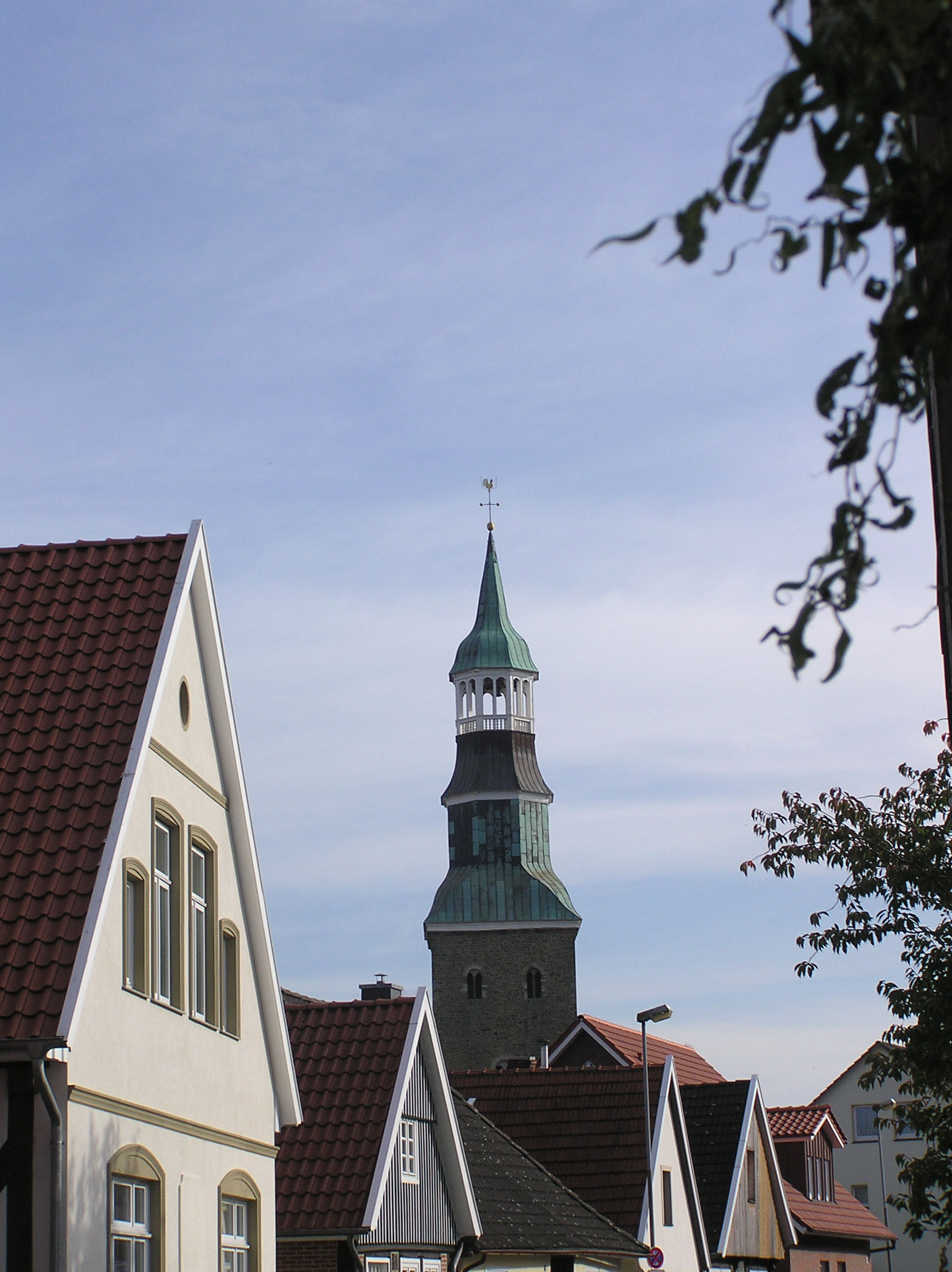
St.-Sylvester-Kirche

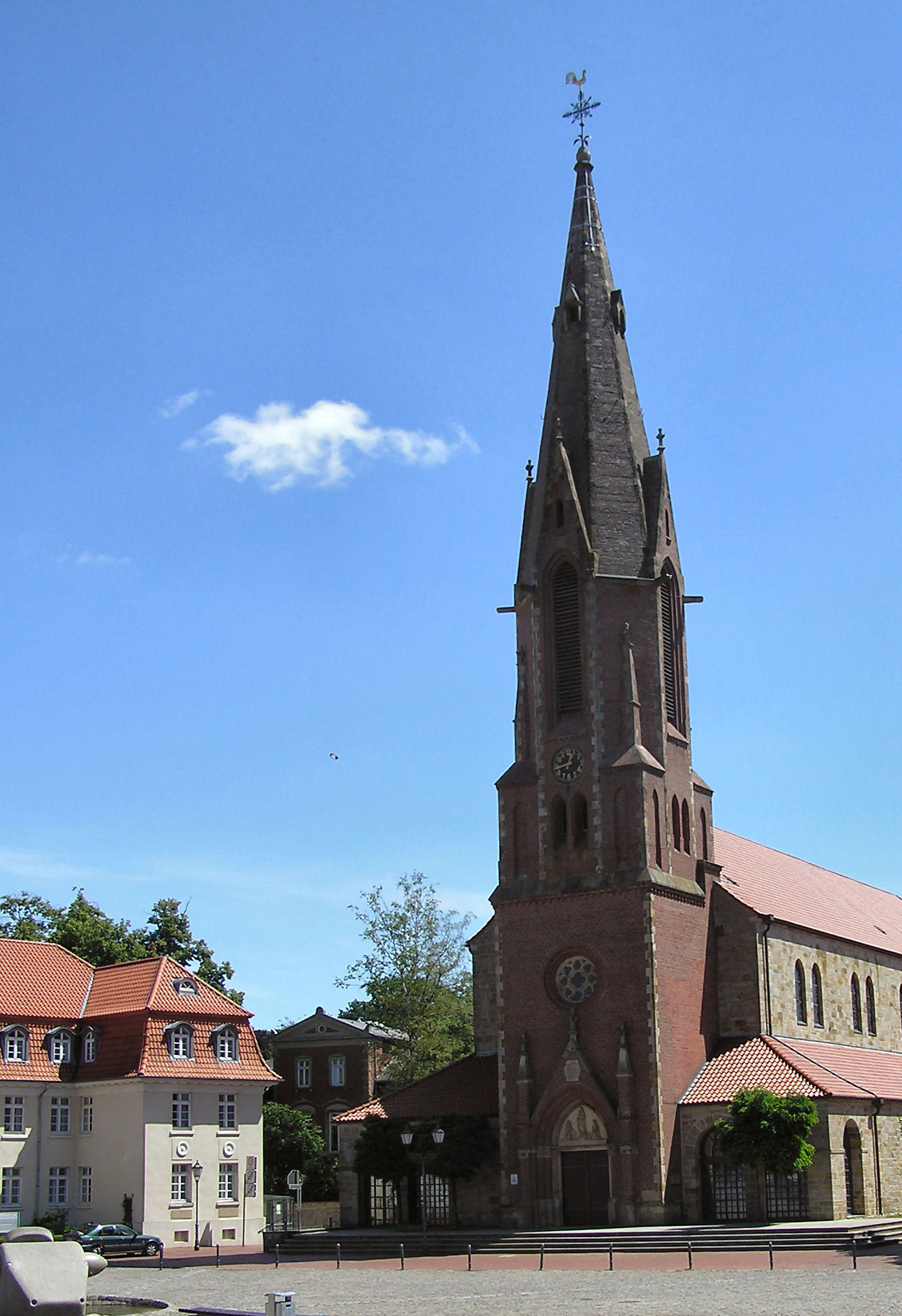
St.-Marien-Kirche

Das Ortsbild Quakenbrücks wird von den Türmen der evangelischen St.-Sylvester-Kirche aus dem 13. Jahrhundert und der katholischen Marienkirche aus dem 17. Jahrhundert beherrscht.
Im Norden der Stadt führt die Lange Straße mit der Hohen Pforte, dem einzig erhaltenen von ehemals fünf Stadttoren, in die historische Altstadt mit ihren rund 100 restaurierten Fachwerkhäusern, überwiegend historische Wohnhäuser, und den Burgmannshöfen. Im ehemaligen Amtsgericht im Stil der Neorenaissance ist das Finanzamt untergebracht.
Um den zentralen Marktplatz mit seinem klassizistischen Rathaus, die auf den Resten eines Burgmannshofes erbaute Marienkirche und den Burgmannshof Vosshagen gruppieren sich weitere Beispiele historischer Wohn- und Geschäftshäuser. Der 1990 auf dem Marktplatz aufgestellte Europabrunnen stammt von dem Freiburger Künstler Franz Gutmann und soll „die europaweiten Kontakte der Stadt durch den kräftigen Stier und die Europa symbolisieren“.
Westlich der Altstadt befindet sich das 1909–10 erbaute Bahnhofsgebäude im Jugendstil.
Der markante Loxter Hof musste 1964 in der Neuerungseuphorie der Nachkriegszeit einem modernen Gebäude für ein Ärztezentrum weichen. Weitere Burgmannshöfe stehen bei der Großen Mühlenstraße, wobei der Hof der Familie von Dincklage mit der alten Mühle ein Ensemble bildet. Die Kleine Mühle wurde bereits 1235 gegründet und zusammen mit der Großen Mühle dem Stiftskapitel zur Bewirtschaftung übergeben. Das von der Kleinen Mühle erhaltene Hauptgebäude, das noch den Mühlenbetrieb einer Sämerei beherbergt, wurde 1726 erbaut. Die restlichen Burgmannshöfe standen an der Burgstraße 2 (jetzt katholisches Pfarrhaus) und 7 und an der Langen Straße 18, 37 (Amtsgericht), 45 und 47.
Quakenbrück hat zwei weitere Kirchen, die evangelische Kirche St. Petrus in der Neustadt und die katholische Kirche St. Paulus auf der Hengelage, beide aus den 1960er Jahren. Bis 1995 stand in der Neustadt die Heilig-Geist-Kapelle.

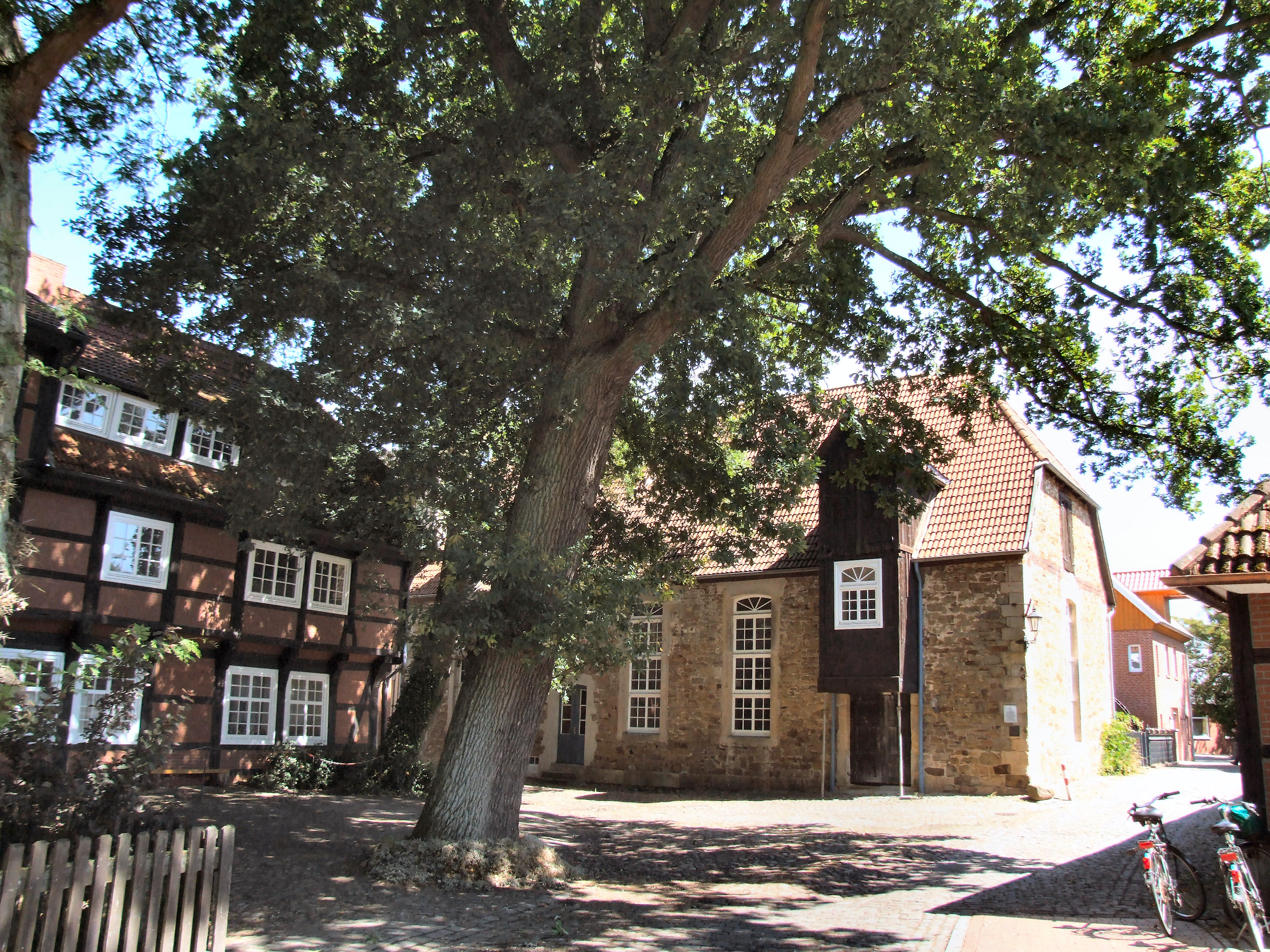
Große Mühle (rechts), Hof von Dincklage (links)
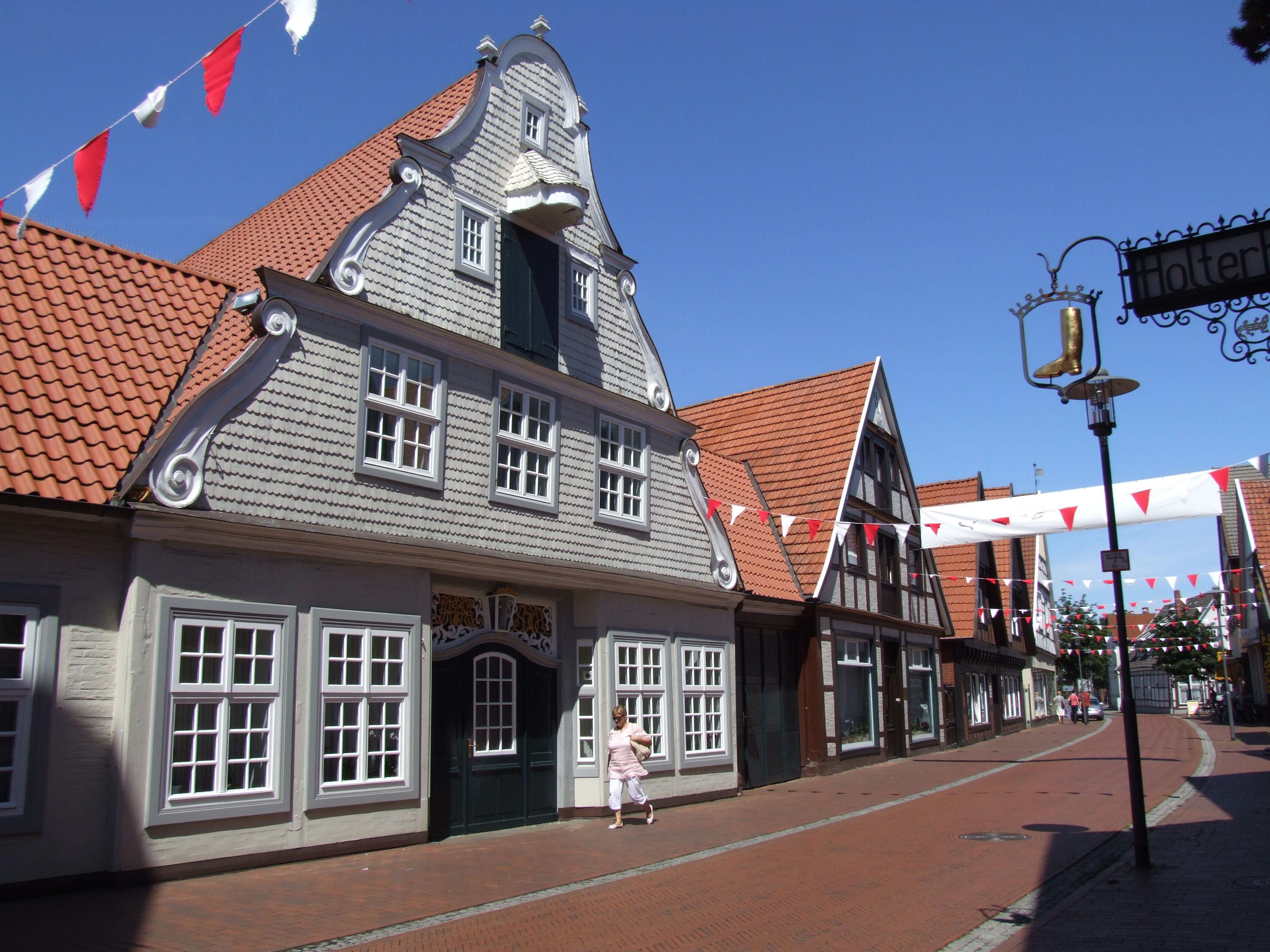
Lange Straße
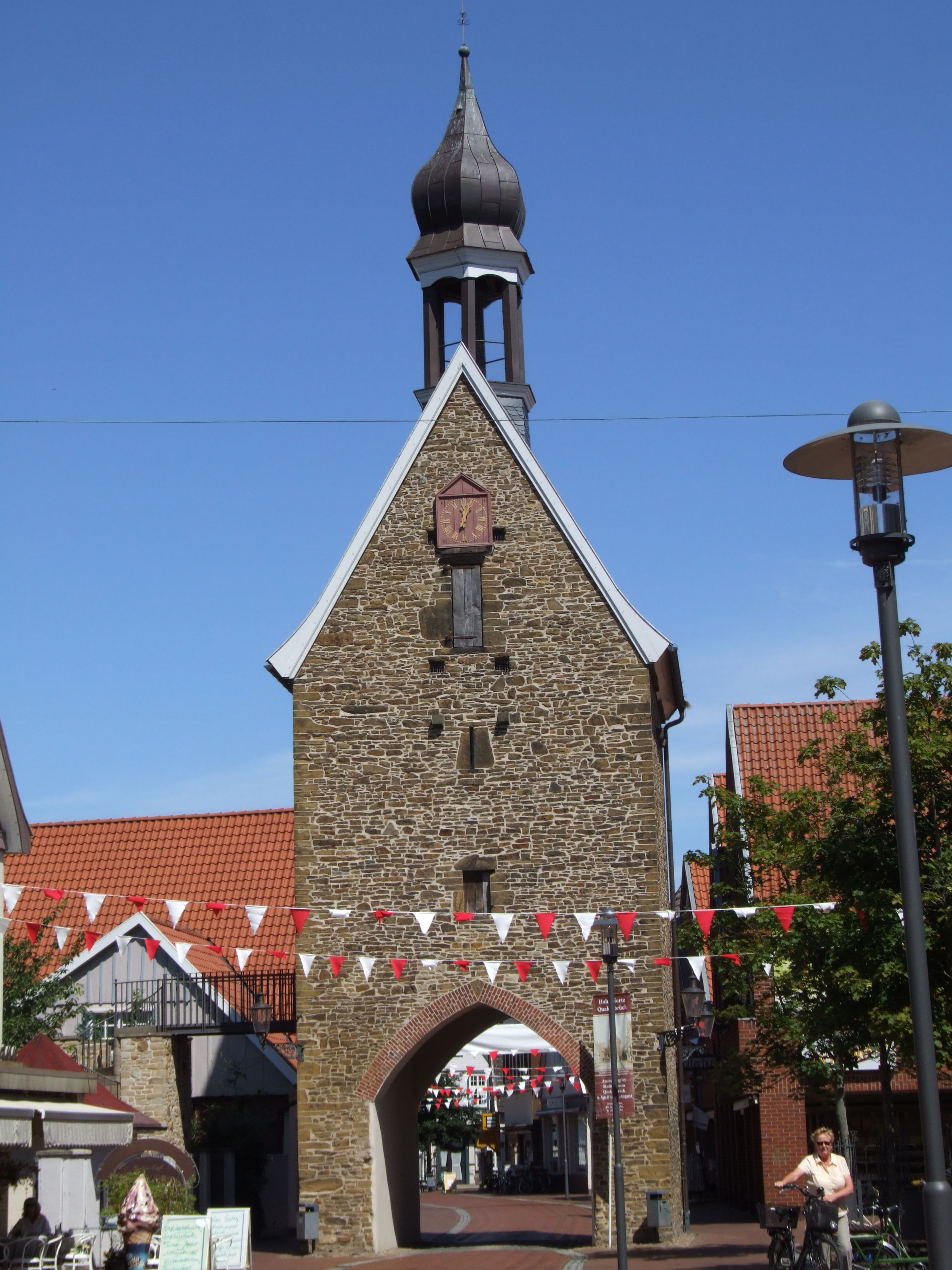
Hohe Pforte
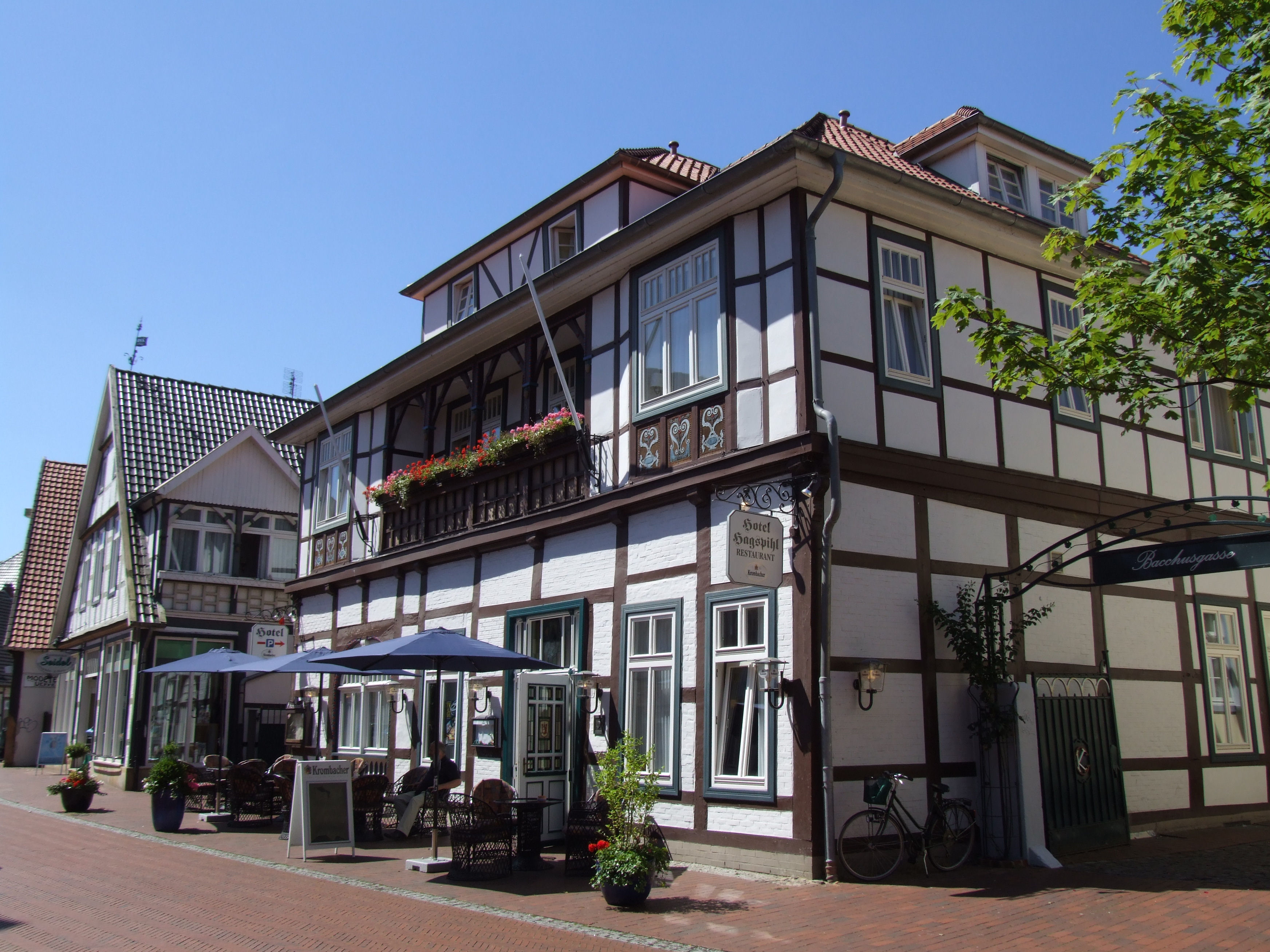
Hotel Hagspihl
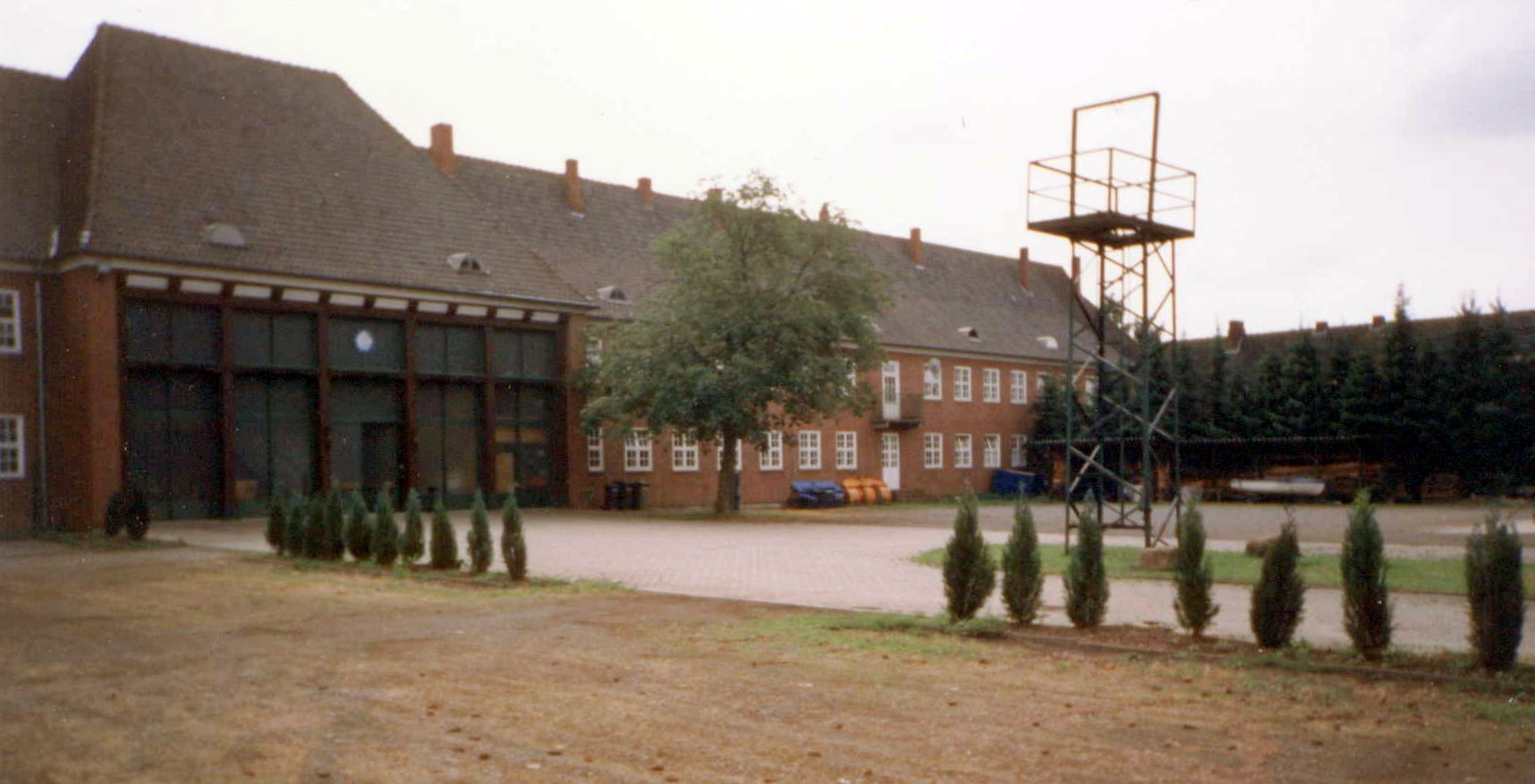
Der ehemalige Fliegerhorst in der Neustadt, heute teilweise von der Bundeswehr und dem Technischen Hilfswerk genutzt
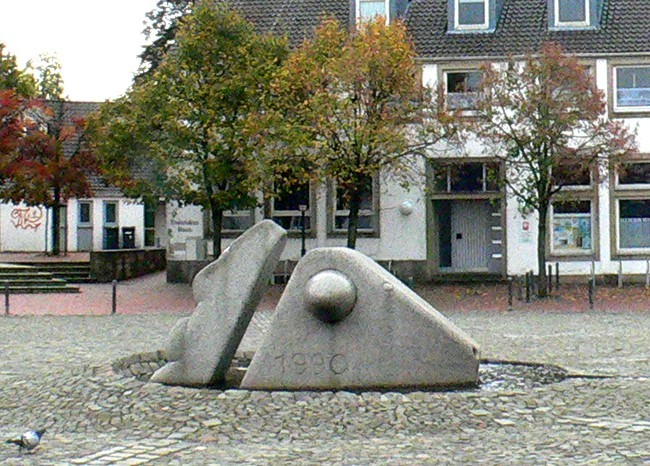
Europabrunnen auf dem Marktplatz
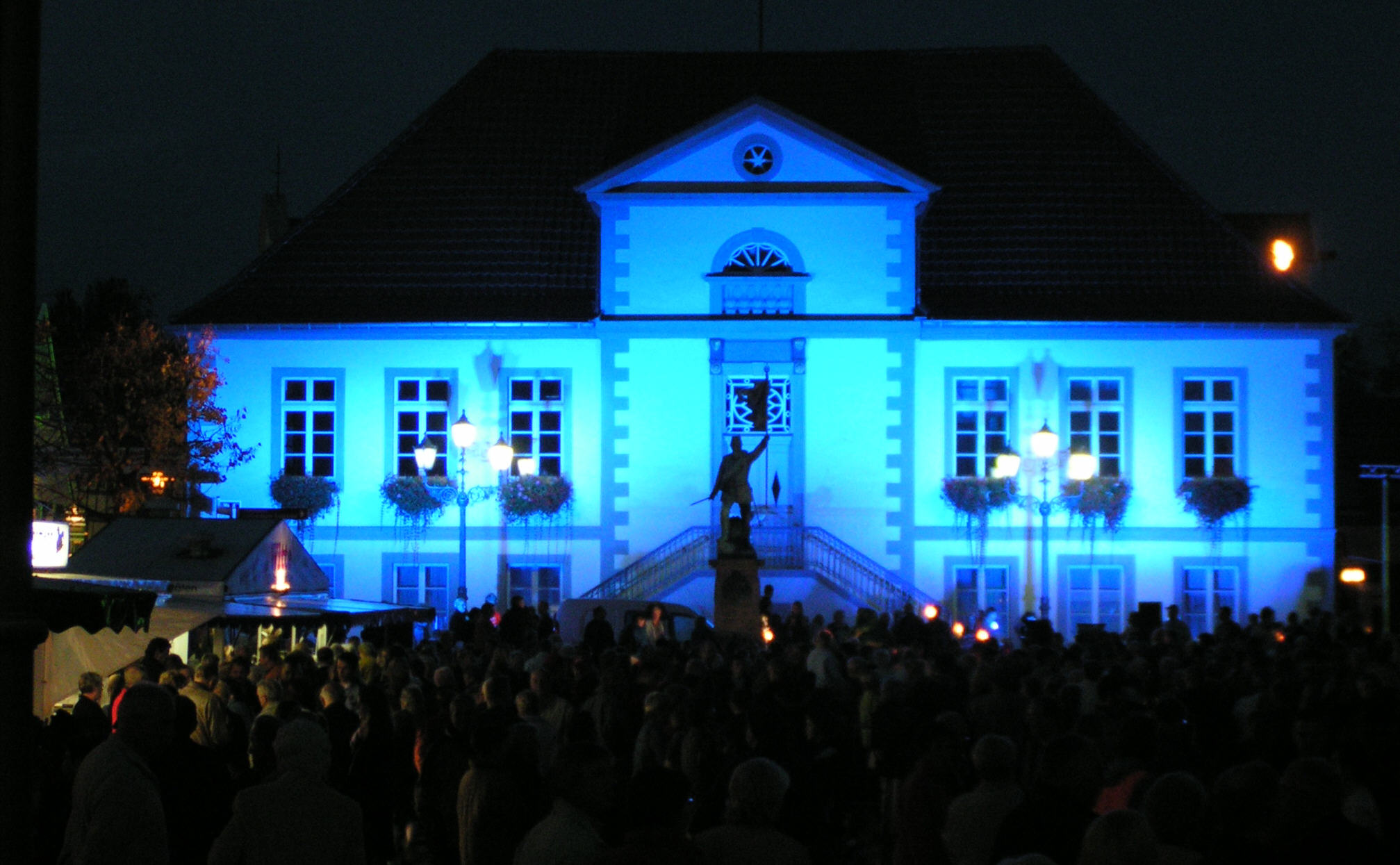
Illuminiertes Rathaus
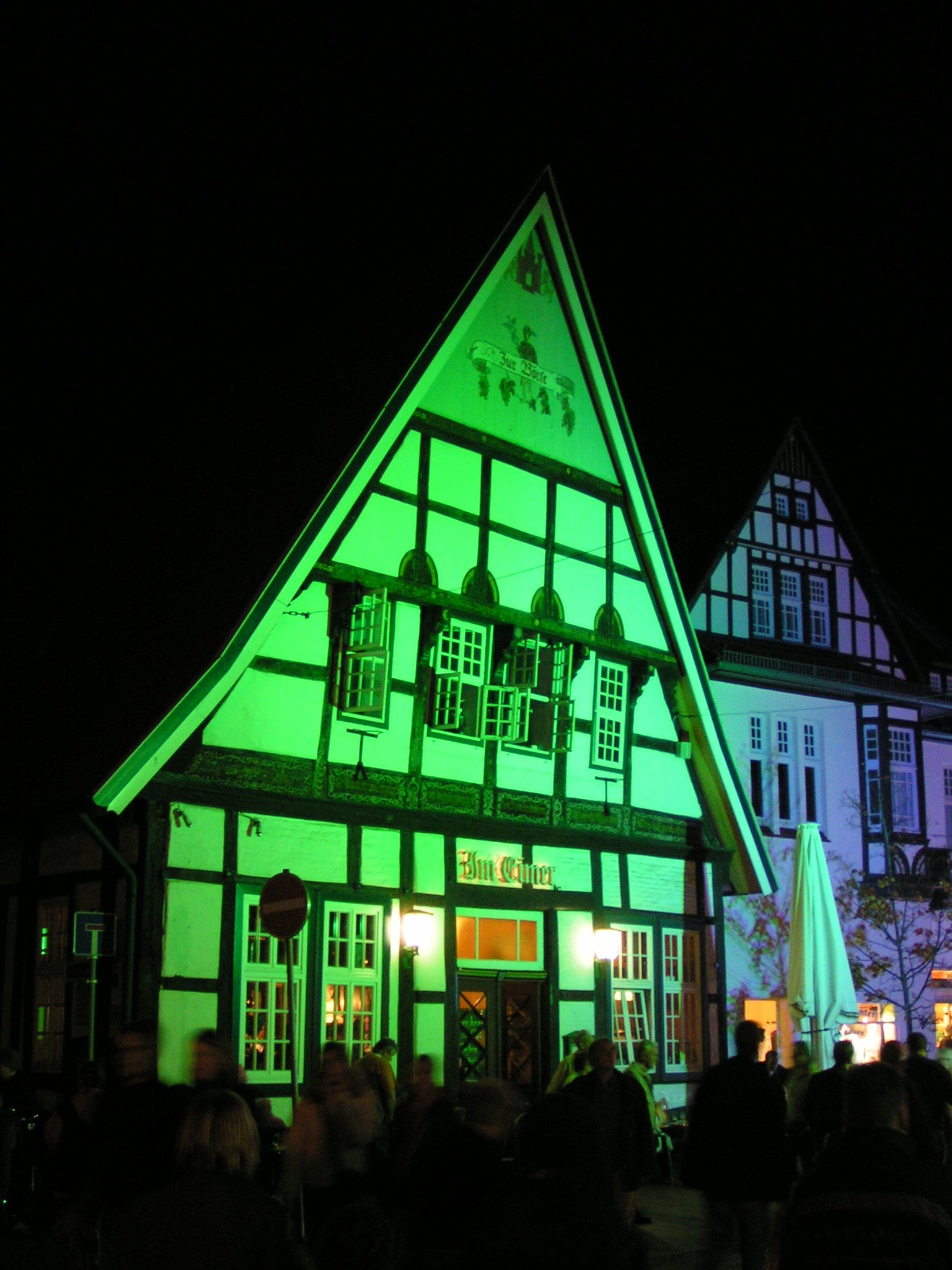
Illuminierte Altstadthäuser
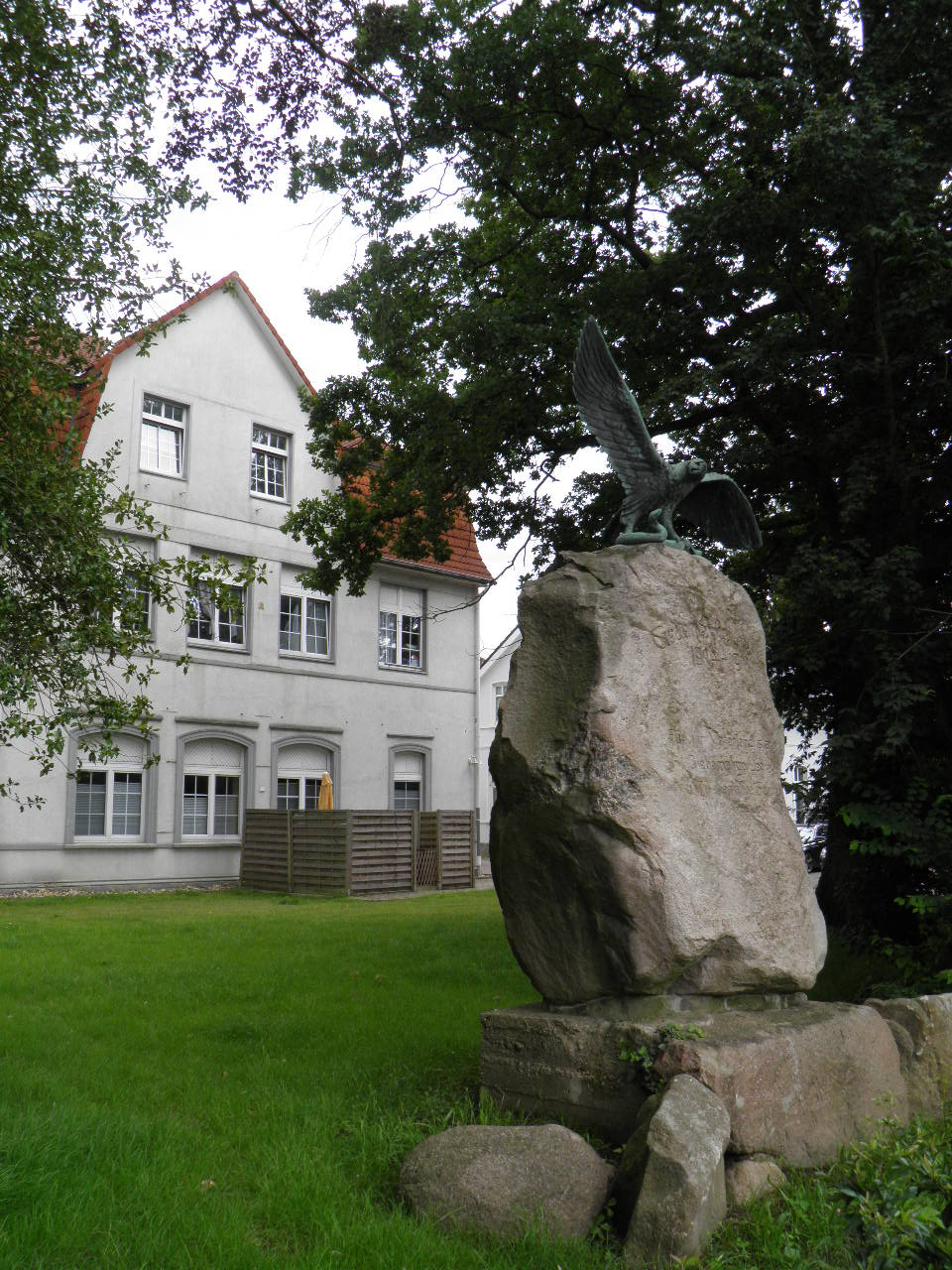
Gebäude der ehem. Ackerbauschule mit Kriegerdenkmal
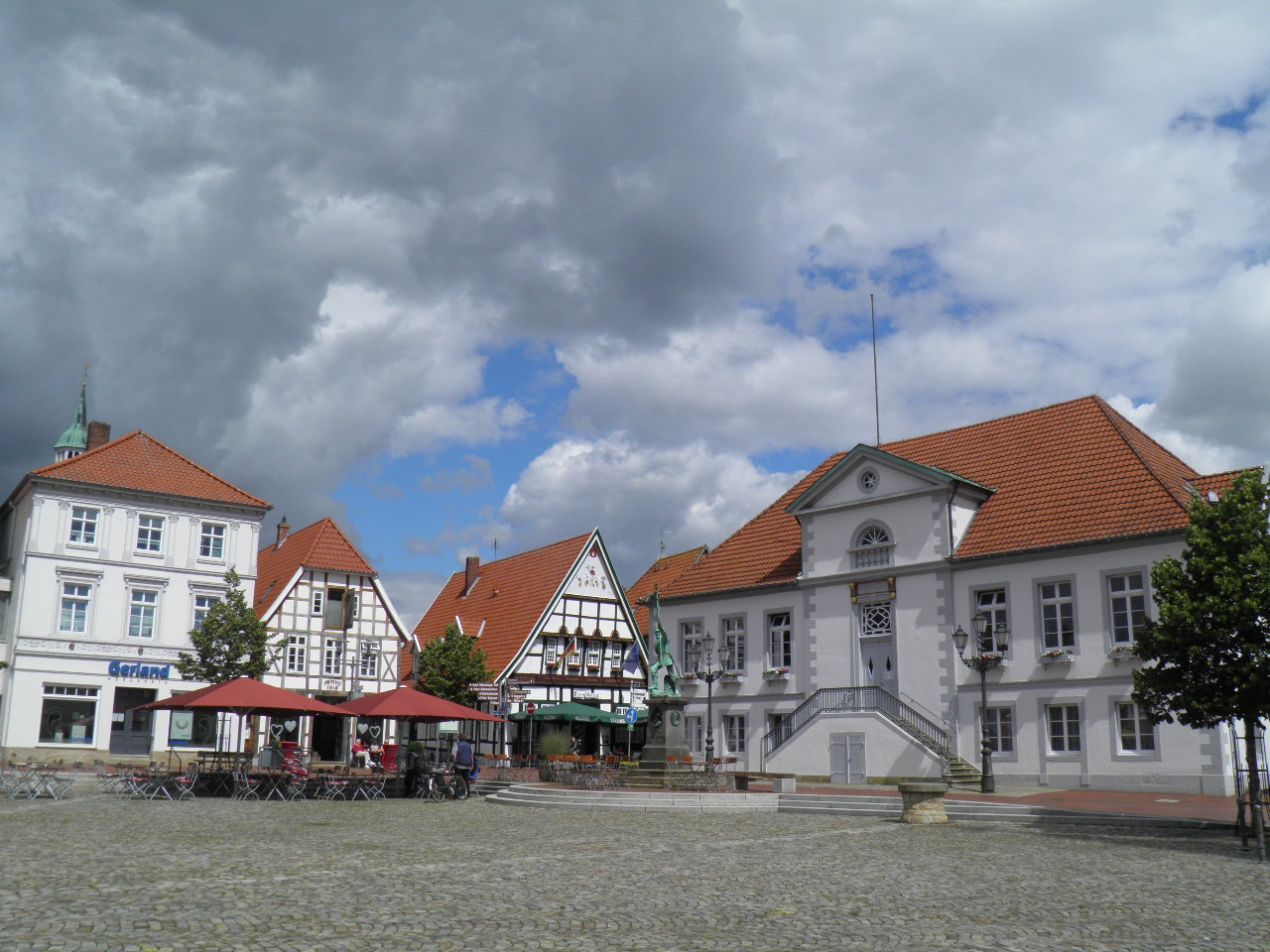
Marktplatz
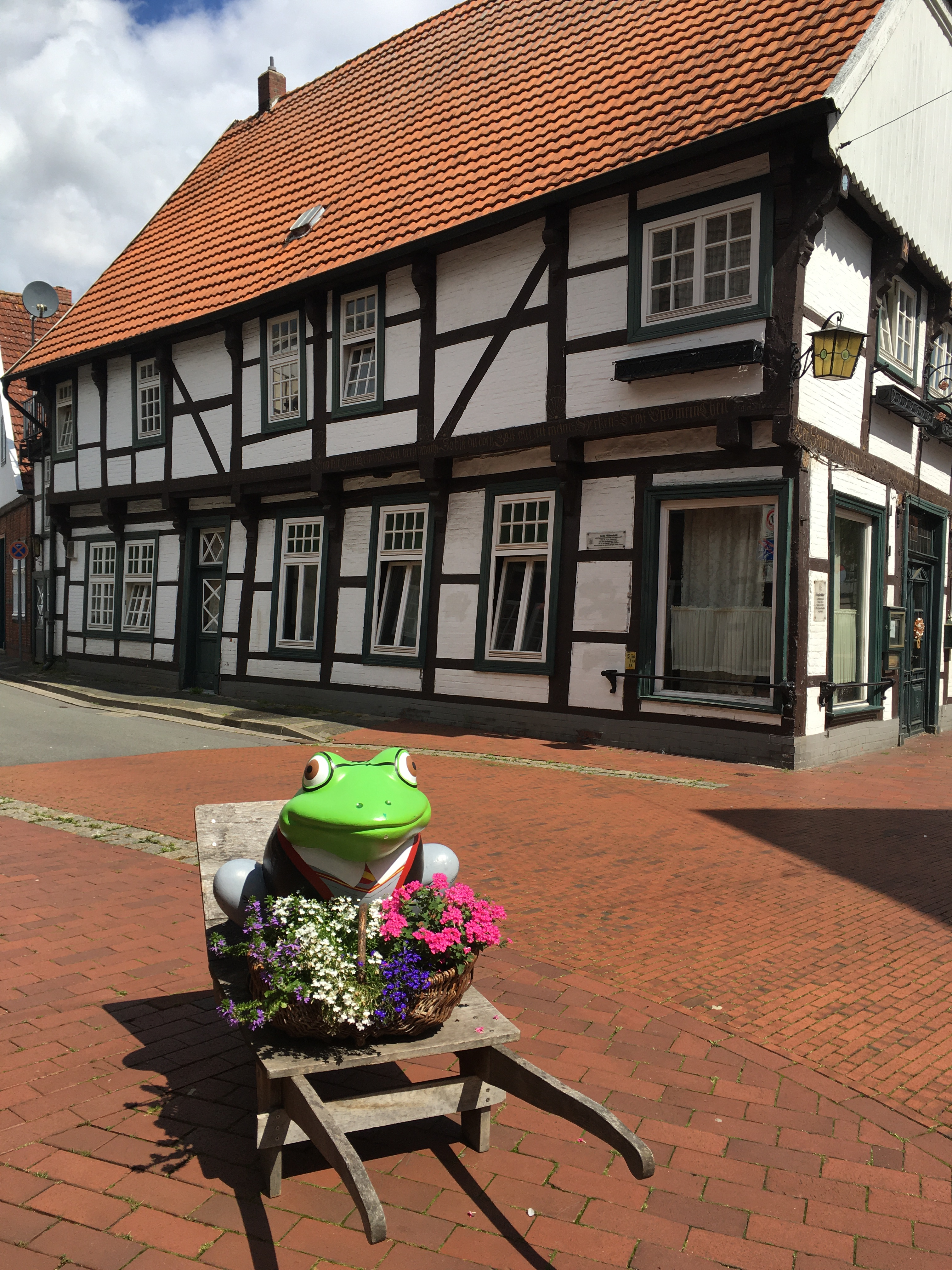
Eine der zahlreichen Froschplastiken im Stadtgebiet

### Parks

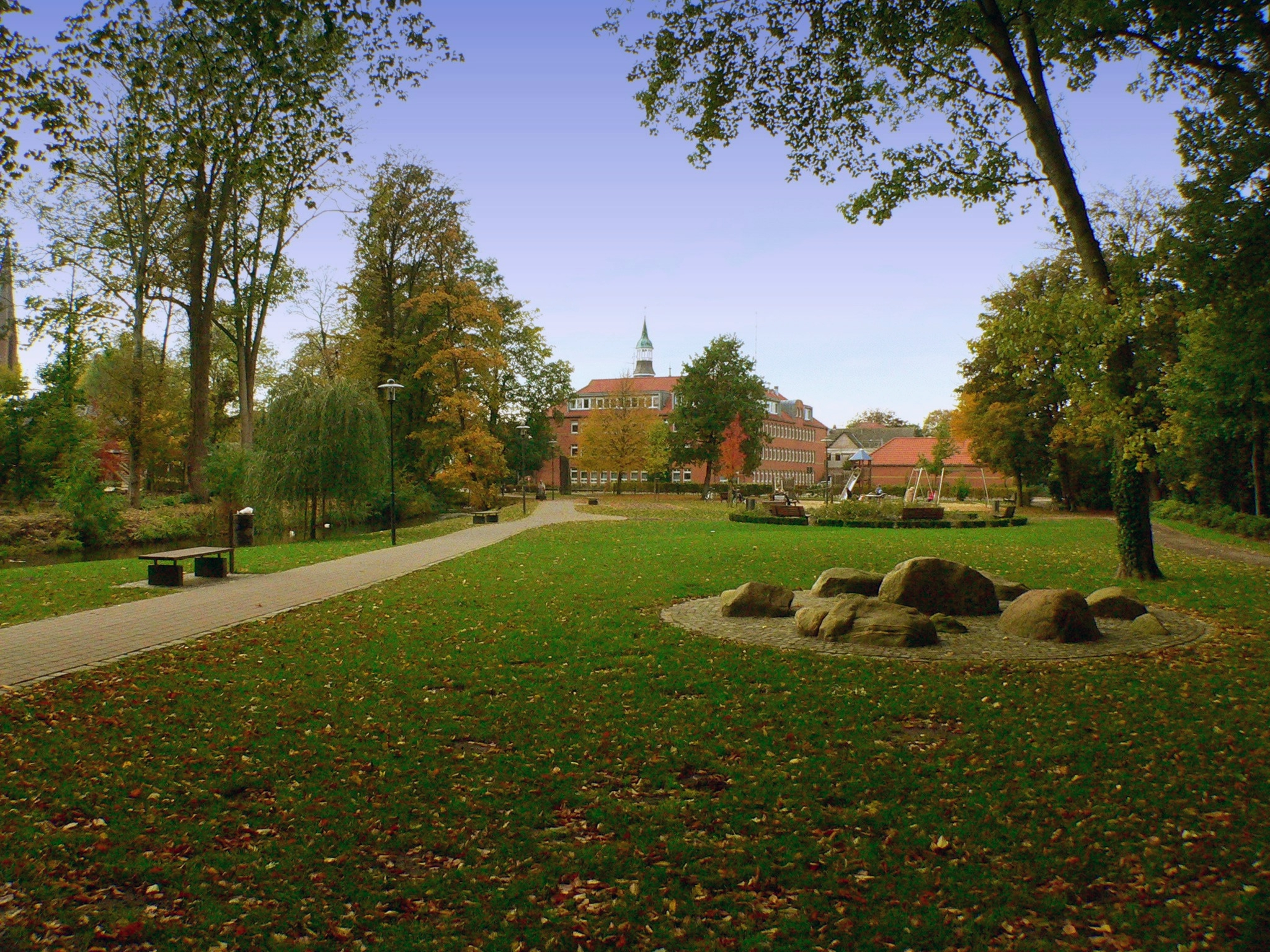
Stadtpark

Quakenbrück ist reich an Grünflächen. In der Neustadt befindet sich der Bürgerpark, am Rande der Altstadt wurde 2006 der Stadtpark (heute Park der Deutschen Einheit) neu angelegt, der am Schwimmbad und an Sportplätzen vorbeiführt, in den Wanderweg entlang der Hase übergeht und über den Deichsee zum Erholungsgebiet Schützenhof führt.
Der Stadtwald liegt einige Kilometer nordöstlich der Stadtmitte. Nördlich vom Deichsee entstand 1990 der Heiratswald, wo Brautleute und Paare einen Baum pflanzen können. Die Stadt Quakenbrück verzichtet auf gewinnbringende Maßnahmen wie den reglementierten Einkauf der Bäume. Zudem gibt es weder Gebühren noch Pflanzvorschriften. Empfohlen wird lediglich, einheimische robuste und langlebige Laubbäume, wie etwa Stiel- oder Traubeneiche, Rot- oder Hainbuche, Spitzahorn, Wildkirsche, Linde oder Ulme zu pflanzen.
Zwischen Deichsee und Stadtwald liegt der Hasepark, ein 18 Hektar großes Gelände, das von der Hase umflossen wird und bereits seit 1902 besteht. Zwei Biotope und viele Hecken bilden eine parkähnliche Landschaft, in der der traditionelle Quakenbrücker Renntag stattfindet.

### Sport

#### Sportstätten

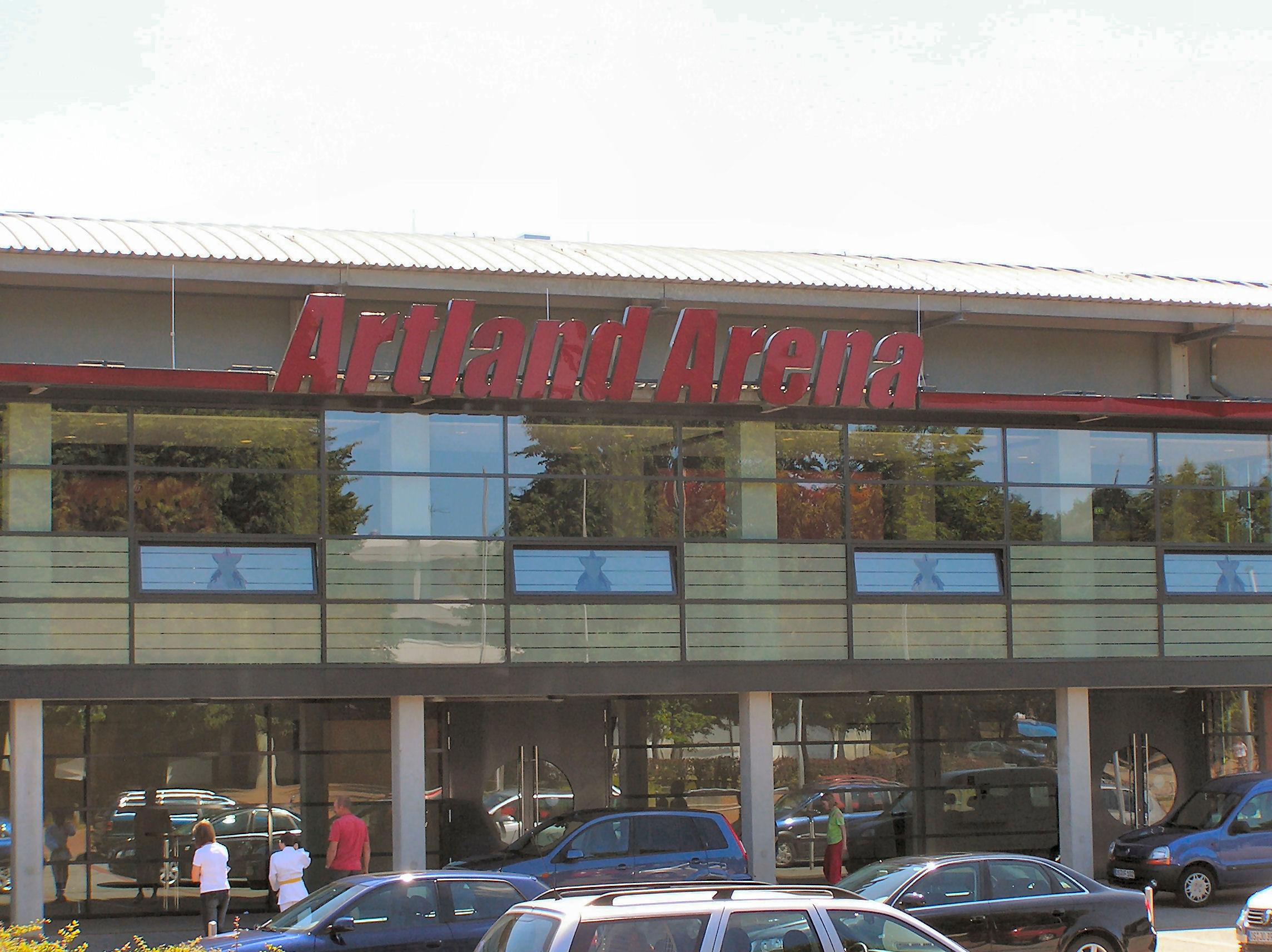
Artland-Arena mit Platz für 3200 Zuschauer

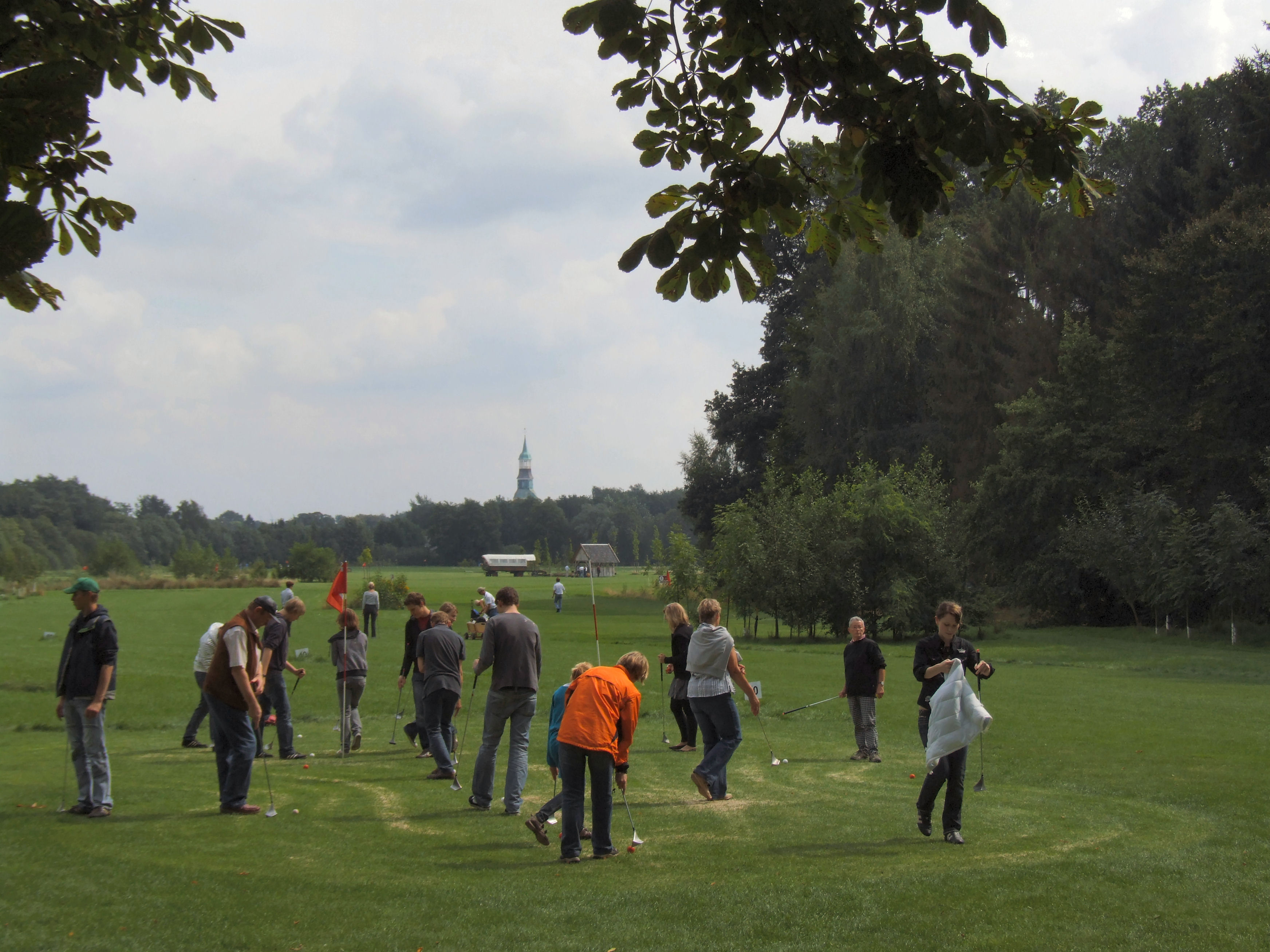
Swingolf auf Gut Vehr

Im östlichen Stadtkern, an den Stadtpark anschließend, befindet sich ein Sport- und Freizeitgelände mit Artland-Arena, Großraumsporthalle, diversen Sportplätzen, Aschenbahn, Frei- und Hallenbad sowie Tennisanlage.
Im Hasepark an der Dinklager Straße wird an jedem ersten Septembersonntag der vom Artländer Rennverein organisierte Renntag durchgeführt, der für sein Seejagdrennen überregional bekannt ist.
Vom früheren Kleinbahnhof an der Niedersachsenstraße/Friedrichstraße aus konnten auf der stillgelegten Bahnstrecke zwischen Quakenbrück und Nortrup Draisinenfahrten unternommen werden. Die Bahnstrecke ist zwischenzeitlich vollständig entfernt und nur noch das Schotterbett vorhanden. Es gibt Überlegungen, einen überregionalen Radweg zu bauen.
Der ehemalige Fliegerhorst in der Neustadt wird als Modell- und Segelflugplatz genutzt.
Auf dem Gelände des Schützenhofs gibt es einen umfangreichen Schießstand für 10 m Luftgewehr, 50 m und 100 m Kleinkaliber sowie einen Bogenplatz. Dieses Gelände wird auch durch den SSC-Artland genutzt, dessen Schützen erfolgreich an den Deutschen Meisterschaften teilnehmen. Einige der Deutschen Meister durfte man dort schon begrüßen.

#### Basketball
Das Team des Basketballvereins Artland Dragons spielte zwischen 2003 und 2015 in der Basketball-Bundesliga. In der Saison 2006/07 wurde es deutscher Vizemeister, im Mai 2008 gewann es den BBL-Pokal als ersten Titel der Vereinsgeschichte. In der Saison 2010/2011 erreichten sie das Halbfinale der Play-offs der Basketball-Bundesliga.
Am 3. Mai 2015 gaben die Artland Dragons ihren Rückzug aus der Beko Basketball Bundesliga bekannt.
Für die Nachwuchsarbeit besteht eine Kooperation mit dem Quakenbrücker Turn- und Sportverein (QTSV), aus dem die Artland Dragons hervorgegangen sind.

### Regelmäßige Veranstaltungen
Neben den nationalen und internationalen Basketball-Spielen der Artland Dragons in der Artland Arena zählen der Artländer Renntag am ersten Sonntag im September, das Burgmannsfest Mitte September und die Musiktage im November zu den wichtigsten regelmäßigen Veranstaltungen der Stadt.
Quakenbrücker Musiktage
Die Quakenbrücker Musiktage wurden 1985 von dem Quakenbrücker Schulmusiker Günter Schuhriemen ins Leben gerufen und werden seither alle zwei Jahre im November durchgeführt. Die Veranstaltung besteht aus einer jährlich wechselnden Konzertreihe klassischer Musik; daneben werden andere Konzerte und Theaterproduktionen aufgeführt. Die Veranstaltungen finden in der Artland-Arena, dem Artland-Gymnasium oder in den Kirchen statt.
2001 kam das Sommerfestival der Musiktage hinzu, das bisher jedes Jahr im Frühsommer auf Hof Nietfeld in Badbergen stattfand (jetzt nur noch alle zwei Jahre) und in der Regel acht Veranstaltungen umfasst. Das mächtige Hofkarree des Nietfeldschen Artländer Bauernhofes im Baustil eines niederdeutschen Hallenhauses, das sich bis vor 1394 nachweisen lässt, wird für die Konzerte mit einer Dachkonstruktion gegen Regen geschützt, die den Open-Air-Charakter der Veranstaltungen gewährleistet.
2007 entschied die Samtgemeinde aus budgetären Gründen, Sommerfestival und Musiktage künftig alternierend alle zwei Jahre durchzuführen, was zu einer erhofften Einsparung von rund 30.000 Euro führen soll.

### Kulinarische Spezialitäten
Die so genannte Wöbkebraut, eine Variation von Panhas, wurde früher gerne als Zweites Frühstück gegessen, ist aber heutzutage kaum mehr zu finden. Auch der Pickert ist von den Speisekarten verschwunden und wird höchstens gelegentlich in einer großen Runde, ähnlich dem Grünkohl, angeboten. Bookwetenjanhinnerk, Buchweizen-Pfannkuchen waren neben der Buchweizensuppe gerne gegessene Alltagsgerichte, die mittlerweile eher regionaltypische Besonderheit des Emslandes als des Artlandes bekannt sind.

## Wirtschaft und Infrastruktur
Die 1235 erstmals erwähnte Existenz von Mühlen weist auf einen Wirtschaftszweig der hochmittelalterlichen Ansiedlung hin. Carl-Hans Hauptmeyer sieht den Ort in seinem Beitrag Wirtschaftsgeschichte Quakenbrücks im 13. bis 16. Jahrhundert als eine landwirtschaftliche Mittelpunktsiedlung des seit 1278 genossenschaftlich organisierten regionalen Adels und einen herrschaftlich gesicherten Ort mit Umschlagsfunktionen für Vieh, Getreide und andere Produkte aus dem unmittelbaren Umland, eine Siedlung, von der das ansässige Kanonikerstift profitierte.
Ab der Mitte des 15. Jahrhunderts, gleichzeitig mit der Zurückdrängung der Burgmannen, entwickelte sich kleinstädtisches Wirtschaftsleben in der Stadt.
1435 entstand die Schuhmachergesellschaft, 1443 schlossen sich die tuchverarbeitenden Handwerke zusammen, 1476 die Schneider. Diese Quakenbrücker Gilden entstanden anfänglich aus Männer und Frauen umfassenden religiösen Bruderschaften. So ist bereits seit 1407 die Liebfrauengilde oder seit 1435 die St.-Sylvester-Gilde bekannt, die offensichtlich nur angesehenere Personen im Ort aufnahm und nicht zwangsläufig als Handwerker- oder Händlerkorporation anzusehen ist. 1494 gründete sich die Zunft der Wollweber, deren überörtlicher Handel ab 1488 belegt ist. Ihnen standen eine städtische Walkmühle und etliche Färberplätze zur Verfügung.

### Zinngießerei
Ab der zweiten Hälfte des 17. Jahrhunderts lassen sich Quakenbrücker Zinngießer nachweisen. Im 18. Jahrhundert gab es bis zu vier Werkstätten gleichzeitig, was für eine hohe Nachfrage nach Zinngeschirr in dieser Zeit spricht. Zu ihren Produkten zählten unter anderem die Quakenbrücker Krüge, die sich durch einen gebuckelten Deckel mit gegliedertem Stift auszeichnen. In der Regel verblieben die Werkstätten in derselben Familie, daher kommen bestimmte Familiennamen unter den Zinngießermeistern gehäuft vor, so Bahlmann, Schnackenberg, Eckholt oder Hölscher. Am produktivsten war der 1710 geborene Lubert Diedrich Bahlmann, dessen Stempel häufig auf noch vorhandenem Zinngerät eingeschlagen ist. Desgleichen ist die Marke des Meisters Gerhard Matthias Hölscher (1753–1841) häufig belegt. Eine Reihe dieser Exponate ist im Museumsdorf Cloppenburg oder im Stadtmuseum Quakenbrück zu besichtigen. Kurz nach 1850 kam das Zinngießergewerbe in Quakenbrück zum Erliegen, nachdem einige Jahre vorher bereits ein Abwandern der Handwerker in die Dörfer der Umgebung begonnen hatte. Voraussetzung dafür war die Aufhebung des Zunftzwanges während der napoleonischen Herrschaft.

### Land- und Forstwirtschaft

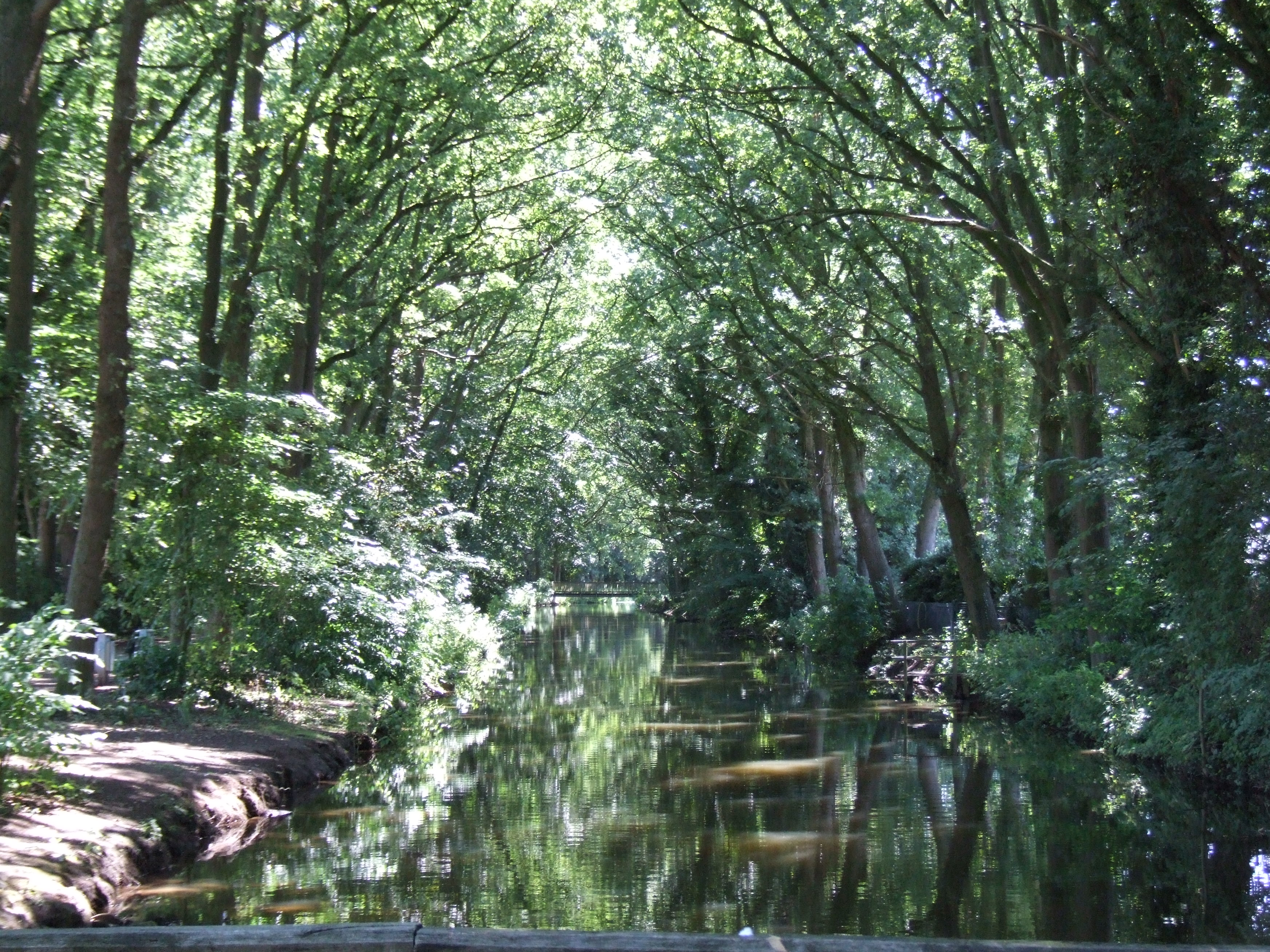
An der Hase hinter dem Stadtpark

Das Gebiet um Quakenbrück schneidet mit einer Ertragsmesszahl (EMZ, Maß für die Bodengüte) von 35–45 besser ab als die Gebiete der unmittelbaren Umgebung. Bei der Region handelt es sich in ihrer Gesamtfläche um verhältnismäßig spät aufgesiedeltes Geest-, Moor- oder Heidegebiet. Die mit geringem Gefälle, aber vielen Flussarmen durchfließende Hase lagerte lange Zeit Mineralstoffe und fruchtbare Schwemmsande aus dem Osnabrücker Bergland ab und sorgte so für gute Böden.
Das Artland ist, wie das gesamte Osnabrücker Land ein Gebiet mit traditionell kleinbäuerlichen Strukturen. Um Quakenbrück wird dabei seit jeher viel Ackerbau betrieben und die ansonsten hohe Viehdichte fällt viel niedriger aus. Auf dem fruchtbaren Ackerboden konnten Hafer, Roggen, Gerste und der anspruchsvollere Weizen angebaut werden. Nachdem oft Getreideüberschüsse zu verzeichnen waren, sprach man von der Kornkammer des Hochstifts Osnabrück. Dies führte im Laufe der Jahrhunderte zur Herausbildung einer wohlhabenden bäuerlichen Oberschicht. Sichtbar ist dieser Wohlstand noch heute an der Vielzahl prachtvoller alter Höfe, die zum Kulturschatz Artland zusammengefasst sind. Ein großer Teil dieser Höfe wird allerdings nicht mehr von Haupterwerbs-Landwirten bewohnt.
2003 bewirtschafteten im Stadtgebiet Quakenbrücks 23 landwirtschaftliche Betriebe eine Nutzfläche von 1269 Hektar, von denen sich zwölf dem Pflanzenfutterbau, sechs dem Ackerbau und zwei dem Gartenbau widmeten. Zwei weitere waren als Veredelungsbetriebe und einer in der Viehhaltung tätig. Sieben Betriebe wurden als Haupterwerbsbetriebe geführt. Insgesamt waren in der Landwirtschaft 74 Personen beschäftigt, 25 davon in Vollzeit. Rund 50 Prozent der bearbeiteten Fläche dient dem Getreideanbau mit dem Schwerpunkt Mais und Futtergetreide für die Schweine- und Geflügelhaltung; circa 35 Prozent sind Grünfläche.
Noch vor 100 Jahren hatte das Gebiet um Quakenbrück einen sehr geringen Baumbestand. Das Stadtgebiet war außerhalb der besiedelten Flächen von verbuschtem Ödland, Feuchtwiesen und Heideflächen umgeben, Raubbau verhinderte, dass sich Wälder bildeten. Die für das Artland typischen uralten Eichenbäume befanden sich fast ausschließlich auf dem Privatgrund der Höfe. Im Zuge von Flurbereinigungen wurden nach der Bauernbefreiung die meisten gemeinschaftlich genutzten Flächen privatisiert und der Raubbau hörte schlagartig auf. Die neuen Eigentümer werteten ihre neuen Grundstücke auf und pflegten planmäßig die Gemeinschaftsflächen. So entstand im Norden der Stadt Quakenbrücks rund 140 Hektar großer Stadtwald, der 2008 mit einer Anpflanzung von 1300 neuen Eichen um 0,5 Hektar vergrößert und mit dem Heiratswald verbunden wurde. Heutzutage sind der Stadtpark und die Haseufer reich an Mischbaumbestand vorwiegend aus Eichen und Birken.

### Ortsansässige Unternehmen
Das für den Ort viele Jahre wichtigste Unternehmen war die Firma Kynast, die nach zwei Insolvenzen als 2005 neugegründete Kynast-Steel GmbH bedeutungslos wurde. Daneben entwickelte sich Quakenbrück ab den 1950er Jahren zu einem Zentrum für Matratzenherstellung, Maschinenbau und chemische Farbindustrie; letztere bestand 1950 aus zwölf Betrieben.
Übrig geblieben ist von größeren Produktionsstätten lediglich die Firma Ruf, die seit 1920 Backzutaten, Desserts und Backmischungen herstellt. Das Unternehmen beschäftigt 450 Mitarbeiter und produzierte 2007 1,8 Milliarden Packungen.
1985 ließ sich das Deutsche Institut für Lebensmitteltechnik (DIL) in Quakenbrück nieder. Das Forschungsinstitut beschäftigt 150 Mitarbeiter, verfügt über einen Vier-Millionen-Euro-Etat und zeichnet sich durch die Ausführung öffentlicher Forschungsaufträge verbunden mit einer Zusammenarbeit mit der vorwiegend mittelständisch geprägten Industrie aus. Der Fahrzeugzulieferer Lear Corporation hat sich 1988 angesiedelt und produziert mit rund 250 Mitarbeitern vorrangig Fahrzeugsitze.

### Verkehr
Die internationalen Flughäfen Münster/Osnabrück und Bremen sind jeweils rund 80 Kilometer entfernt.
Quakenbrück ist über die von Cloppenburg kommende Bundesstraße B 68 mit Osnabrück und Nordrhein-Westfalen verbunden. Die Bundesstraße führt durch das nördliche Stadtgebiet zwischen Altstadt und Stadtteil Hengelage und bildet im Osten und Süden eine Umgehungsstraße um den Stadtkern. Der nächstgelegene Autobahnanschluss, die Auffahrt Lohne/Dinklage der Bundesautobahn A 1, liegt rund 15 Kilometer in östlicher Richtung und wird über die Landesstraße L 845 erreicht. In Richtung Westen führt die Landesstraße L 60 nach Menslage und weiter nach Löningen, wo ein Anschluss an die B 213 (Europastraße E 233) besteht, die zur A 31, Lingen und Meppen/Emmen (Niederlande) führt.
Mit der NordWestBahn ist der Bahnhof Quakenbrück an der Bahnstrecke Wilhelmshaven–Osnabrück zu erreichen. Die Eröffnung des Teilstücks zwischen Oldenburg und dem damaligen Grenzort Quakenbrück erfolgte am 15. Oktober 1875. Die nicht elektrifizierte Strecke wird im Stundentakt vom RE 18 mit Dieseltriebwagen des Typs Lint 41 befahren – nachfrageabhängig auch in Mehrfachtraktion.
Die 1879 von der Rheinischen Eisenbahngesellschaft eröffnete Bahnstrecke Duisburg–Quakenbrück blieb für einige Jahrzehnte das letzte größere Eisenbahn-Bauvorhaben in Deutschland, stellte eine Konkurrenz zur Bahnstrecke Wanne-Eickel–Hamburg dar und erlangte vor allem im Ersten Weltkrieg Bedeutung als kürzeste Verbindung zwischen dem Ruhrgebiet und dem Kriegshafen Wilhelmshaven. Sie konnte sich jedoch nie als ernsthafte Konkurrenz zur „Rollbahn“ (Spitzname der Bahnstrecke Wanne-Eickel–Hamburg) durchsetzen.
Der Personenverkehr zwischen Quakenbrück und Rheine wurde 1969 eingestellt, der Güterverkehr auf diesem Abschnitt neun Jahre später. Zuvor war geplant worden, auf dem Abschnitt Rheine-Quakenbrück eine Versuchsstrecke für den InterCityExperimental einzurichten. Diese Maßnahme zur Strukturförderung war als Ergänzung zum wenige Kilometer weiter nordwestlich und zeitgleich stattfindenden Bau der Transrapid-Versuchsanlage Emsland gedacht. Mittlerweile sind diejenigen Teile der Gleise zwischen Quakenbrück und Spelle demontiert, die nicht für den Freizeit-Draisinenverkehr genutzt werden.
Ferner gab es bis 1952 eine Kleinbahn-Verbindung von Quakenbrück über Menslage, Berge nach Lingen. Die Kleinbahn besaß in Quakenbrück einen eigenen Bahnhof westlich des Bundesbahnhofs.
Der Öffentliche Personennahverkehr wird von der Verkehrsgemeinschaft Osnabrück organisiert und mit diversen Buslinien der VOS-Nord und Weser-Ems-Linie durchgeführt.

### Tourismus

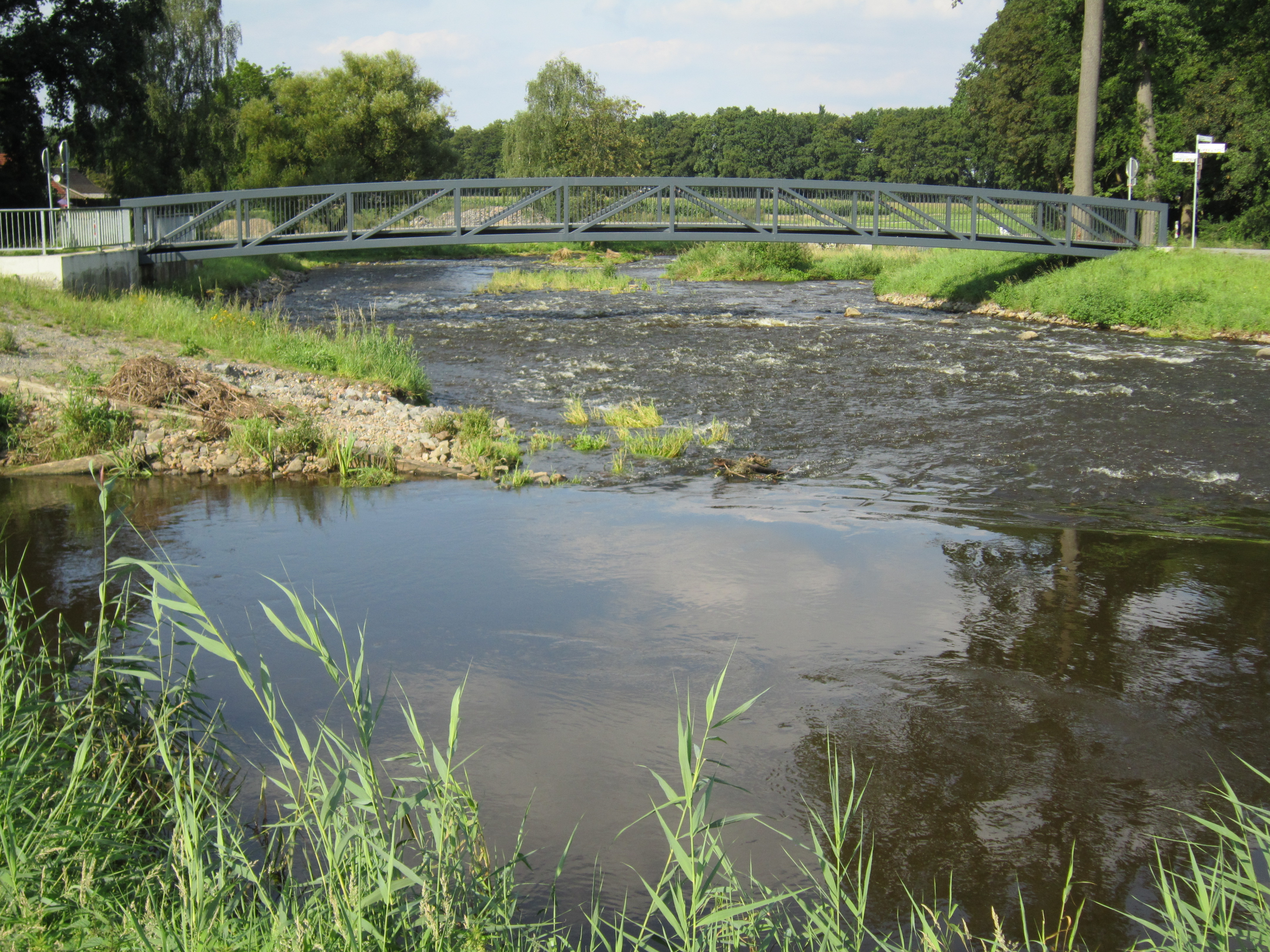
Teilung der Hase beim Schützenhof

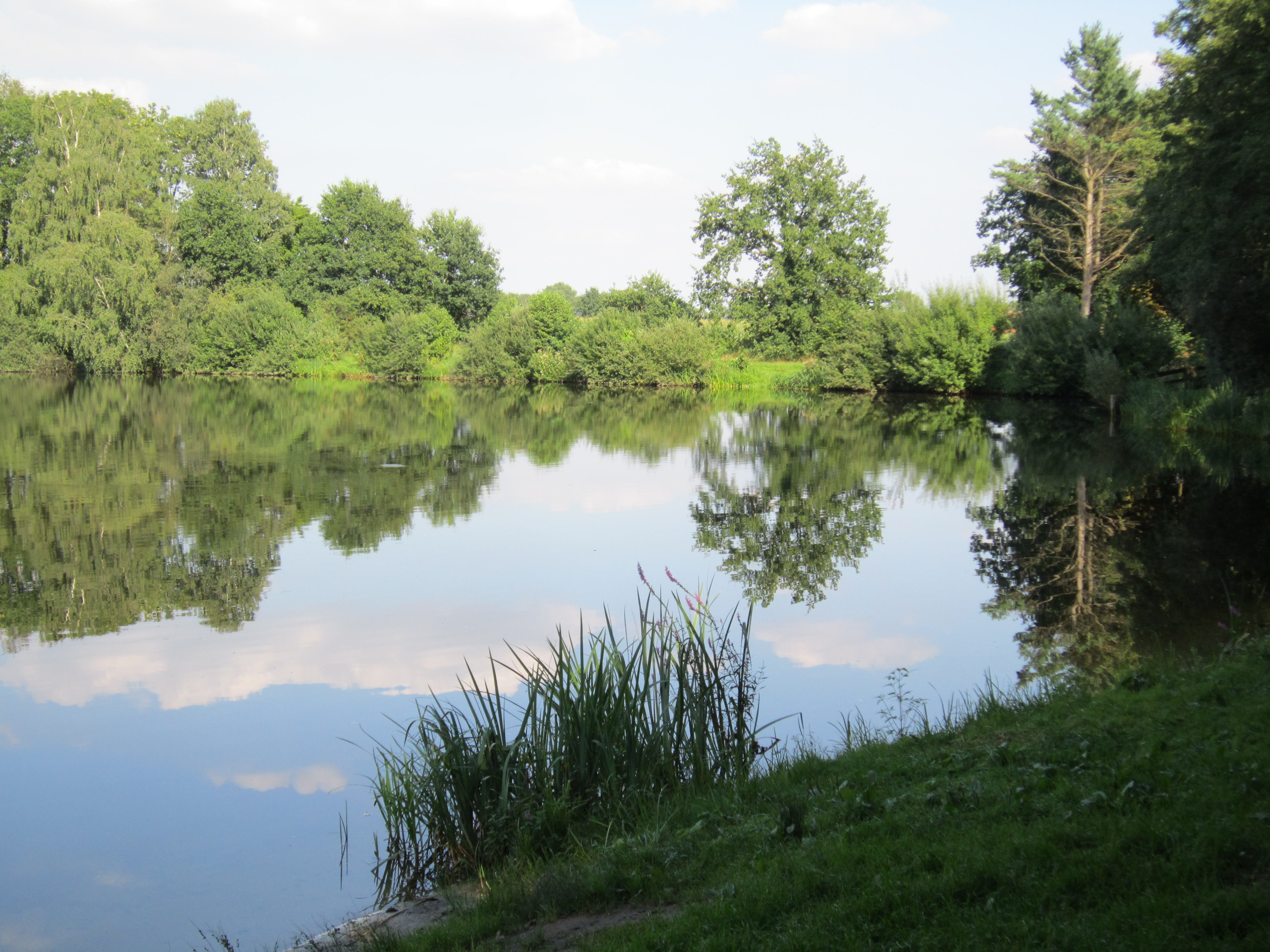
Feriensee

Quakenbrück ist Ausgangspunkt der 142 km langen Ferienstraße Artland-Route. Auf der stillgelegten Eisenbahnstrecke Quakenbrück-Rheine können Gruppen von Ausflüglern Draisinen mieten. Mehrere ausgearbeitete Touren für Radfahrer, die durchs Artland führen, verlaufen durch das Gebiet der Stadt Quakenbrück.
Mit einer Gastkarte können Hobby-Angler in einem der zahlreichen Gewässer des Sportfischereivereins Quakenbrück Fische fangen. Vereinsgewässer sind die Große Hase, die Kleine Hase und der Grother Kanal im Stadtgebiet, die Deichhase, die Große Mühlenhase, die Überfallhase und die Wrau; der Feriensee, der Deichsee, die Baggerkuhle, der Rennplatzteich und das Gewässer Im Flach.

### Medien
Das Bersenbrücker Kreisblatt ist eine Lokalausgabe der Neuen Osnabrücker Zeitung und hat ihre Hauptredaktion in Quakenbrück. Im selben Haus ist die Samtgemeindebücherei Artland untergebracht. Sie verfügt über mehr als 8000 Medien, ist an den Fernleihverband angeschlossen und ist mit einem öffentlichen Internet-Arbeitsplatz ausgestattet. Seit 2016 ist sie Mitglied im Onleihe-Verbund NBib24, was von der Büchereizentrale Niedersachsen koordiniert wird.
An Printmedien erscheint außerdem der Volltreffer, die Lokalzeitung für den nördlichen Landkreis Osnabrück, Südoldenburg und einen (kleinen) Teil des Emslandes. Das Anzeigenblatt erscheint zweiwöchentlich, in den Sommermonaten jedoch für einige Wochen gar nicht. Der Marktplatz ist ein zweimonatliches Journal des Artland-Ateliers. Die ON am Sonntag ist ein sonntags erscheinendes Anzeigenblatt mit Nachrichtenteil für Osnabrück und das Osnabrücker Land.

### Medizinische Versorgung
Bis 1971 gab es in Quakenbrück zwei Krankenhäuser, das evangelische Bethanien-Krankenhaus und das katholische Borromäus-Hospital, deren Zusammenschluss am 23. September 1971 erfolgte. In Zusammenarbeit mit dem niedersächsischen Sozialministerium wurde der Bau eines 420-Betten-Krankenhauses geplant, dessen Grundsteinlegung am 14. Mai 1974 erfolgte. Nach gut drei Jahren Bauzeit war es fertiggestellt und wurde als Haus I in Betrieb genommen und die medizinische Versorgung um die Diabetologie erweitert. Im darauf folgenden Jahr wurde das ehemalige Bethanien-Krankenhaus umgebaut und renoviert. Im sogenannten Haus II fanden die neuen Fachabteilungen Neurologie und Psychiatrie ihren Platz. Im Rahmen der Sanierung von Haus II im Jahr 1999 siedelte die Fachabteilung Neurologie in Haus I um.
Im Foyer und der ökumenischen Kapelle Arche des Krankenhauses finden regelmäßig Kulturveranstaltungen wie Konzerte, Vorträge und Ausstellungen bei meist freiem Eintritt statt.

### Bildung
Quakenbrück wird gerne als Schulstadt bezeichnet. Sie verfügt über eines der ältesten norddeutschen Gymnasien, das Artland-Gymnasium, das seine Existenz auf eine Lateinschule von 1354 zurückführt. Drei Grundschulen, eine Haupt- und Realschule (Haupt- und Realschule Artland), eine Förderschule (die 1966 als Sonderschule für Lernbehinderte gegründete Hasetalschule), die Berufsfachschule Wirtschaft und Verwaltung des Landkreises Osnabrück sowie Fachschulen für Heilerziehungspflege, Podologie, Diabetologie und Physiotherapie, eine Krankenpflegeschule und die Volkshochschule vervollständigen das Bildungsangebot. Geplant ist die Einrichtung einer Außenstelle des Bachelor-Studiengangs Pflege der Hochschule Osnabrück. Weiterhin befinden sich noch die Kreismusikschule Osnabrück, die Musikschule der Burgmannskapelle Quakenbrück e. V., eine private Sprachschule und mehrere Nachhilfeschulen am Ort.
Bislang konnte nicht abschließend geklärt werden, wann die erste höhere Lehranstalt in Quakenbrück entstand. Sicher ist, dass 1354 ein rector scolarum in Quakenbr. (Schuldirektor in Quakenbrück) urkundlich erwähnt wird. Die Chronisten sind sich einig, dass es sich dabei um eine Einrichtung des Stiftskapitels St. Sylvester handelte, die ursprünglich den geistlichen Nachwuchs ausbildete. Spätestens seit 1507 muss sich die Stadt beteiligt haben, was aus einer Reihe von Rechnungen hervorgeht. Bis zum Jahr 1893 war die Schule in einem Anbau der St.-Sylvester-Kirche untergebracht.
Im Jahre 1647 gestaltete der Dechant Vitus Büscher das Schulwesen neu. Die alte Lateinschule wurde mit der evangelischen Volksschule verbunden, daneben blieb eine katholische Schule bestehen. Als im Lauf des 19. Jahrhunderts das Monopol des Lateinunterrichts fiel, beantragte der Quakenbrücker Magistrat die Umwandlung in ein Progymnasium. Die Schule nahm 1832 mit drei Lehrern, drei Klassen und 40 Schülern ihren Betrieb auf. Allerdings verringerte sich die Schülerzahl stetig, bis die Stadt eine Umwandlung zum Realgymnasium vorantrieb und steigende Schülerzahlen erreichte. 1874 zog die Schule in einen Neubau an der Großen Mühlenstraße um, der in der Folgezeit mehrfach erweitert und umgebaut wurde. 1964 war abermals ein Neubau notwendig, nachdem die Schülerzahl auf 550 angestiegen war. Die Einweihung des neuen, auf rund 700 Schüler ausgerichteten Schulkomplexes erfolgte am 20. Januar 1967; die Festansprache hielt der aus Quakenbrück stammende damalige Minister für Wirtschaft und Verkehr, Karl Möller.

## Persönlichkeiten

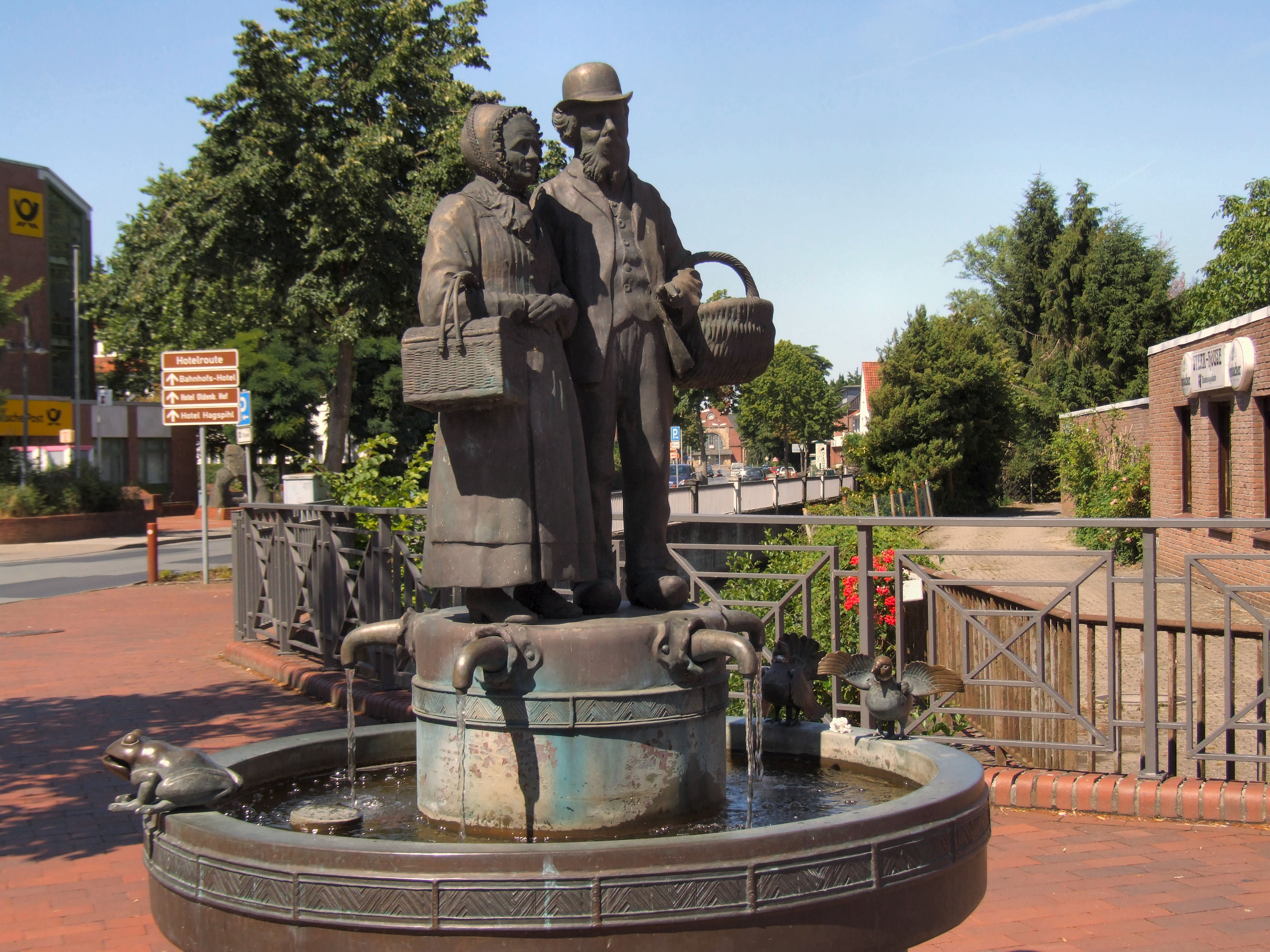
Kessen Ülk und Minchen-Brunnen

Bekanntester Sohn der Stadt ist der 1504 in Quakenbrück geborene Reformator Hermann Bonnus. Zu den prägenden historischen Persönlichkeiten, die vor Ort gewirkt haben, zählen der Badberger Bildhauer, Maler und Geigenbauer Karl Allöder, dem die Stadt eine Reihe von Kunstwerken zu verdanken hat, der Dichter Ludwig Brill und der Nobelpreisträger Klaus von Klitzing. Gebürtiger Quakenbrücker war auch der Filmhistoriker Enno Patalas (1929–2018).
Als erster nachgewiesener Ehrenbürger der Stadt erhielt Ernst von Hammerstein-Loxten 1889 seinen Ehrenbürgerbrief. 1904 wurde Realgymnasialdirektor August Fastenrath (1844–1908) mit der Ehrenbürgerwürde bedacht und 1913 Senator Bernhard Friedrich Rohde (1840–1917). Erst 50 Jahre später ernannte die Stadt weitere Ehrenbürger: 1965 den Baumeister, Bürgermeister und Stadtverordneten Josef Vonier (1883–1979), der der erste mit dem Bundesverdienstkreuz ausgezeichnete Quakenbrücker Bürger war, zusammen mit Malermeister Theodor Macke (1881–1972) wegen ihres „jahrzehntelangen Wirkens zum Wohl“ der Stadt. Als erster gebürtiger Quakenbrücker erhielt 1979 der niedersächsische Wirtschaftsminister Karl Möller das Ehrenbürgerrecht zugesprochen.
Das unzertrennliche Paar kessen Ülk und Minchen waren Quakenbrücker Originale. Sie wohnten in ihren letzten Lebensjahren im städtischen Armenhaus und verdienten sich ihren Unterhalt mit Korbflechten. Ülk starb 1910, Minchen 1917. Sie wurden in Sozialgräbern auf dem evangelischen Friedhof beigesetzt. Ihnen ist ein Brunnen gewidmet.